# 志摩スペイン村
志摩スペイン村（しまスペインむら）は、三重県志摩市磯部町坂崎にある複合リゾート施設。近畿日本鉄道（近鉄）が、総合保養地域整備法（略称法令名: リゾート法）の施行に合わせ1988年に策定された三重サンベルトゾーン構想に基づき、三重県志摩郡磯部町（現・志摩市）の協力を得て開発した施設である。
テーマパーク「パルケエスパーニャ」を中核施設に、ホテル志摩スペイン村、天然温泉「ひまわりの湯」の3施設で構成されている。

## 概要

### 開発経緯
近鉄が伊勢志摩エリアでの観光開発を積極的に進めることとなったのは、1946年に国立公園に指定されたことがきっかけである。1948年に上本町駅 - 宇治山田駅間で名阪直通特急の運行が開始され、1951年には戦後初の純洋式ホテルとして志摩観光ホテルを賢島に開業した。1953年には伊勢神宮式年遷宮、1954年には伊勢市内で遷宮記念の大博覧会が開催され，伊勢志摩観光の発展に大きく貢献した。さらに1964年に開催が予定された東京オリンピック開催に合わせて、東海道新幹線が開通すると、近鉄ではこれに合わせて特急網の拡充を図り、1966年には京都駅 - 宇治山田駅での直通特急が運転を開始した。
しかし、近鉄による本格的な伊勢志摩地域の観光開発が始まったのは1960年代後半からである。1967年の第3次輸送力増強5箇年計画は1970年の大阪万博の来場者を伊勢志摩まで誘致する目的で策定された。まず、近鉄は1965年に三重電気鉄道を合併して近鉄志摩線とした。そして当時孤立線であった近鉄志摩線 (25.4 km) と大阪・名古屋方面と直結している近鉄山田線とを接続する鳥羽線 (13.2 km) を新たに建設し、合わせて志摩線を標準軌化することで、大阪・京都・名古屋から賢島まで特急列車の直通運転を可能にする工事に着手した。この工事は1970年1月に完成し、同年3月に開通した。近鉄ではこの特急乗り入れに合わせて、関連会社と協力して、ホテルや旅館の新築や増築、別荘地の開発、マリンランドやスポーツランドの開設，観光船の新造などを進めていった。
ところが1970年の大阪万博が終了した後、伊勢志摩方面への観光客は伸び悩むようになり、伊勢神宮の式年遷宮が行われた1973年には1,251万人に増加し、1979年には1,431万人まで微増したが、1980年代は1,300万人台で推移した。そのため近鉄では1970年代以降は人工観光資源を充実させ、若年層やファミリー層をターゲットに、年間を通して楽しめるレジャー施設の建設を目指すことになった。時代的な背景には1983年に開園した東京ディズニーランド（TDL）をはじめとする日本各地でのテーマパークの建設ブームも構想に現実味を帯びさせることとなった。
鳥羽市畔蛸（）町と相差（）町にまたがる南鳥羽地区の社有地には分譲別荘・リゾートマンション・ペンション・コンドミニアム・ショッピングセンター・アミューズメント施設を、磯部町坂崎地区の社有地にはテーマパークを、阿児町横山地区の社有地にはゴルフ場を、阿児町国府地区の社有地には既存のゴルフコース沿いにマリーナやサーフスポットなどの海洋レジャー施設の建設を、それぞれ予定していた。
この計画に基づき、近鉄は1988年2月には、三重県と国土庁に開発計画を届け出ている。そして地元との調整が整った場所から順次着工し、21世紀初めまでには、志摩半島に「一大リゾート」を完成させる構想を抱いていた。
しかし、バブル景気の崩壊と共に、景気動向の先行きが不透明となったことから、まずはリゾート法の適用を受け、地元との調整も整っていた志摩スペイン村から開発することになった。志摩スペイン村計画自体も縮小化され、テーマパーク「パルケエスパーニャ」の開発事業費は、当初発表された680億円から、いったんは480億円へ、最終的には600億円へと変更されており、ホテル志摩スペイン村も客室数500室（100室を会員制/1200人収容）規模から約半分の252室に縮小された。また、開発事業費約500億円規模に及ぶレジデンシャルゾーンの同時開発も一旦は延期となったものの、1992年の雑誌のインタビュー記事で、当時の近畿日本鉄道鉄道総局業務局長であった荻巣は、開発計画の見直しはしないのかという問いに対し、「それはありません。(中略)当初の計画通り進めています」と述べている。しかしその後レジデンシャルゾーンは建設されることなく現在に至っている。
2001年3月31日に大阪市此花区にユニバーサル・スタジオ・ジャパン（USJ）が開業すると、差別化戦略として同年4月22日に「伊勢志摩温泉 志摩スペイン村『ひまわりの湯』」を開業した。

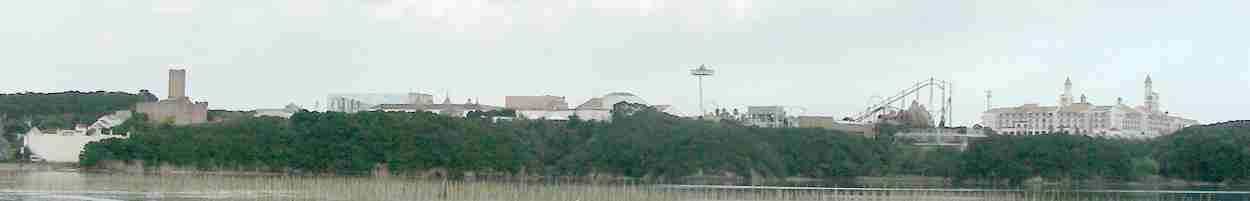
志摩スペイン村遠景

### 基本理念
志摩スペイン村開発計画にあたっては、自然環境の保全を原則に、基本理念を「こころの再発見」におき、テーマをスペインとした。
バブル崩壊の社会情勢から「もの」から「こころ」へ。経済優先からゆとりという流れの中で、「伸びやかな空間のなかでゆったりとした時間を楽しく過ごす」ことのできる場所が求められるとし、これをスペインの人々のゆとりやおおらかさと、スペインの大地の豊かさ。これらの体験、共感を通して、「人間らしさの回復」や「こころの再発見」をすることを全体コンセプトとした。

#### テーマとしてスペインが選ばれた理由

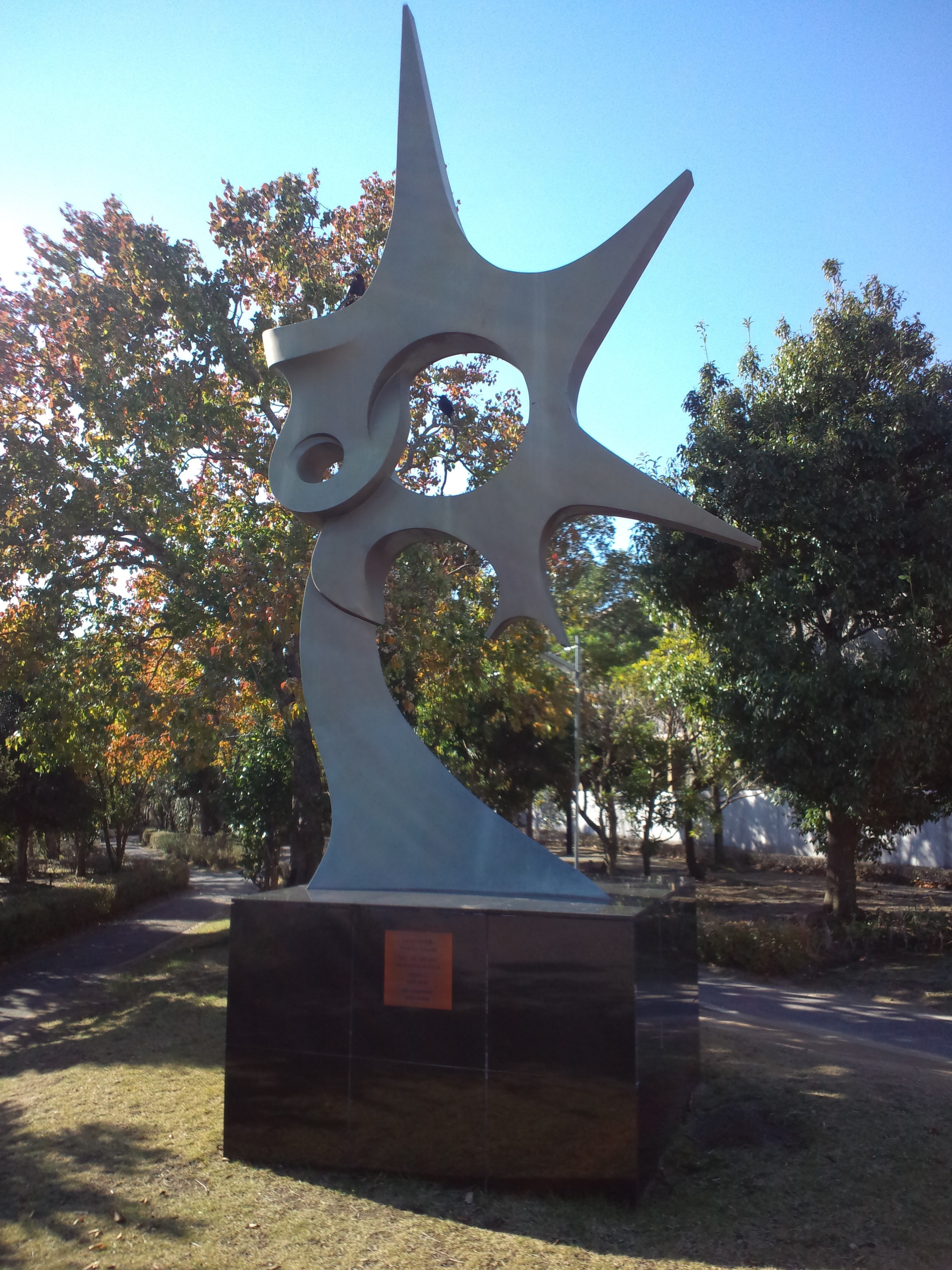
入口前の石彫『スペインの太陽』（サンチャゴ・デ・サンチャゴ作）

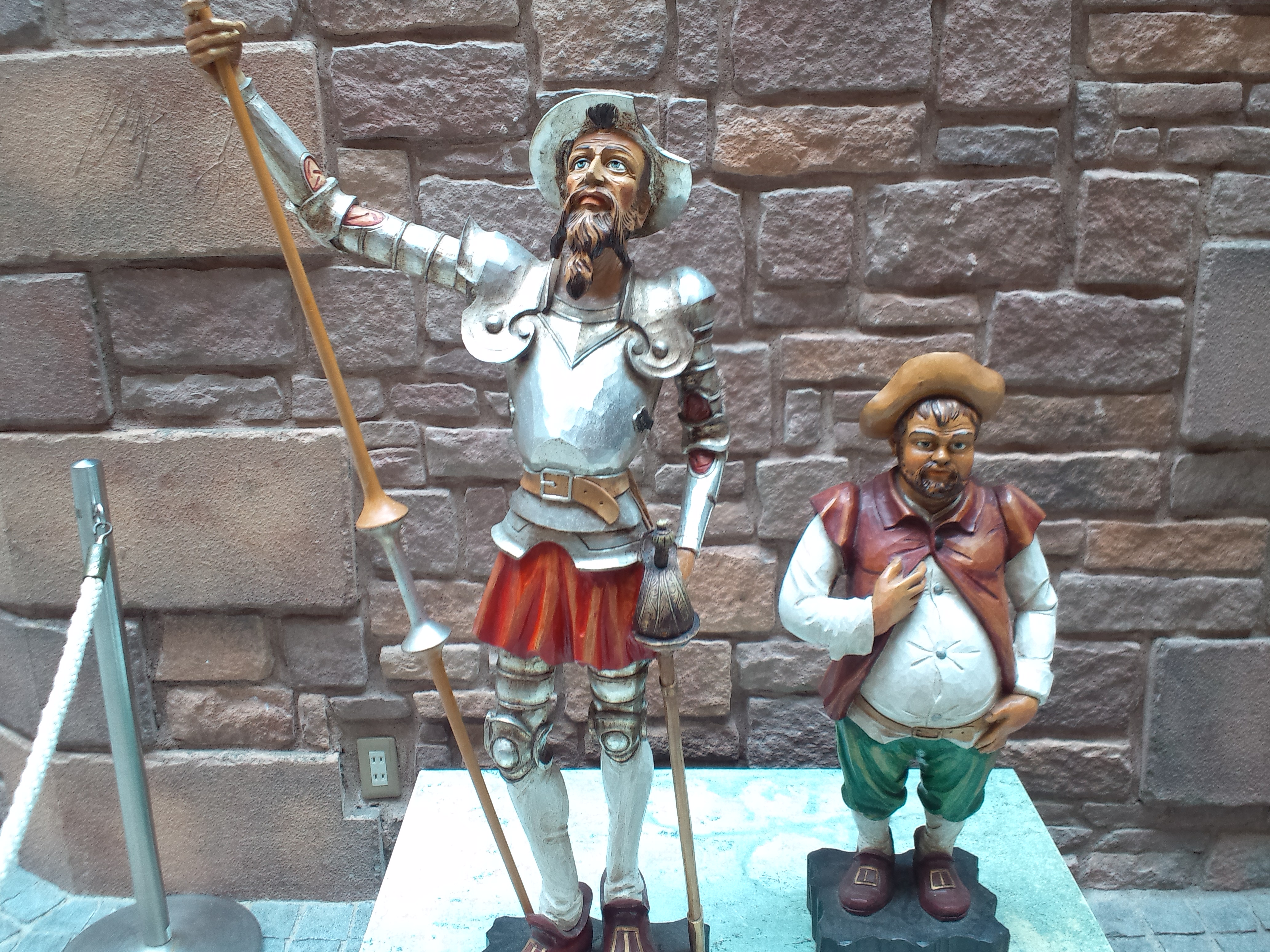
ドンキホーテとサンチョパンサ像（ハビエル城博物館内）

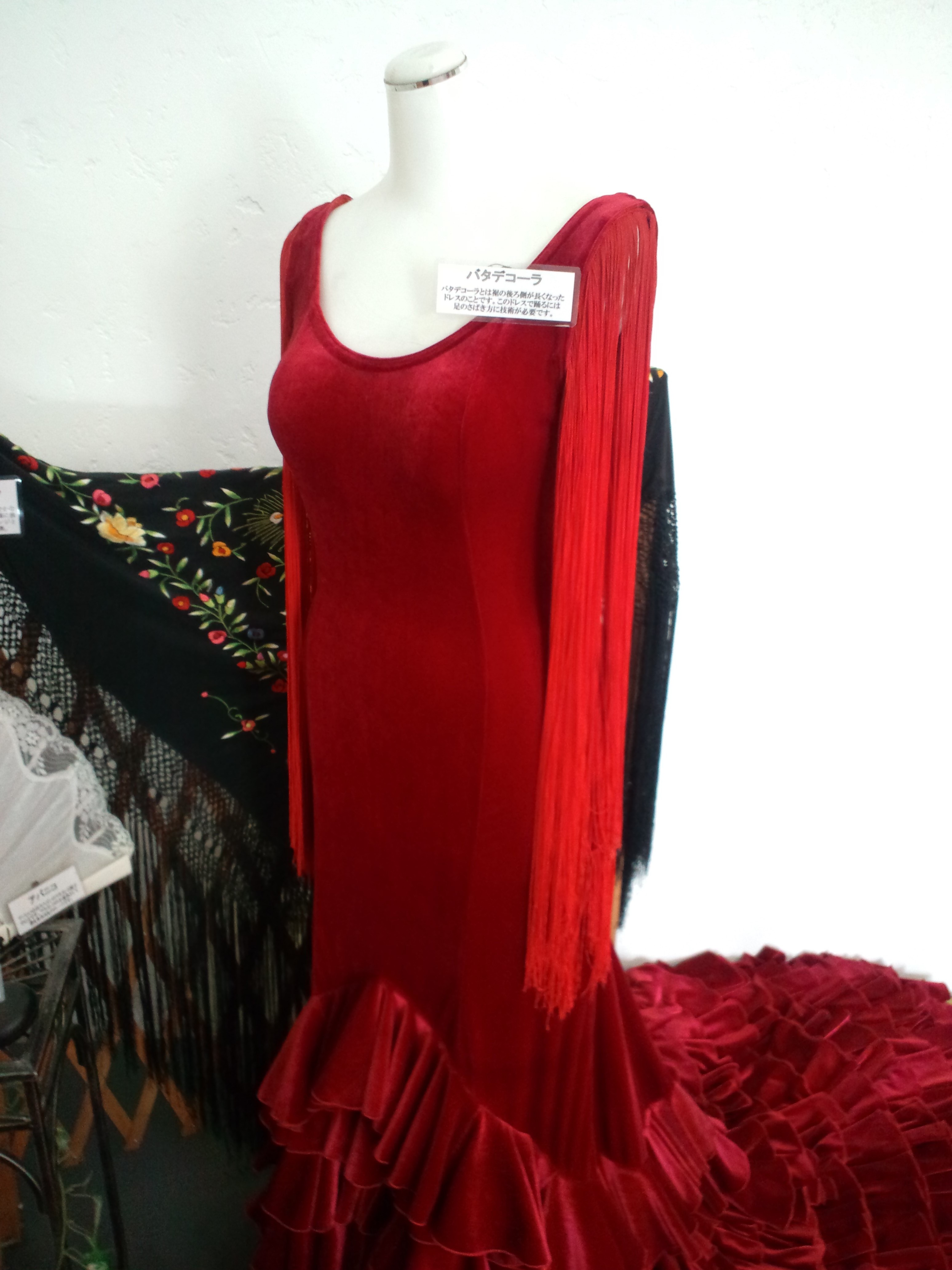
カルメンの衣装『バタデコーラ』

月刊レジャー産業やアミューズメント産業などの業界誌に掲載された開業当時の志摩スペイン村経営陣のコメントなどによれば下記のような理由が上げられている。
- 「三重サンベルトゾーン」計画そのものがスペインをイメージしていたこと。
- 三重県は観光立県だが、スペインも人口約4千万人に対して約5千万人あまりの観光客がある観光立国であること。
- スペインの北部サンティアゴ・デ・コンポステーラは巡礼の地であり、お伊勢まいりと相通するものがあること[6][注釈 1]。
- 計画当時、バルセロナオリンピックとセビリア万博の開催にあたり、日本でもスペインへの関心が高まっていたこと。
- 志摩半島の海岸はリアス式海岸だが、リアス式海岸のリアスとはスペイン北西部のガリシア地方でリア（入り江）が多く見られることから命名されたこと（スペイン語でリア(ria) は入り江を意味する）[8]。

月刊レジャー産業（1994年6月号）に掲載された初代志摩スペイン村取締役社長である谷原武夫へのインタビュー記事によれば、志摩スペイン村開業当時の近鉄社長で志摩スペイン村開発推進者であった金森茂一郎（初代志摩スペイン村取締役会長）がテーマパークの開発にあたって文化性を強く出す方向性を示唆した。これに基づきコンセプトを策定した結果、日本ではスペインはあまり紹介されていないが、カルメン、ドンファン、闘牛、ドン・キホーテなど日本人になじみのある話題が意外に多い点に着目し、スペインという国をテーマとし文化性の強いテーマパークを作り上げようと結論づけた。ただし谷原は「それじゃなぜスペインかということですが、ほかではあまり取り上げられていないからというだけではちょっと説得力が弱いかと思いますが、一番ポピュラーな説明としましては、スペインに関して日本人が持つイメージはというのは、明るい太陽と海辺というものが一つのイメージだろう。志摩というイメージが大体合致している。そういうことで良いのではないか思いました。」とも述べている。

### 開発エピソード
志摩スペイン村の開発エリアは全て伊勢志摩国立公園内で、自然公園法による「規制計画」などで無秩序な開発や利用を防ぐ特別地域に指定されていた。このため、開発当初に開発できたのは開発面積全体の約30%程度で、一時的に工事で伐採した緑地についても新たに植栽し緑地に戻したほか、テーマパークでは第1駐車場の一部（現在のピレネー部分）を芝生化した駐車区画を設けたり、コロシアムの座席周りに芝生を張るなどして緑地化率を高める工夫がされた。また、先のスペインをテーマに選定した過程を述べた月刊レジャー産業のインタビューで「この地域全般の特色ですが漁業権が非常に確立しています。畑のような感覚ですね。畑の中にむやみに立ち入れば叱られる。養殖漁業のために海が使えない傾向をもっていますが、なんとか漁業権との調整をとって将来的にはマリンレジャーも提供できればありがたい」と述べている。
しかし、当初計画案があった近鉄志摩磯部駅から志摩スペイン村への定期航路計画は頓挫し、ひまわりの湯を開業するにあたっても海洋への温泉の排水が及ぼす海水濃度への影響で、養殖をはじめとする漁業補償問題のため本来は掛け流しが可能な湯量があるひまわりの湯だが循環濾過式での営業となるなど現在でもマリンレジャーを開発できる状況には至っていない。

### 敷地面積
志摩スペイン村の全体開発面積は113haで、東京ドーム（建設面積4.67554ha/グラウンド面積1.3ha）に換算すると約24個分（テーマパーク部分だけでも約7.2個分）にも相当する広大なもので、その内100haについては近鉄が1960年代初期に取得した物である。しかし、上下水道や道路などインフラストラクチャーが未整備のため非常に簿価が低い社有地であり開発が中止されていた（志摩スペイン村開発にあたっては、取得済みの社有地100haの他に、周辺の13ha程の敷地を、国土法の特定民間施設の申請をして新たに取得している）。
全体計画面積 113ha
- テーマパークゾーン 34ha
- ホテルゾーン 8ha（温泉ゾーン含む）※延べ床面積：ホテル/約3.1ha、温泉/約0.21ha
- 保存緑地ほか 71ha

### 事業費

#### 開園時の総事業費
| テーマパーク総事業費 | 約600億円 | 内約300億円 - 近畿日本鉄道（株）：土地造成・基盤整備、主要建物建設 |
| テーマパーク総事業費 | 約600億円 | 内約300億円 - （株）志摩スペイン村：付帯施設建設・内装工事         |
| ホテル総事業費       | 約200億円 | 約200億円                                                          |
| 温泉総事業費         | 約11億円  | 約11億円                                                           |

- 注1 - （株）志摩スペイン村の300億円については、公共性を持つ事業として日本開発銀行のNTT無利子融資や地域総合整備財団（ふるさと財団）のふるさと融資など受けている。また、三重県と磯部町（現志摩市磯部町）の出資は各1500万円（（株）志摩スペイン村設立時の資本金3億円の10%）であるが、そのほか、県道の改修、バイパス工事などの側面でのバックアップがあった。
- 注2 - 近鉄は、志摩スペイン村開業にあたり志摩線の複線化に約350億円、志摩磯部駅および鵜方駅の改良などに約70億円、新型特急「伊勢志摩ライナー」の新造に約60億円と合計で約480億円を投資しており、志摩スペイン村の初期投資と合わせて約1,280億円を投資している。

#### 開園後の主な大型設備投資額
| 「クエントスの森」（1996年）                                                         | 約2億4千万円      | 約2億4千万円                            |
| 第一次営業施設増強（1996年 - 1997年）                                                | 総事業費 約70億円 | 内約31億円 - 「ピレネー」               |
| 第一次営業施設増強（1996年 - 1997年）                                                | 総事業費 約70億円 | 内約26億円 - 「ドンキホーテ冒険の旅」   |
| 第一次営業施設増強（1996年 - 1997年）                                                | 総事業費 約70億円 | 内約6億円 - 「コロシアム可動式屋根」    |
| 第一次営業施設増強（1996年 - 1997年）                                                | 総事業費 約70億円 | 内約7億円 - 「エンバシーホール」        |
| 第二次営業施設増強（1999年）                                                         | 総事業費 約49億円 | 内約30億円 - 「ロストレジェンド」       |
| 第二次営業施設増強（1999年）                                                         | 総事業費 約49億円 | 内約15億円 - 「エスパーニャカーニバル」 |
| 第二次営業施設増強（1999年）                                                         | 総事業費 約49億円 | 内約4億円 - 「サンタクルス通り延伸」    |
| 植栽増強（1997年 - 1999年）                                                          | 約3億円           | 約3億円                                 |
| 「ドンキホーテバルーン」（2000年）                                                   | 約2億円           | 約2億円                                 |
| 「太陽の洞窟」、「ドンキホーテのからくり時計」等（2002年）                           | 約1億4千万円      | 約1億4千万円                            |
| 「マタドール」、「光の宮殿」、「氷の城」およびカンブロン劇場新ソフト導入等（2004年） | 約2億円           | 約2億円                                 |
| 「不思議の国のアリス」、新スパニッシュミュージカル「マルクの恋人」導入等（2007年）   | 約1億4千万円      | 約1億4千万円                            |
| 「ピエロ・ザ・サーカス」（2008年）                                                   | 約8億円           | 約8億円                                 |

### 環境対策
伊勢志摩国立公園内に立地するため、開発段階から高度の生活処理排水施設やゴミ焼却施設を導入し環境対策が行なわれているが、近年は環境対策について地球温暖化対策推進法や食品リサイクル法をはじめ、ごみ焼却時のダイオキシン処理、2003年のロンドン条約（日本国内では2007年度に廃棄物処理法が改定される。）で禁止される汚泥の海洋投棄など、開業当初より高い基準に対応するため新たな処理施設が導入されている。また、三重県生活環境の保全に関する条例第9条第1項に基づく地球温暖化対策計画書を2005年7月1日に県に提出し、三重県地球温暖化対策推進計画の2010年度までに温室効果ガスの排出量を基準年度（2000年度）から14%削減を目指している。

#### 生活廃水処理施設
生活排水については公共機関と同様の第3次処理まで行って無公害の水に処理しており、処理された排水の汚染濃度は国や県の排水許可基準を大幅に下回っている。また、処理水はトイレの洗浄水や緑地への散水処理などに2次利用し海洋への排水はほとんどされていない。
- 処理能力 ： 2250t/日
- 処理方法 ： 標準活性汚泥法+触媒酸化法+凝集沈殿法+砂濾過法+活性炭吸着法（生物化学的酸素要求量（BOD）5ppm以下、化学的酸素要求量（COD）3ppm以下、浮遊物質量（SS）3ppm以下までに処理されている。）
- 施設竣工 ： 1993年（平成5年）12月

※水質汚濁防止法 : BOD、CODは120ppm以下、SSは150ppm以下（三重県の条例は、BOD、CODは20ppm以下、SSは70ppm以下）。

#### ごみ焼却施設
開業当初より稼動しているごみ焼却施設については、2001年にバグフィルターを導入しダイオキシン濃度を大幅に減少させている。
- 燃焼能力 ： 10t/日（8時間）×2焼却炉（焼却炉はごみの性質に合わせ燃焼用空気がコントロールされ完全燃焼している。/排ガス濃度は3から4ng-TEO/3N以下）
- 施設竣工 ： 1994年（平成6年）3月

※ダイオキシン対策特別措置法による排ガス濃度基準：10ng-TEO/3N以下

#### 自家用発電施設
志摩スペイン村内で使用する年間消費電気量の60%程度を自家発電しており、電力会社からの送電より電力消費ロスが少なく、発電効力が大きいため、使用電力量の削減も可能となった。また廃熱は隣接するシーズンインアミーゴスの温水に利用されており、二酸化炭素の排出量を年間で約250t前後削減している。
- 発電機 ： 1400kW×3台
- エンジン ： 2050馬力、140,000cc、720回転
- 施設竣工 ： 2000年（平成12年）3月

#### 生ごみ処理施設
施設が出来るまでは志摩スペイン村内で廃棄される年間約500tの生ごみは焼却処理されていたが、生ごみは通常のごみ焼却より燃焼効率が落ちるため重油消費量が多かった。しかし、施設完成により重油消費量が削減できたため、燃焼に伴うダイオキシンの発生や二酸化炭素の発生を低くすることが可能となった。また、生活廃水処理の際に発生する汚泥（排水処理工程で発生するバクテリアの死骸。）についても、汚泥脱水処理機を導入しスポンジ状の脱水ケーキとし、ゴミ堆肥プラントにてバクテリアとあわせて肥料とし村内の植栽の土壌改良剤として使用されている。
- 処理能力 : 1t/日
- 施設竣工 : 2001年（平成13年）10月

### スポンサー企業

#### 現在のスポンサー企業（2024年4月現在）
◎印は開業時から20年間（2004年）のスポンサー契約満了時に契約を更新したスポンサー企業
- 株式会社伊藤園
  - 提供：アミーゴバルーン
- 伊藤ハム株式会社◎
  - 提供：アルカサルの戦い
- 近畿日本鉄道株式会社
  - 提供：パルケエスパーニャパレード "エスパーニャカーニバル アデランテ"、ハビエル城博物館、ピエロ・ザ・サーカス、ナイトパレード＆花火
- アソビュー株式会社（2022年11月1日 -）
  - 提供：ドラゴン城の宝さがし
- カゴメ株式会社◎
  - 提供：トマティーナ
- KDDI株式会社◎
  - 提供：カンブロン劇場/開業時は第二電電（株）との契約だったが、その後の国際電信電話（株）と日本移動通信（株）との合併により契約社名が変更されている。
- コカ・コーラボトラーズジャパン株式会社◎
  - 提供：スプラッシュモンセラー/開業時は中京コカ・コーラボトリング（株）との契約だったが、富士コカ・コーラボトリング（株）の合併により契約社名がコカ・コーラセントラルジャパン（株）に変更され、2013年7月に社名がコカ・コーライーストジャパン(株)へ、そして2018年1月に現社名に変更され現在に至る。
- アサヒビール株式会社
  - 提供：イルミネーションライド「くるみわり人形」、レストラン「エル パティオ」、ワインとビールの欧州紀行
- 森永乳業株式会社
  - 提供：ガウディカルーセル
- 中部電力ミライズ株式会社（2019年5月1日 -）
  - 提供：ピレネー/開業時は中部電力（株）との契約だったが、同社と中部電力パワーグリッド（株）との体制へ移行し、契約者名が変更された。
- 東京海上日動火災株式会社◎
  - 提供：コロシアム/開業時は東京海上保険（株）との契約だったが日動火災海上保険（株）との合併により契約社名が変更されている。
- 日清オイリオグループ株式会社
  - 提供：キャラクターカフェ「チィコ チィコ」
- 株式会社ブリヂストン◎
  - 提供：グランモンセラー
- 株式会社御木本真珠島◎
  - 提供：パールギャラリー「マルガリタ」
- 三井住友カード株式会社
  - 提供：カルメンホール
- 三菱電機株式会社◎
  - 提供：ドンキホーテ冒険の旅/フライングドンキホーテの営業終了に伴い移行している。
- 山崎製パン株式会社◎
  - 提供：カフェ「ミカサ」
- UCC上島珈琲株式会社◎
  - 提供：カフェテリア「サルー」、チュロスのお店「チュレリア」

#### 契約が終了したスポンサー
- イベリア・スペイン航空（提供：スペインプロモーションセンター/閉鎖に伴いエンバシーホールへ移行/イベリア航空は1998年11月30日で日本路線を撤退したため中途契約解消となった。）
- 株式会社小学館（提供：クエントスの森）
- 新日本石油株式会社（現・ENEOS株式会社）（提供：アルカサルの戦い/開業時は三菱石油との契約だがその後の日本石油との合併により契約社名が変更されていた）
- コダック株式会社（提供：フォトハウス「フォト ファンタスティカ」）
- 日本生命保険相互会社（提供：ハビエル城博物館）
- 株式会社福寿園（提供：アミーゴバルーン）
- 株式会社クボタ（提供：太陽の洞窟、ウォーターシンフォニー、ドンキホーテとサンチョパンサ像、シベレス像、フェリペ3世騎馬像、コロンブス像、幸せの鐘、ローマの遺跡）
- サントリー酒類株式会社（提供：きらめく光のファンタジー"光の宮殿"、花とワインのギャラリー、レストラン「エル パティオ」/開業時はサントリー（株）との契約だったが、2009年4月1日に持株会社制の移行により契約社名が変更されている。）
- シチズン時計株式会社（提供：ガウディカルーセル/開業時はシチズン商事（株）との契約だったが、シチズン時計（株）への吸収合併により契約社名が変更されている。）
- リヤドロジャパン株式会社（提供：遊覧タクシー/開業時は物産リヤドロ（株）との契約だったが現在はリヤドロジャパン（株）に移行している。）
- 明治乳業株式会社（提供：チョッキーの不思議な館/契約更新時にカーニバルハウスから移行している。）
- オリックス野球クラブ株式会社（提供：パルケエスパーニャパレード "エスパーニャカーニバル"　表記名は「オリックス・バファローズ」、2006年ごろ。）
- 大正製薬株式会社（- 2016年3月18日）（提供：アルカサルの戦い）
- ブラザー販売株式会社（- 2016年9月16日）（提供：エンバシーホール）
- 江崎グリコ株式会社（- 2018年7月23日）（提供：ドラゴン城の宝さがし）
- 大日本印刷株式会社◎（- 2019年6月27日）（提供：クエントスの森/契約更新時にカルメンホールから移行している。）
- 富士フイルム株式会社（- 2019年9月26日）（提供：フォトハウス「フォト ファンタスティカ」/開業時は富士写真フイルム（株）との契約であったが、事業持株会社制の移行により富士フイルムイメージング（株）に契約会社が変更されたものの、2009年2月1日に富士フイルム（株）に吸収される形で再度変更された）
- 富士通株式会社◎（- 2022年10月31日）（提供：フィエスタトレイン）

## 沿革

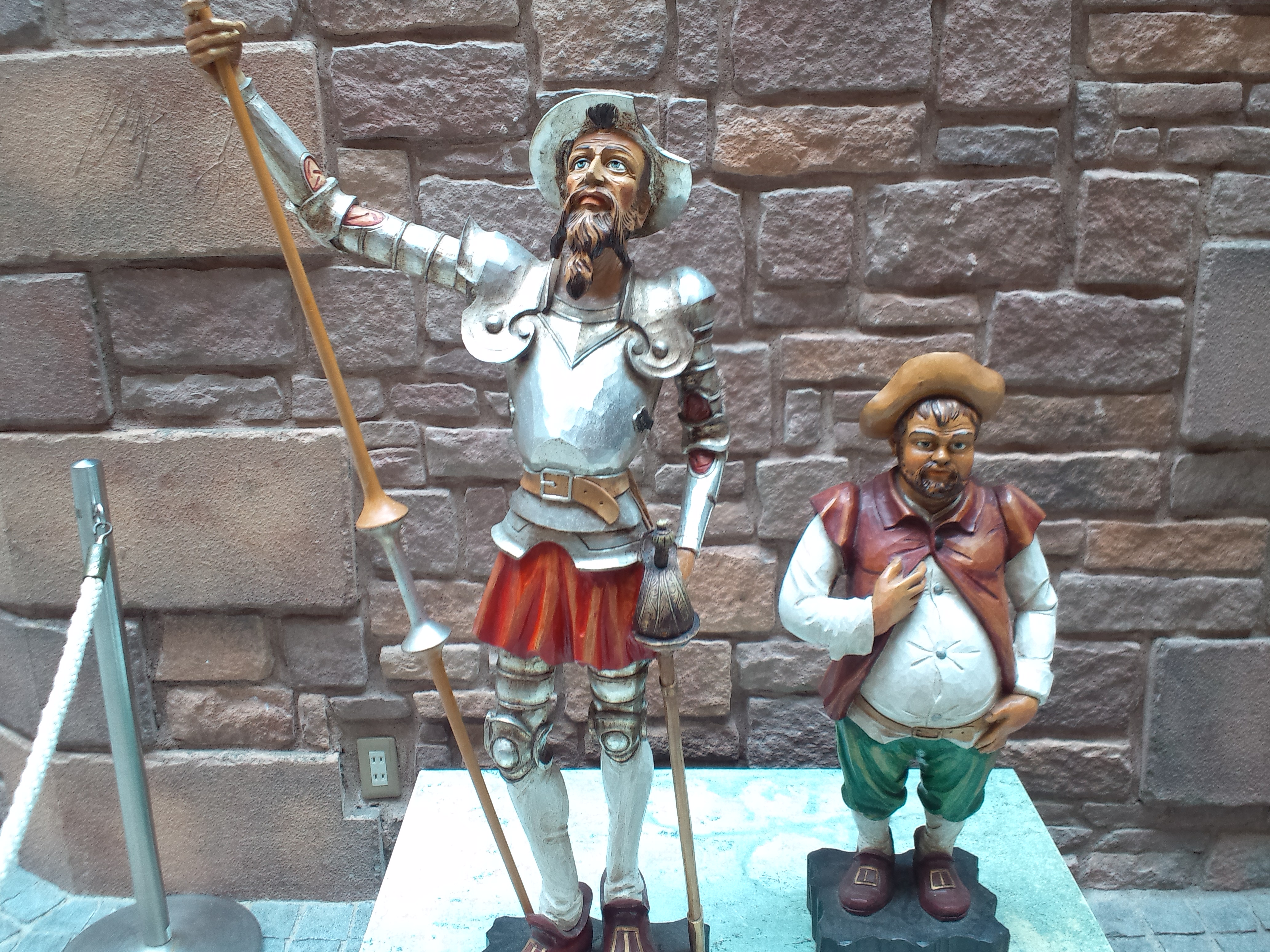
入口（ドンキホーテとサンチョパンサ像）

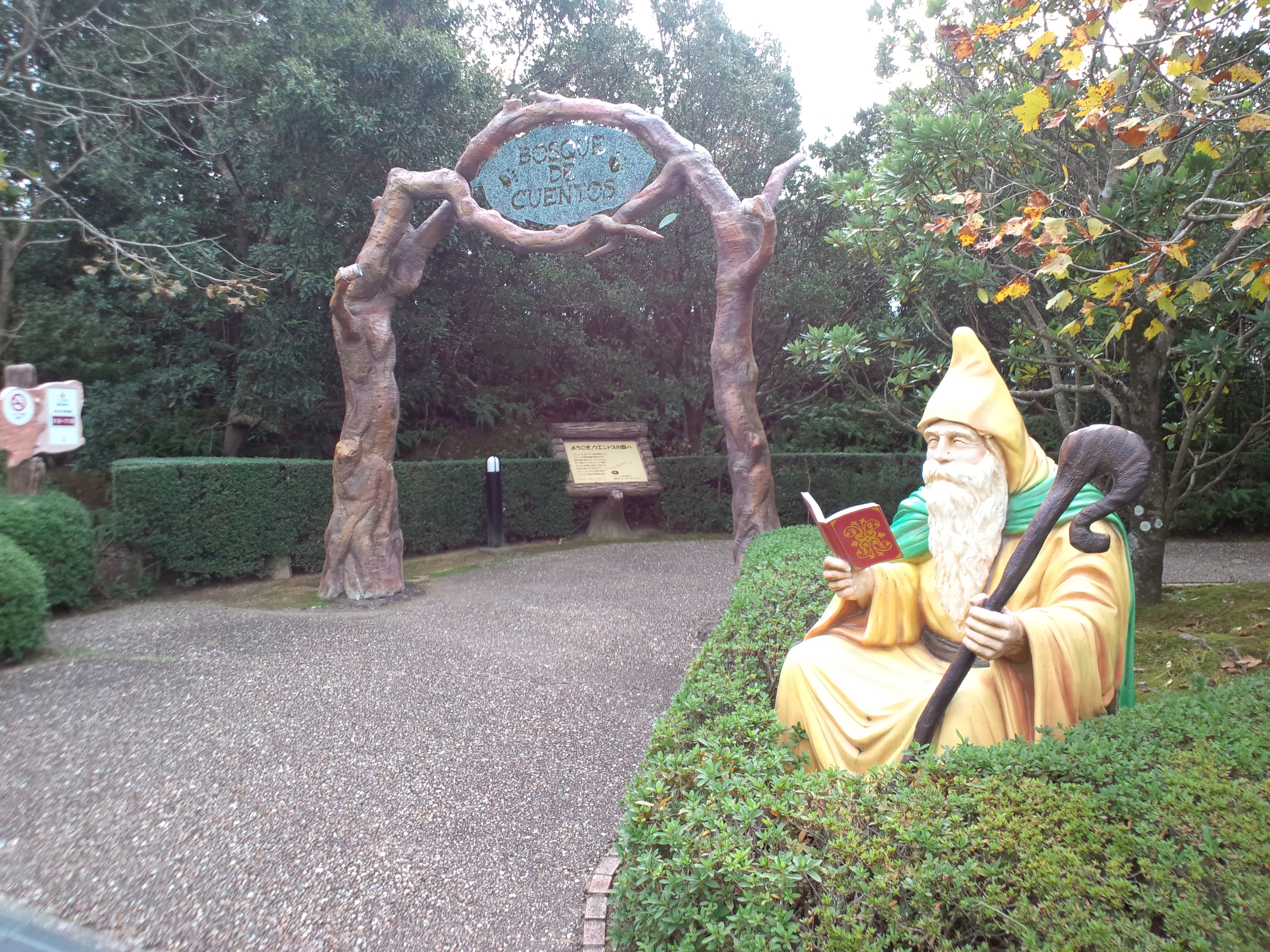
クエントスの森

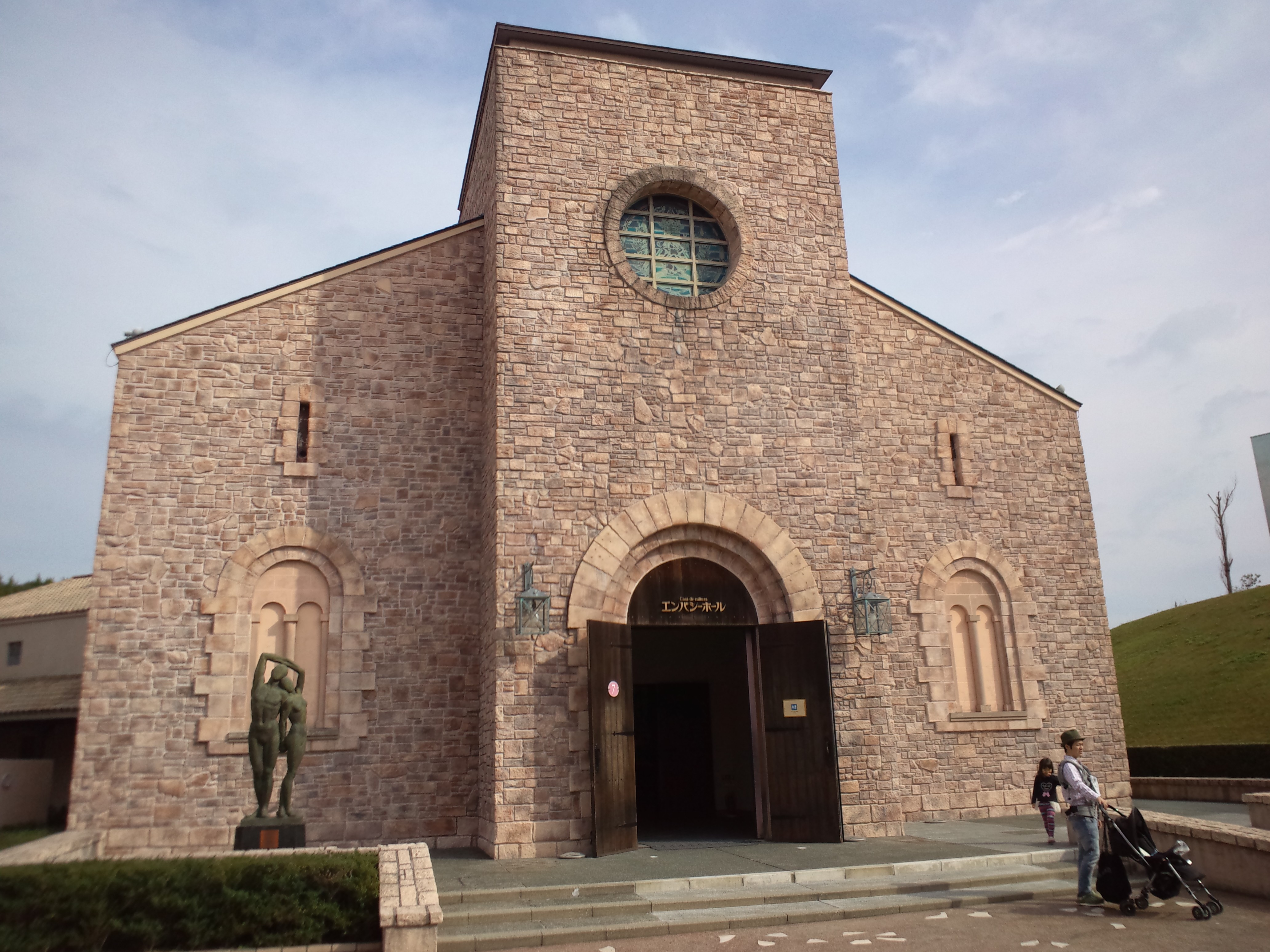
エバンシーホール

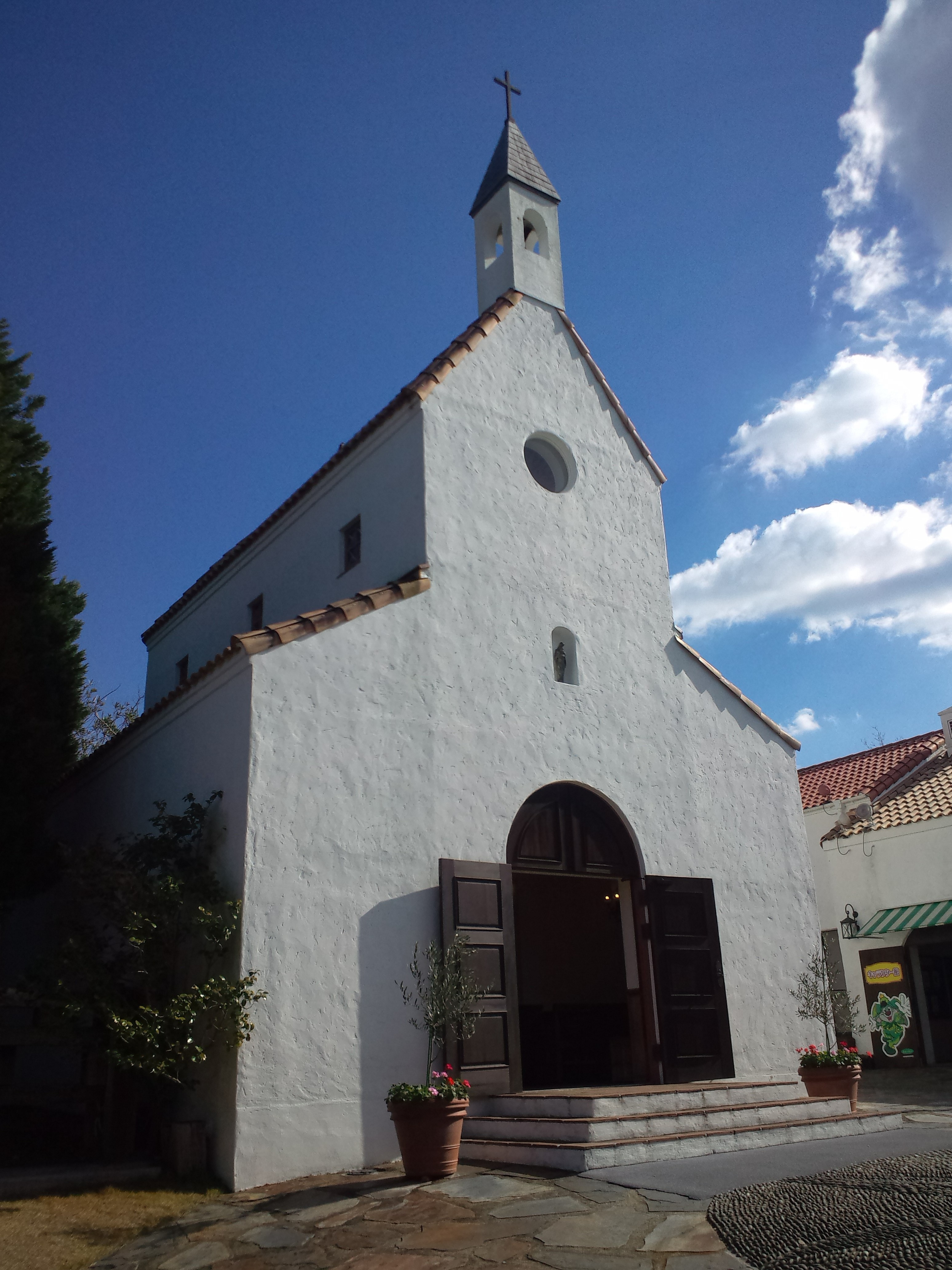
アンダルシア地方のサンタクルス教会

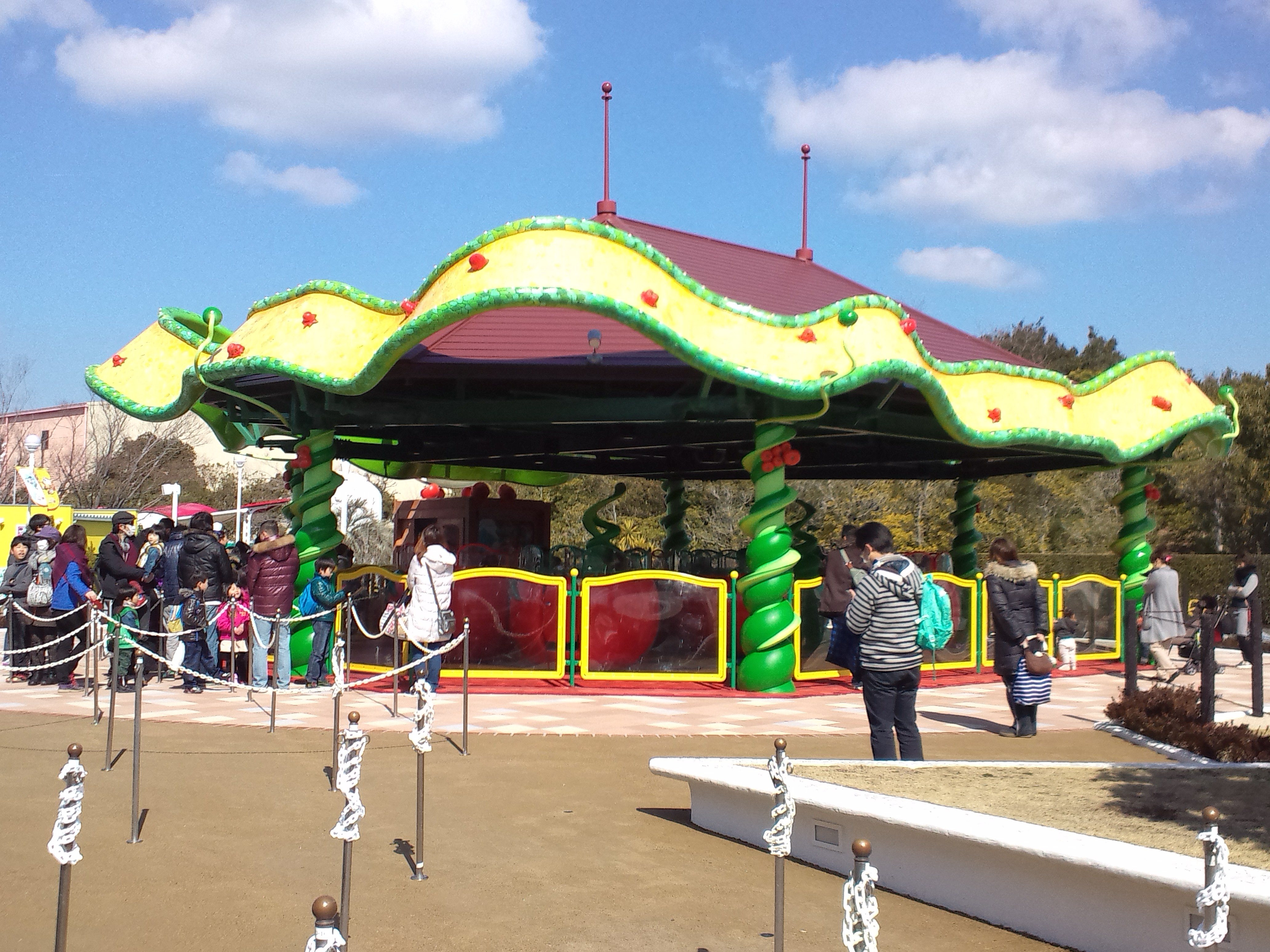
20thアニバサリの新アトラクション、トマティーナ

- 1987年（昭和62年）6月 - 総合保養地域整備法（通称 リゾート法）が施行。
- 1988年（昭和63年）
  - 2月 - 近畿日本鉄道から4地区（南鳥羽、磯部、横山、国府）の開発計画を三重県に提出。
  - 7月 - 国が三重県の基本構想を承認。
  - 10月 - 近畿日本鉄道企画室に志摩スペイン村建設計画プロジェクトチーム発足。
- 1989年（平成元年）
  - 1月 - 志摩スペイン村環境アセスメント調査を開始。
  - 4月 - 土地利用対策委員会幹事会、土地利用計画を承認。
  - 5月 - 知事より大規模土地取引事前協議の結果通知。
  - 6月 - 志摩スペイン村建設計画プロジェクトチームが発展解消し近畿日本鉄道伊勢志摩開発室設立。
- 1990年（平成2年）
  - 3月 - 開発申請に関する覚書を磯部町と交換。
  - 7月 - 環境アセスメント調査に関する「評価準備書」公告縦覧。
  - 12月 - 同上、「評価書」公告縦覧、開発申請。
- 1991年（平成3年）
  - 5月 - 資本金3億円で株式会社志摩スペイン村を設立。
  - 6月 - 開発許可。
  - 7月 - 土木工事に着工。
- 1992年（平成4年）
  - 6月 - 建築工事に着工。
  - 10月 - 資本金を12億円に増資。
- 1993年（平成5年）12月 - 資本金を24億円に増資。生活廃水処理施設完成。
- 1994年（平成6年）
  - 3月 - ごみ焼却施設完成。
  - 4月22日 - パルケエスパーニャ開園、ホテル志摩スペイン村開業[1]。
  - 6月17日 - パルケエスパーニャ入園者100万人（開業から59日）を達成。
  - 11月5日 - パルケエスパーニャ入園者300万人（開業から198日）を達成。
- 1995年（平成7年）
  - 2月 - 資本金を48億円に増資。
  - 3月 - エントランス内にドンキホーテ&サンチョパンサのグリーテイングカルーセル、フラワーワゴン、ドンキホーテ&サンチョパンサの顔花花壇を新設。
  - 6月1日 - 年間パスポートの発売を開始。
  - 7月 - パルケエスパーニャ入園者500万人を達成。
  - 9月8日 - 近鉄百貨店阿部野店にパイロットショップがオープン（現在は閉店）。
- 1996年（平成8年）
  - 2月 - スペイン・ガリシア州フェア「フィエスタ・デ・ガリシア」を開催（2月27日 - 5月31日）。
  - 3月22日 - 日本経済新聞社「地域活性化貢献大賞」受賞。
  - 4月19日 - 公式サイト公開[9]。
  - 4月22日 - 幸せの鐘を新設。
  - 7月20日 - クエントスの森を新設。
  - 11月23日 - コロシアムに可動式屋根を新設。
- 1997年（平成9年）
  - 3月1日 - ピレネー、ドンキホーテ冒険の旅、エンバシーホールを新設[10]。
  - 4月1日 - ホテル志摩スペイン村の営業権が志摩観光ホテル株式会社から株式会社志摩スペイン村に譲受され直営化。
  - 4月24日 - パーク・ホテル間の連絡通路開設、パルケエスパーニャで初のチャペルウエディングを挙行。
  - 6月4日 - パルケエスパーニャ入園者1千万人（開業から1099日）を達成。
  - 10月 - ドラ・カタリネウ展開催（10月1日 - 11月30日）。
- 1998年（平成10年）
  - 3月 - スペインサロンを新設（現在は閉鎖）、カスティリャ・イ・レオン料理フェア開催（3月1日 - 7日）、ピカソ版画「スイット・ヴォラール」展を開催（3月1日 - 19日）。
  - 4月 - スペイン通貨・ペセタ建ての入園券、パスポートの発売開始（通貨がユーロに移行したのに伴い中止）。
  - 4月10日 - カンブロン劇場でニュープログラム「ディスカバラーズ」上映開始（現在は上映中止）。
  - 4月24日 - フィエスタ噴水がオープン。
  - 6月10日 - リゾートイン磯部が開業。
  - 7月 - 「キャラクター展」〜ドンキホーテとその仲間たち〜を開催（7月18日 - 9月27日）、さよならストリートパーティーキャンペーン開催（7月18日 - 1999年1月31日）。
  - 10月 - スペイン・マドリード州フェア「マドリード・マドリード」を開催（10月1日 - 12月25日）。
- 1999年（平成11年）3月1日 - 開業5周年、新パレードエスパーニャカーニバルがスタート、ロストレジェンド広場を新設、サンタクルス通り延伸、株式会社近鉄百貨店と近観フーズ株式会社に委託していた物販、料飲部門を直営化。
- 2000年（平成12年）
  - 3月 - 自家用発電施設完成。
  - 4月22日 - ドンキホーテバルーンが営業開始。
  - 7月 - スペイン・アンダルシア州フェア・スペインフェア2000「アンダルシア!」を開催（7月20日 - 10月9日）。
- 2001年（平成13年）
  - 4月22日 - ひまわりの湯が開業。
  - 10月 - 生ゴミ堆肥化施設が完成。
- 2002年（平成14年）
  - 2月8日 - マールエスカレータ内に太陽の洞窟を増設。
  - 3月23日 - シベレス時計台にからくり時計を増設。
  - 6月23日 - パルケエスパーニャ入園者2千万人（2891日）を達成。
  - 7月10日 - 汚泥脱水処理設備が完成。
- 2003年（平成15年）
  - 2月 - 資本金を120億円に増資。
  - 3月21日 - ウォーターシンフォニー、チョッキーの不思議な館、花とワインのギャラリーを新設。
- 2004年（平成16年）
  - 3月1日 - 開業10周年、マタドール、光の宮殿を新設、氷の城を常設。
  - 10月11日 - ひまわりの湯入館者百万人を達成。
- 2006年（平成18年）
  - 2月 - 資本金を9千万円に減資。
  - 9月1日 - 資本金1千万円で株式会社志摩スペイン村を新規に設立。
  - 9月17日 - ひまわりの湯入館者150万人を達成。
  - 10月1日 - テーマパーク運営事業を近鉄レジャーサービス株式会社に譲渡。株式会社志摩スペイン村は志摩スペイン村土地建物株式会社に商号変更。また新規に設立された株式会社志摩スペイン村が近鉄レジャーサービス株式会社から志摩スペイン村（パーク・ホテル・ひまわりの湯）の運営管理業務を受託。
- 2007年（平成19年）3月1日 - 不思議の国のアリスを新設。
- 2008年（平成20年）3月1日 - ピエロ・ザ・サーカスを新設。
- 2009年（平成21年）7月11日 - 開業15周年、ダルのファンタジーワールド360を新設。
- 2010年（平成22年）2月19日 - イルミネーションライド“くるみわり人形”を新設。
- 2014年（平成26年）3月1日 - 開業20周年、「ときめきを、いつまでも。」をスローガンに20thアニバーサリー展開。
  - パレードをリニューアル、エスパーニャカーニバル「アデランテ」に変更。
  - アルカサルの戦いを増設。
  - アトラクション、トマティーナを新設。
  - フラメンコショーを「コルトバ」に変更。
- 2017年（平成29年）2月4日 - 屋内型ジェットコースター「アイアンブル」を新設[11]。
- 2019年（平成31年・令和元年）3月1日 - 開業25周年。
- 2024年（令和6年）3月1日 - 開業30周年。
- 2025年（令和7年）2月8日 - 冬季休業後のリニューアル（魔法体験アトラクション「不思議の国のアリス」をリニューアルした新アトラクション「アリスインダークランド」の開設など）[12]。

## 志摩スペイン村の社会・経済効果

### 開業効果
1995年11月に発表された三菱総合研究所による、志摩スペイン村の社会・経済効果についてのレポートでは、開業後1年間の生産誘発額は全国で9,854億円とされている。
志摩スペイン村建設費、鉄道投資などを含む開業1年後までの総投資額は2,824 億円で、開業前に第二次産業を中心に4,578億円、開業後にサービス業、商業を中心に5,276億円の生産が全国で誘発されたとしている。そのうち、三重県内への生産誘発額は6,164億円で、三重県の1992年度産出額15兆2千億円の4.0%を占めた。

### 伊勢志摩の観光入込客数への波及効果
三重県観光レクリエーション入込客数推計書によれば、1994年度の伊勢志摩国立公園の入込客数は、志摩スペイン村の開業と伊勢市で開催された「まつり博・三重」による入込客増で1千953万7千人と前年より445万7千人も増えたが、翌年には1千416万9千人まで減少し、1999年度以降は約1千万人程度に落ち込んでいる。
2005年度の県全体での観光レクリエーション入込客数は4千469万5千人（2004年度:4千396万4千人）で、伊勢志摩国立公園は23.4%（2004年度:23.1%）にあたる1千45万6千人（2004年度:1千17万3千人）を集客している。その内訳は、伊勢神宮が565万9千人（2004年度:546万人）で54.1%（2004年度:53.7%）、志摩スペイン村が156万8千人（2004年度:179万8千人）で15%（2004年度:17.7%）、鳥羽水族館が87万7千人（2004年度:95万1千人）で8.4%（2004年度:9.3%）を集客しており、愛知万博の影響で伊勢神宮を除き入込客数が減少したが、それでもこの3施設で伊勢志摩国立公園の入込客の77.5%（2004年度:80.7%）を集客している。また、県内の主要有料観光施設で百万人以上集客しているのは、長島温泉の448万5,000人（2004年度:446万人）をトップに、鈴鹿サーキットの245万3千人（2004年度:246万3千人）、志摩スペイン村の156万8千人（2004年度:179万8千人）までとなっている。
※ 志摩スペイン村、長島温泉、鈴鹿サーキットなどの入込数が、季刊エンターテインメントビジネスや三菱UFJリサーチ&コンサルティングによる「東海3県主要集客施設・集客実態調査」などと異なるのは、県観光レクリエーションのみ集計期間が1月から12月までの年度単位で集計するのに対し、民間企業の発表数は事業年度の4月から翌年3月（志摩スペインは3月から翌年2月）までで集計しているため。

## 関連事業の再編と現状

### 関連事業の再編
近鉄は2006年7月25日に「近畿日本鉄道・志摩スペイン村関連事業の再編」を発表したが、内容は減損処理会計導入に伴う資産の買上げなどの支援策の際に複雑化した志摩スペイン村関連資産（テーマパーク、ホテル、温泉）の所有権と経営主体を整理し事業の効率化と債務の分離を目指したもので、テーマパークに関する資産を旧運営会社（株）志摩スペイン村から商号変更し、債務も含め資産管理会社となる志摩スペイン村土地建物（株）と近鉄に移譲し、ホテル関連資産および経営事業についても、2006年10月1日に（株）近鉄志摩ホテルリゾート（同年11月に解散）から近鉄レジャーサービス（株）に譲渡された。これにより志摩スペイン村関連事業の経営は全て近鉄グループのレジャー事業の中核企業である近鉄レジャーサービス（株）が受持つこととなり、同社が志摩エリアで経営する賢島宝生苑や志摩マリンランドなどとの効率的な運営を図れる体制が整った。近鉄レジャーサービス（株）は志摩スペイン村の中に実質的な本社を構えている（登記上本店は大阪上本町駅内）。なお志摩スペイン村の運営は新たに設立された運営会社（株）志摩スペイン村が近鉄レジャーサービス（株）から全面委託され従業員も全員転籍している。 なお、志摩スペイン村土地建物株式会社は2009年10月29日付けで解散となった。

### 現状
- かつては三重交通にて東京 - 志摩スペイン村線の高速バスが2002年12月まで存在した[14]。
  - その後イベント開催時限定でツアー商品「首都圏発着！高速バスで行く志摩スペイン村／往復両夜行バスプラン」として高速バスが三重交通、西武観光バスによって運行されたが、志摩スペイン村直通ではなく磯部バスセンター着となっている[15]。しかし三重交通賢島スペイン線58系統が2024年2月10日ダイヤ改正から新設され、磯部バスセンターで接続[16]することで志摩スペイン村へのアクセス経路を確保している。
- 開園初年度の1994年度2月期は単年度黒字だったが翌年からは8年連続の赤字に陥っていた。しかし、2001年度に近鉄が2006年度3月期から導入される減損処理会計導入を見据え、志摩スペイン村よりアトラクション施設などの一部を167億円で買い取る支援策を実施。これにより資産評価および償却負担の減少、借入金の金利も軽減したのに加え人件費（早期退職制度導入等）や外注費、広告宣伝費を削減しコストも抑えた。また、新規施設として天然温泉「ひまわりの湯」を建設にあわせテーマパークのコンセプトテーマを「スペイン」から南米などを含む「スペイン語文化圏」までに要素を拡大し物販アイテムの拡充を図るなどした結果、2004年度2月期は単年度黒字となったが、帝国データバンクの企業データによれば売上高は1994年度に約293億円あったものが2005年度には約48億円まで落ち込んでいる（近鉄に買い取られた施設については、現在は賃借で使用している）。
- 開業10周年の2004年度には、ゲストに不評であった「スペイン語文化圏」からコンセプトテーマを原点の「スペイン」に戻し、闘牛とフラメンコをテーマにアトラクションも新設されスペインを感じさせるイベントも多く開催された。
- 2005年度は、2004年に実施された10周年イベントの反動と9月まで開催された愛知万博の影響で上期の入園者が減少しており、UFJ総合研究所（現三菱UFJリサーチ&コンサルティング）がまとめた「2005年・東海3県主要集客施設・夏休み集客実態調査」によれば、夏休み期間の入園者については前年の52万7千人から43万5千人のマイナス17.5%と報告されており、最終的に発表されて2005年度の入園者数は156万6千人で対前年度マイナス13.5%と大幅な減少となった。
- 2006年度の入園者目標数は170万人と発表されており、「今しかない家族の時間」をキャッチコピーに、小学館とのタイアップにより「ドラえもん」関連イベントなどが春から開催されており、三菱UFJリサーチ&コンサルティングによる「2006年・東海3県主要集客施設・GW集客実態調査結果」によれば、GW期間（4/29 - 5/7：9日間）の入園者数は13万4千人と、2005年度GW期間（4/29 - 5/8:10日間/12万2千人）より期間が1日短かったにもかかわらず9.8%増と好調であった。また夏休み期間（7/21 - 8/31:42日間）についても三菱UFJリサーチ&コンサルティングの「2006年・東海3県主要集客施設・夏休み集客実態調査結果」によれば44万5千人と11%増と好調を維持していたが、季刊エンターテインメントビジネスによる月別入園者数の発表では9月以降の入園者数は対前年度割れとなっており、日経新聞などの報道によれば最終的には約158万人と辛うじて前年を上回る数字で終わった。
- 2007年度は年間テーマを「マジック（魔法）」とし、体験イベントを通して「驚き」「感動」「楽しさ」を届けたいとしており、3年ぶりに約1億4千万円を投資し新アトラクション「不思議の国のアリス」や新エンターテインメントも導入され、年間入園者目標数は前年増7%の170万人と発表されている。また、2007年3月1日より志摩スペイン村への路線バスの発着駅が近鉄鵜方駅に変更されたことで志摩市内の観光施設へのアクセスの利便性が高まったことと、志摩スペイン村の経営が2006年10月に近鉄レジャーサービス（株）に譲渡されたことにより、「志摩マリンランド」や「賢島エスパーニャクルーズ」などの同社経営の観光施設との積極的なタイアップが可能となったことから、これらの施設とパルケエスパーニャが利用できる周遊パスポート「あそばんせ」も発売された。
- 「ピエロ・ザ・サーカス」を2008年3月1日にオープンさせると発表。空中ブランコのようなゴンドラに乗って光線銃を撃つ「空中サーカス・アドベンチャー」・消防車のはしごを上下するゴンドラに乗って、炎の標的に銃で水を当てる「ファイヤー・シュート」・3つのアトラクションとゲーム館・そして無料で観覧できる大道芸人らのショーを行うステージや遊具室も併設。投資額は8億円。同時に新キャラクターも登場予定である。
- 2011年の大晦日からはカウントダウンイベントが中止された、今後もカウントダウンイベントは行わないとしている[広報 4]。

## 入園者数データ

### 入園者数
集計期間：2009年度までは3月から翌年2月末までの事業年度ベースで集計されていたが、2010年度からは2月の休園日あけから翌年の休園日前日までの事業年度ベースでの集計に変更されている。
| 年度 | 入園者数          | 対前年度 | 新規大型投資/イベント                                                                        |
| ---- | ----------------- | -------- | -------------------------------------------------------------------------------------------- |
| 1994 | 3,755,500人（※1） |          |                                                                                              |
| 1995 | 3,014,500人       | △19.7%   |                                                                                              |
| 1996 | 2,457,000人       | △18.5%   | クエントスの森/ガリシア州フェア                                                              |
| 1997 | 2,473,000人       | 0.7%     | ピレネー、ドンキホーテ冒険の旅、エンバシーホール                                             |
| 1998 | 2,031,500人       | △17.9%   | キャラクター展/マドリード州フェア                                                            |
| 1999 | 2,313,000人       | 13.9%    | エスパーニャカーニバル、ロストレジェンド、サンタクルス通り延伸                               |
| 2000 | 1,907,000人       | △17.6%   | ドンキホーテバルーン/アンダルシア州フェア                                                    |
| 2001 | 1,580,000人       | △17.1%   | ひまわりの湯                                                                                 |
| 2002 | 1,861,000人（※2） | 17.8%    | 太陽の洞窟、ドンキホーテのからくり時計                                                       |
| 2003 | 1,838,000人       | △1.2%    | ウォーターシンフォニー、チョッキーの不思議な館、花とワインのギャラリー、ドラゴン城の宝さがし |
| 2004 | 1,804,000人       | △1.8%    | マタドール、光の宮殿を新設、氷の城/開園10周年                                                |
| 2005 | 1,562,000人       | △13.4%   |                                                                                              |
| 2006 | 1,589,000人       | 1.7%     |                                                                                              |
| 2007 | 1,579,000人       | △0.6%    | 不思議の国のアリス                                                                           |
| 2008 | 1,630,000人       | 3.2%     | ピエロ・ザ・サーカス                                                                         |
| 2009 | 1,562,000人       | △13.4%   | ダルのファンタジーワールド360                                                                |
| 2010 | 1,462,000人       | △7.2%    | イルミネーションライド“くるみわり人形”                                                       |
| 2011 | 1,437,000人       | △1.7%    |                                                                                              |
| 2012 | 1,330,000人       | △7.2%    | 冒険大迷路－謎の黄金遺跡－                                                                   |
| 2013 | 1,410,000人       | 1.6%     | フェリスクルーズ、チャプチャプラグーン、アルカサルの戦いをリニューアル                       |
| 2014 | 1,339,000人       | △5.6%    |                                                                                              |
| 2015 | 1,282,000人       | △4.3%    |                                                                                              |
| 2016 | 1,227,000人       | △4.3%    | キディモンセラー                                                                             |
| 2017 | 1,197,000人       | △2.4%    | 屋内型ジェットコースター「アイアンブル」を新設                                               |
| 2018 | 1,219,000人       | 1.8%     |                                                                                              |
| 2019 | 1,118,000人       | △8.3%    | 開業25周年                                                                                   |
| 2020 | 745,000人         | △33.4%   | 新型コロナウイルス感染症拡大のため一時休園                                                   |
| 2021 | 864,000人         | 16.0%    |                                                                                              |
| 2022 | 1,222,000人       | 41.1%    |                                                                                              |
| 2023 | 1,166,000人       | △4.6%    |                                                                                              |
| 2024 |                   |          | 開業30周年イベント『¡Buen viaje!（ブエン ビアヘ） きっと再発見』開催                         |

入園者数データは、（株）志摩スペイン村広報資料および季刊エンターテインメントビジネス（旧AMビジネス）、全国レジャー・集客施設運営実績＆動向調査を参照。
※1 - 開業1年間（1994年4月22日 - 1995年4月21日）では4,265,500人
※2 - 2002年度より、複合リゾート志摩スペイン村（テーマパーク、ホテル、温泉）として3施設合計の入込み客数発表となっている。

### 最多入園者数各種データ
- 1日最多来園者数：53,500人（1994年5月3日）
- 月間最多来園者数：657,000人（1994年8月）
- 最多ゴールデンウィーク期間入園者数：260,000人（1994年4月29日から5月5日）
- 最多夏休み期間入園者数：835,500人（1994年7月21日から8月31日）
- 最多正月期間入園者数：67,500人（1995年1月1日から1月3日）※カウントダウンイベント入園者数含む。

## テーマパーク「パルケエスパーニャ」

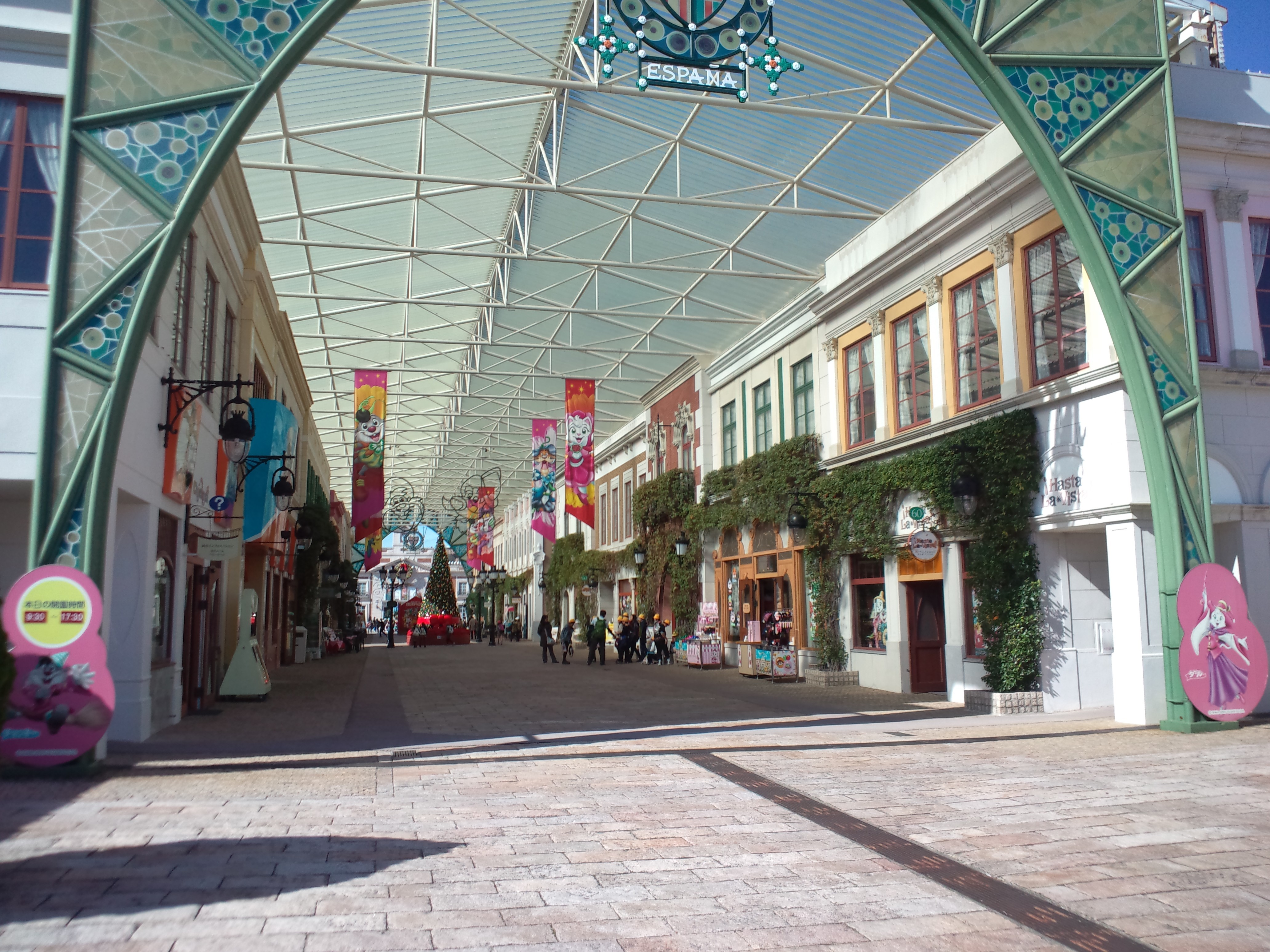
エスパーニャ通り

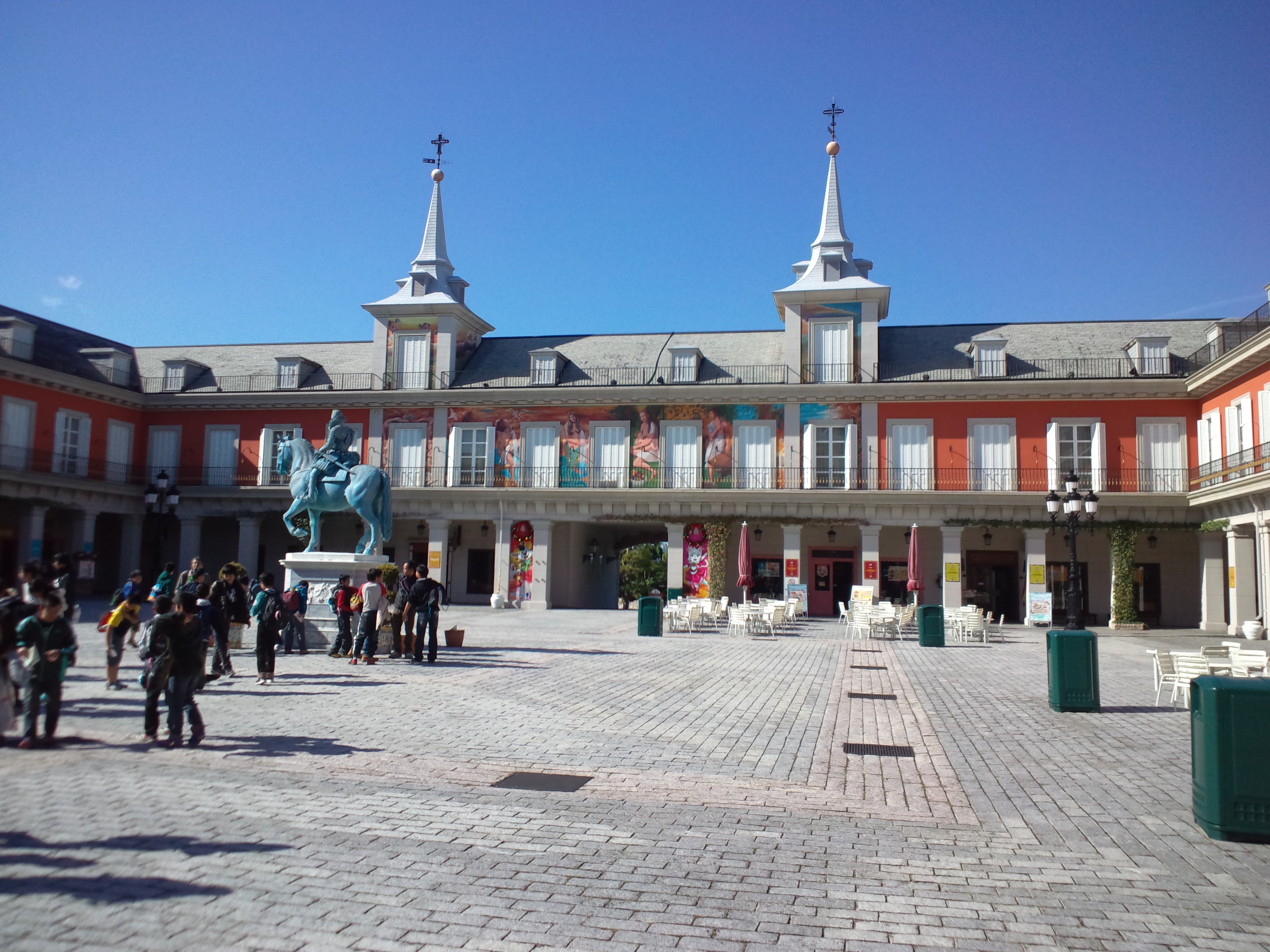
マヨール広場

スペイン語で「パルケ」は公園、「エスパーニャ」はスペインの意味で、直訳すればスペイン公園。パーク内は4つのエリアで構成され、スペイン各地の建物をモチーフとした街並みやアトラクションが配置されており、スペイン人エンターテイナーによるショーやパレードもある。
- 遊戯施設：24（アトラクション：21施設、展示施設：3施設）※1994年開園時/アトラクション：15施設、展示施設：1施設
- エンターテイメント施設：3（うち1施設は夏休みのみ営業）
- レストラン・ファーストフード：24（レストラン・FF：16店舗、フードスタンド：8店舗）
- ショップ：20

シウダード：都市のスペイン
エントランス周辺の一帯にあり、バルセロナのランブラス通りや、マドリードのマヨール広場をそれぞれエスパーニャ通りやマヨール広場として、都市の広場を再現している。ギリシャ神話の女神シベレスの噴水のあるシベレス広場からパレードはスタートする。
ティエラ：大地のスペイン
テーマパークの中央部にあり、ハビエル城博物館ではナバーラ州にあるフランシスコ・ザビエルの生まれ育ったハビエル城の外観を再現。旧石器文明の「アルタミラ洞窟の壁画」の実物大レプリカをメインにスペインの文化・歴史・風俗を展示している。
マール：海のスペイン
スペインの海洋リゾート地コスタ・デル・ソルの中心でピカソが生まれたマラガをイメージして再現されたコロンブス広場には、第1回目の航海から帰ってきたコロンブスが、イザベル女王のもとへ新大陸発見の報告にやってきたことを記念として建てられた塔をモチーフにしたコロンブス像がある。
フィエスタ：祝祭のスペイン
アトラクションが集中するアミューズメントエリアで、バルセロナにあるガウディが作ったグエル広場がモチーフである。

### アトラクション

#### 稼動中のアトラクション

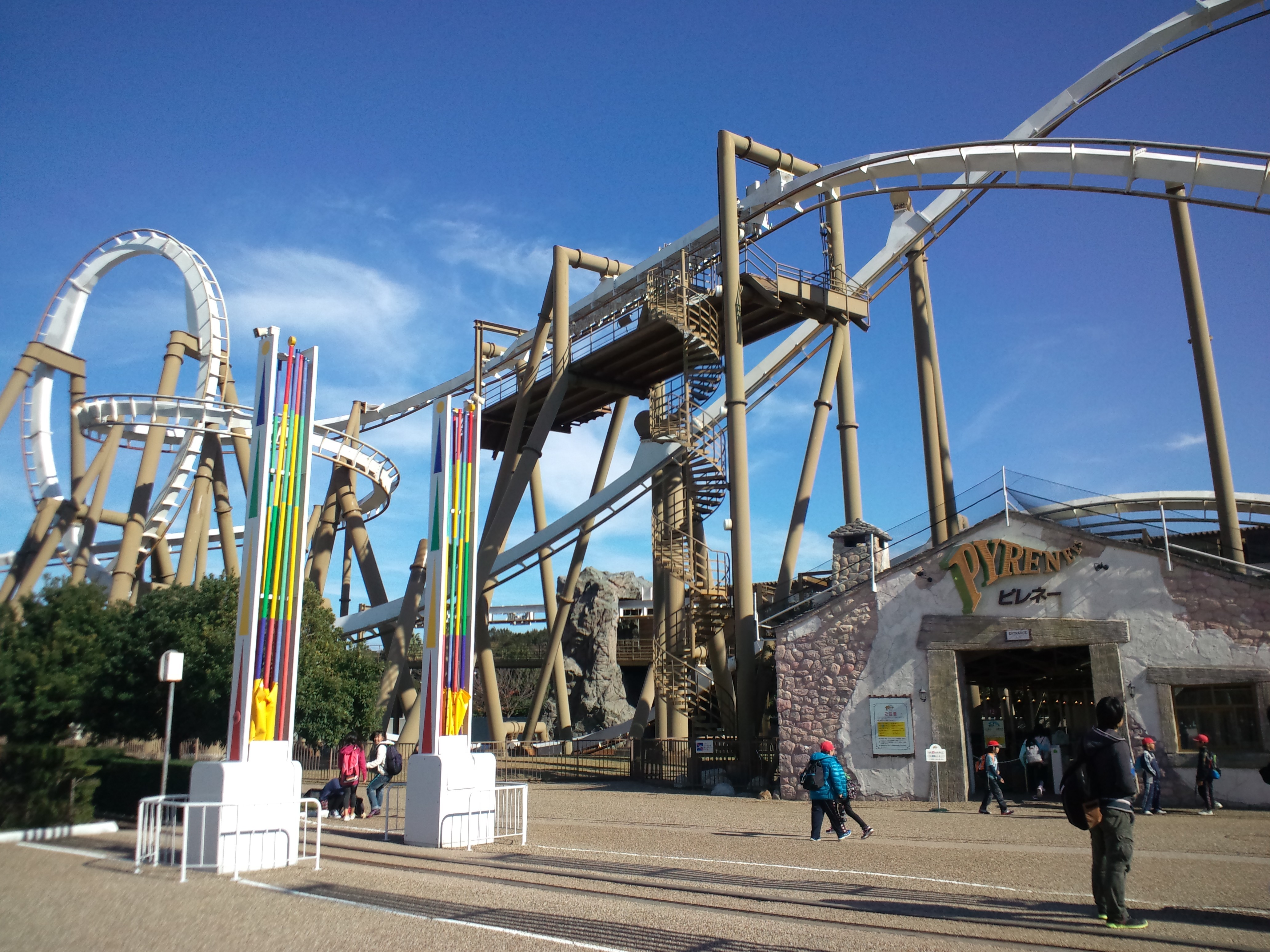
ピレネー
設備投資額約31億円、コース全長1,234m、最高地点45m、最高速度100km/h、最高重力加速度4.3G、ライド定員32名（4席×8両×3編成）、乗車時間3分15秒、製造メーカーBolliger & Mabillard社（スイス）。インバーテッド（吊り下げ型）コースターで開業当時は同型のコースターとしては、世界最長、最速、最高だったが現在はコース全長のみ世界一（国内では現在もフルスペックNO1）。製造メーカーであるBolliger & Mabillard社の特徴で、1両の全長が短い車両なので高速での回転が可能で、定員も多いため回転率も高い。フランスとの国境にあるピレネー山脈をイメージしている（ピレネー山脈はスペイン語で忠実に発音するとピリネオス/Pirineosだが日本人に一般的なフランス語の発音のピレネー/Pyrénéesが採用された）。
グランモンセラー
コース全長815m、最高地点20m、最高速度85km/h、最高重力加速度3.8G、ライド定員16名（2席×8両×3編成）、乗車時間2分20秒、製造メーカーMack社（ドイツ）。「モンセラー」とはスペイン語でのこぎりの歯という意味で、バルセロナ郊外にある岩山のモンセラー山脈をイメージしている。コースレイアウトが特徴的で、アップダウンやドロップーオフなどの高低差を利用した構成は少ないが水平ループが非常に多い旋回系が売りのコースター。ライドを発進させるためのゴム製のタイヤが雨が降るとスリップしやすいためショーダウンしやすい。

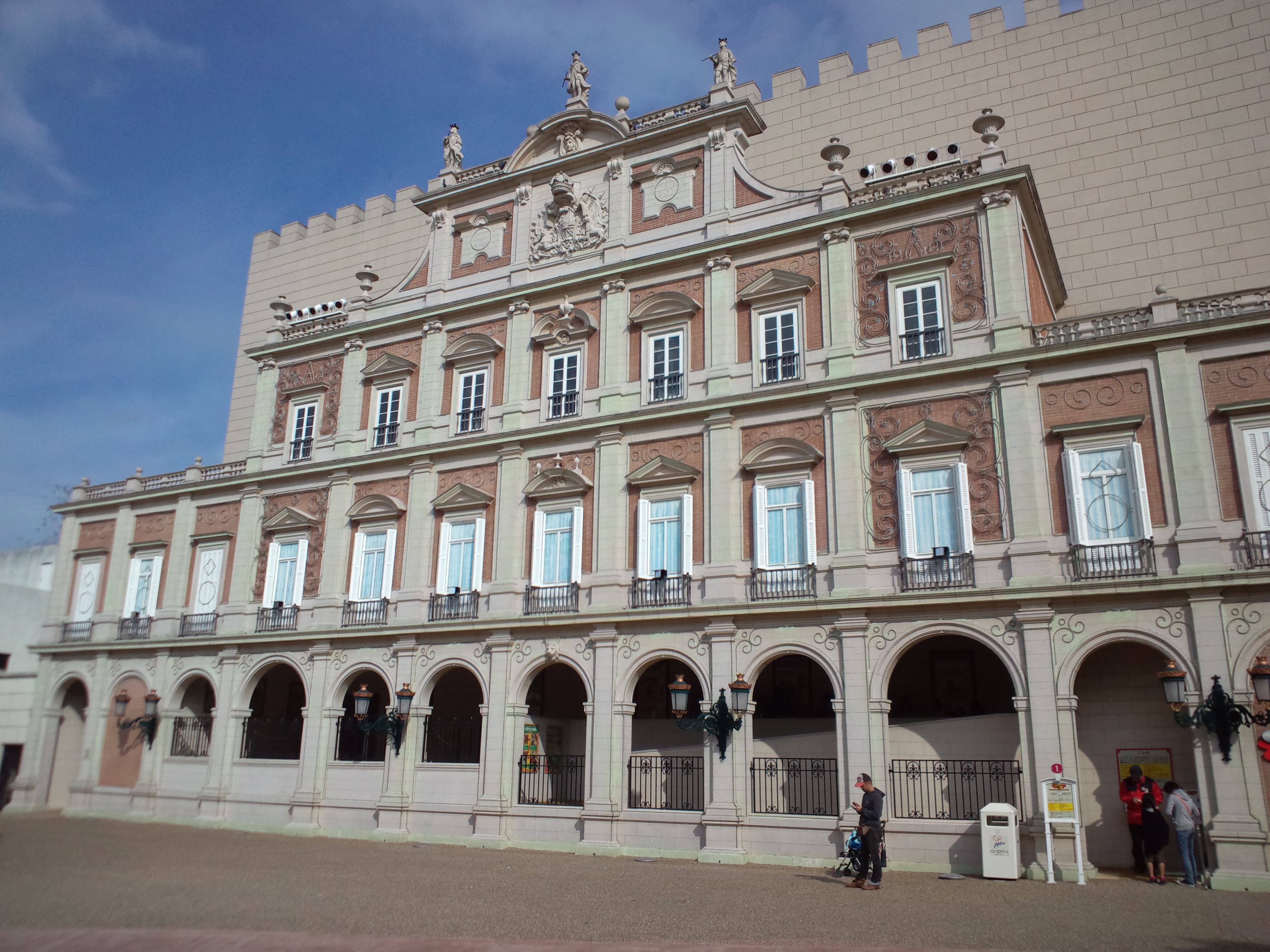
スチームコースターアイアンブル
闘牛コースターマタドールの内部およびコースターを改修して2017年2月に新設された闘牛をモチーフとした屋内型コースター。外観ファサードはカスティーリャ高原のアランフェス離宮をモチーフにしている。
スプラッシュモンセラー
コース全長446m、最高地点12.5m、最高速度47km/h、最高重力加速度1.96G、ライド定員5名、乗車時間3分20秒。急流下りタイプのウォーターライド。
フィエスタトレイン
チャーミングな踏切を通りながらフィエスタ広場を一周する汽車。
ダルのファンタジーワールド360
360度3D映像を上映する3つの円形劇場から構成されている。
アミーゴバルーン
設備投資額約8千万円。回転する風船型ライド。
ガウディカルーセル
設備投資額約2億円。ガウディ風のデザインのメリーゴーラウンド。

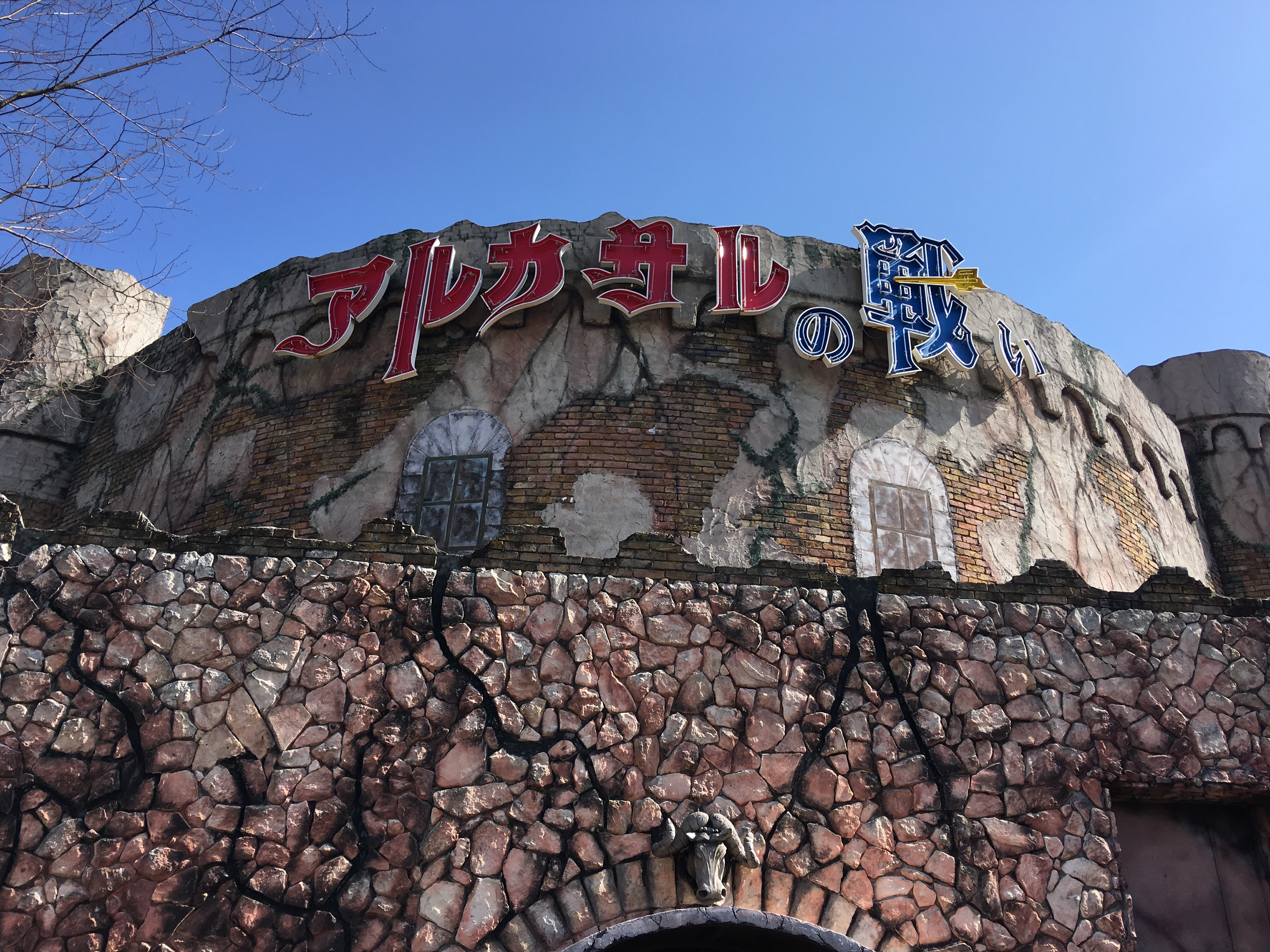
アルカサルの戦い
ライド（4人乗り×20台）に乗り4つのシーンからなる舞台上の敵をレーザー銃で攻撃して得点を競うシューティング型アトラクション。「アルカサル」はトレドにある要塞の名称。
スウィングサンタマリア
設備投資額約1億7千円。バイキング。「サンタマリア」はコロンブスがアメリカ発見の航海で使用した船名。
イルミネーションライド・くるみ割り人形
童話の「くるみ割り人形」をテーマとし、イルミネーションの中をライドに乗って体験する。
ドンキホーテ冒険の旅

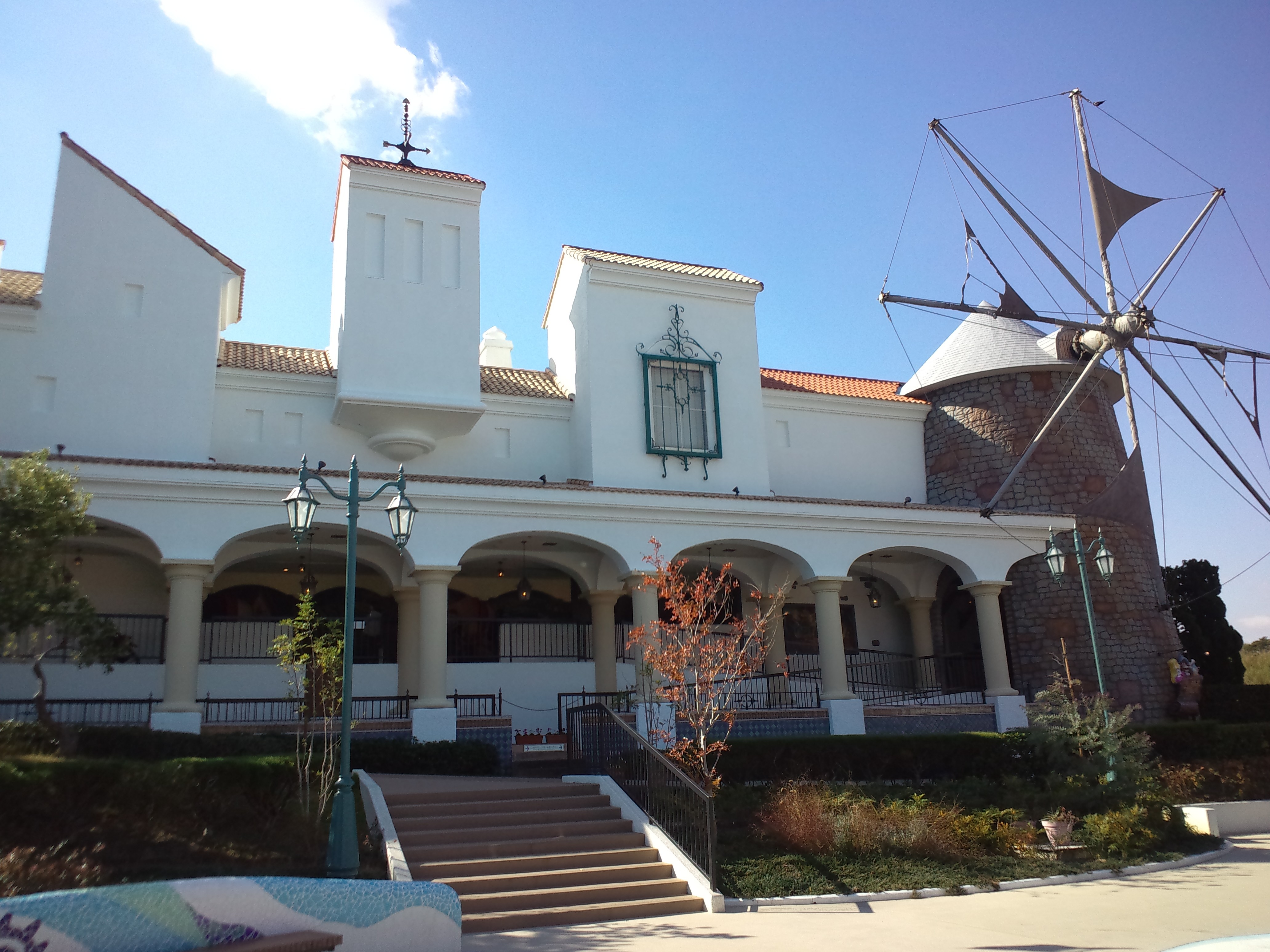
ドンキーホーテ冒険の旅

設備投資額約26億円。空飛ぶ帆船型ライド。外観ファサードの風車はスペイン東部の地中海に浮かぶマヨルカ島の風車をイメージしている。
氷の城
2002年に期間限定のアトラクションとしてオープンしたが、2004年に場所を元の花とワインのギャラリーに移し常設された。室温は-30℃で、氷の家具や氷の中の花などがある。

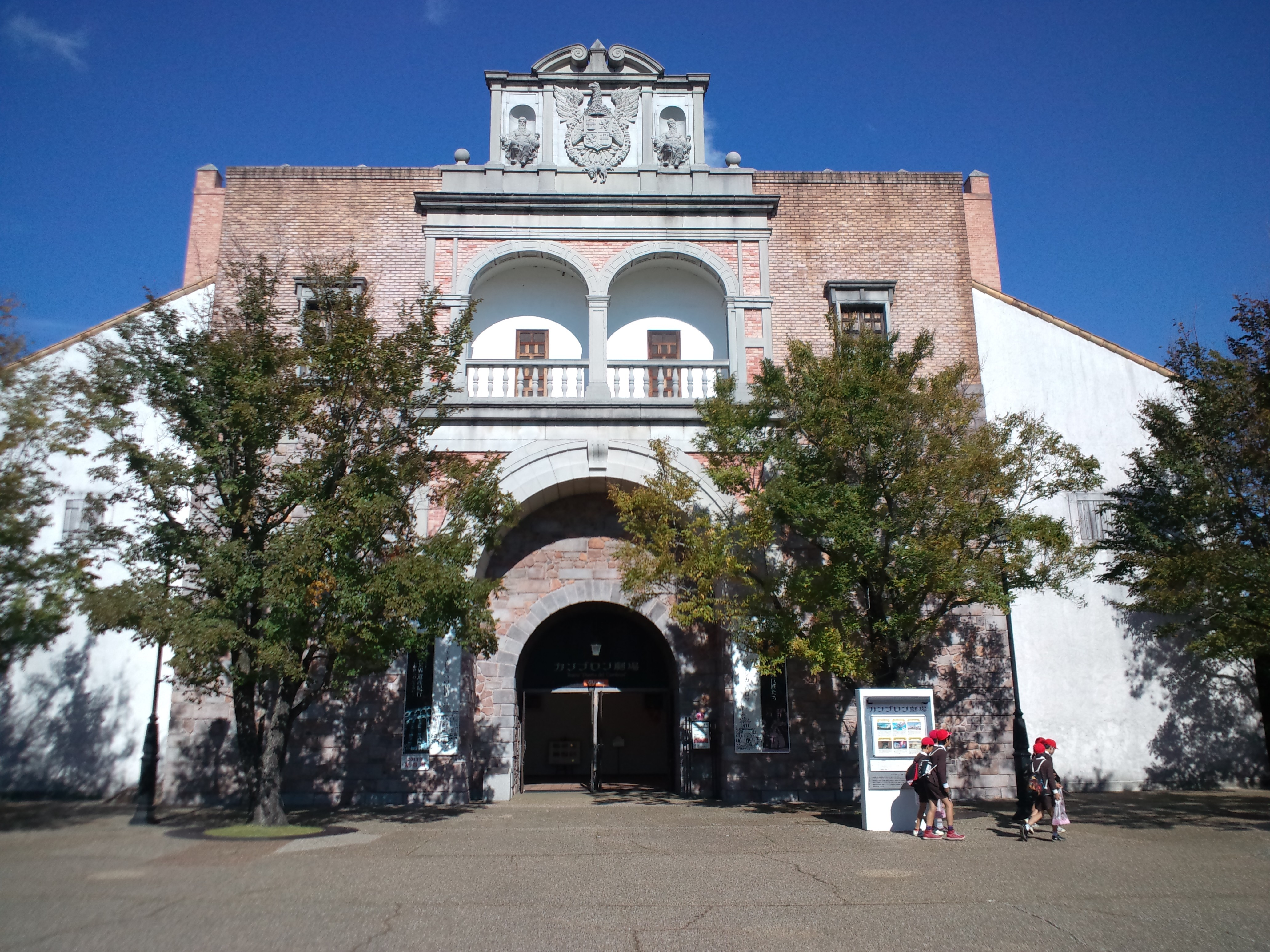
カンブロン劇場
設備投資額約7億円。外観ファサードは、1576年西ゴート族によってトレド作られたカンブロン（枸杞/くこ）の門をモチーフに再現。館内は大画面シアター（大型映像システム・アイマックスを使用した上映は2004年2月で終了）。「”ビバ・ブランカ・パロマ」はアイマックスでは初の本格的ドキュメンタリー作品だった。有料アトラクションだったが1999年3月に無料化された。現在上映されている作品は、ビバ・ラ・ブランカ・パロマ（約25分）、ドンキホーテ夢みる騎士（約15分）、空とぶドンキホーテ（約20分）、ドンキホーテ幻の花を求めて（約25分）
チョッキーの不思議な館
アクセサリーショップ「アルコイリス」を改装して2003年3月に新設されたミステリーハウス。
ドラゴン城の宝探し
2003年にキャラクター館を改修して期間限定宝のアトラクションとしてオープンしたが、好評のため常設されたウオークスルー型アトラクション。
クエントスの森
設備投資額約2億4千円。「オオカミと3匹の子ヤギ」、「キツネがつくった王様のおふれ」、「働き者のガチョウと怠け者のキツネ」、「月をチーズだと思ったオオカミ」の4つの童話を聞きながら散策できる全長305mの散歩道。2024年4月現在休止中。
アリスインダークランド
2025年2月8日に魔法体験アトラクション「不思議の国のアリス」をリニューアル。「魔法の杖」を手に「ダークランド」を冒険する内容。
キャラクターランド「ダルシネアの"パーティー・パーティー・パーティー"」
多目的イベントホールであるエンバーシーホールに近年常設されているプレイランド型アトラクション。2024年4月現在休止中。

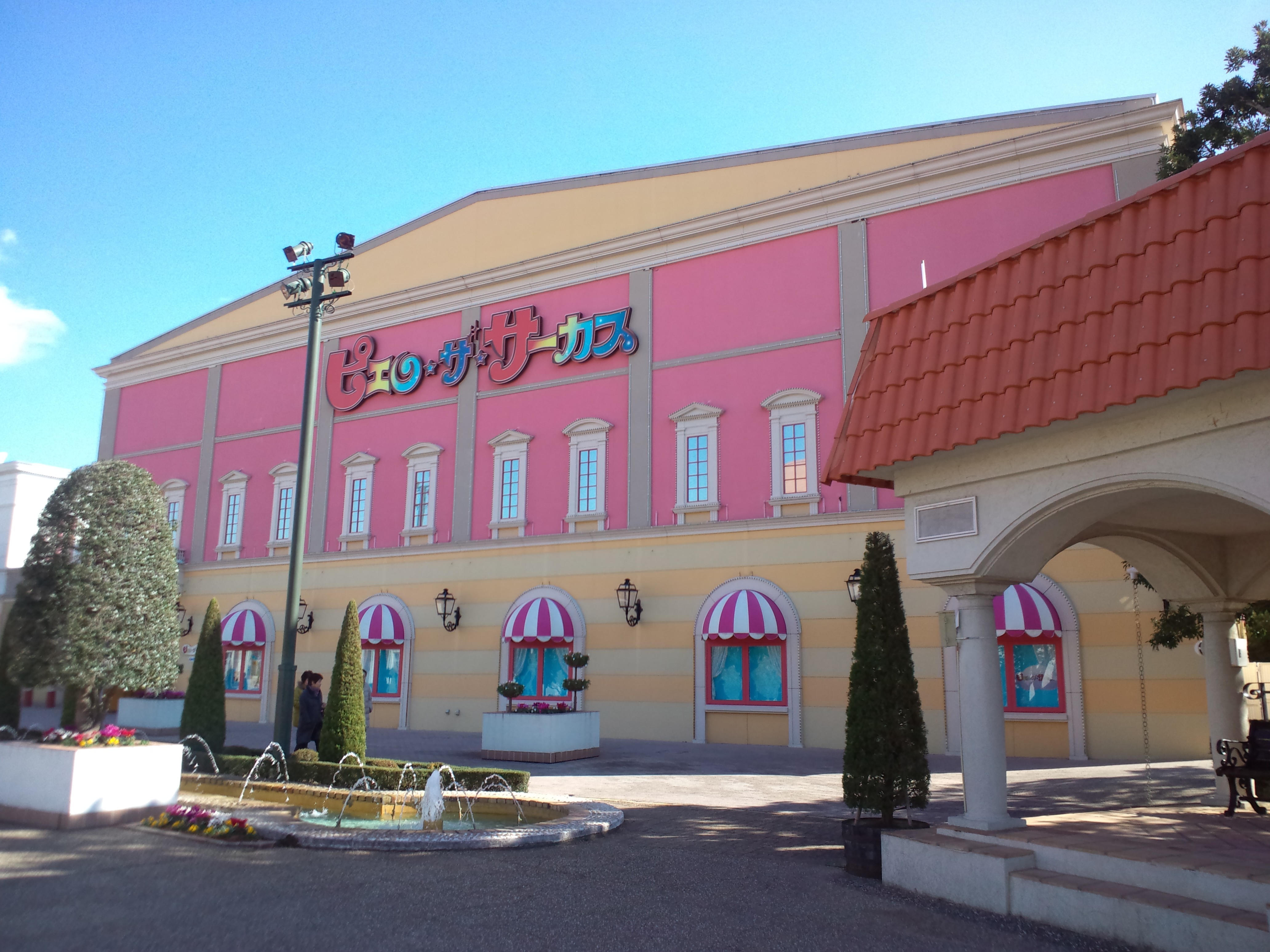
ピエロ・ザ・サーカス
全天候型アミューズメントゾーン。幻想的で楽しいサーカスをイメージした屋内に、3つのライドアトラクションやゲームアトラクションがある。ショーステージや自由に遊べる広場も設置。
フェリスクルーズ
アドベンチャーラグーンの一部を改修して2013年3月に新設されたアトラクション。ボートに乗ってのんびりと巡り、スペインの風景をかたどったミニチュアや噴水、「幸せのイルカ」探しなどが楽しめる。
キディーモンセラー
2016年2月に登場したジェットコースター。身長制限が90cm以上でコースも短いため、子供から大人まで気軽に楽しめる。スペイン・バルセロナのアートがモチーフ。コース全長216メートル、最高地点8.5メートル、最高走行速度約35キロ。
3Dトリックツアー
キッチンがテーマの「コシーナ（サンタクルス通り）」、航海がテーマの「コロン（コロンブス広場）」、闘牛がテーマの「トロス（マヨール広場）」の3館を巡り、スペインを舞台にした3Dアートや不思議なトリックが体験できるウォークスルー型のアトラクション。
トマティーナ
2014年の20thアニバーサリーよりオープンしたアトラクション。トマトをかたどったコーヒーカップタイプのライドで、遊具が８の字を描くように回転する。バレンシア州のトマト祭り（トマティーナ）をイメージして作られている。

#### 終了したアトラクション
闘牛コースター『マタドール』
幻のイベリア超特急からのリニューアル後、さらに2017年2月には『スチームコースターアイアンブル』にリニューアルされた。内容は大きくは変わっていない。
幻のイベリア超特急
設備投資額約15億円、コース全長400m、最高地点13m、最高速度52km/h、最高重力加速度2.7G、ライド定員24名（2席×12両×2編成）、乗車時間2分43秒、製造メーカー泉陽興業（株）並びに三精輸送機（株）。のちに闘牛コースター「マタドール」へ改修され（幻のイベリア超特急からマタドールへの改装企画は（株）ドリームスタジオ）、2017年には更にリニューアルを経て「スチームコースターアイアンブル」となった。
ドンキーズシェリー
設備投資額約18億円。外観はシェリーの産地ヘレス・デ・ラ・フロンテラに数多く集まるボデーガと呼ばれる酒造工場をイメージしていた。シェリーという名称は、地名のヘレス（jeres）が英語訛りになって「シェリー」になったものに由来している。その後、光の宮殿へ改修された。
光の宮殿
ドンキーズシェリーの内部を改修して2004年3月に新設されたアトラクション。フラメンコと花をテーマに、約10万個のカラフルなイルミネーションで彩られた光のトンネルや赤いバラのアーチ、フラメンコシーンなどを走行した。その後、イルミネーションライド・くるみ割り人形に改修された。
カジノハウス
現在はキャラクターカフェ「チィコ チィコ」へ改修されている。
カーニバルハウス
後に不思議の国のアリスへ改修された。
不思議の国のアリス
2007年3月に新設されたウオークスルー型アトラクション。入り口で渡される「魔法の杖」で、炎や光をあやつり迫り来るゴーストを退治でき、魔法使いになったような体験ができる。2025年2月にアリスインダークランドにリニューアル。
フライングドンキホーテ
高さ45mまで上昇する展望型アトラクション。2008年1月14日をもって終了。撤去された。
ミュージカルサーカス
設備投資額約18億円、コース全長48m、ライド定員60名（60席×3台）、乗車時間12分（乗降時間含む）。ミュージカル仕立てのアトラクションで、3D映像も取り入れられている4つの不思議の森をイメージした円形ステージを日本初の60人乗りの移動式客席で移動した。音楽はロックグループ・ゴダイゴのタケカワユキヒデ、演出はゴダイゴの主な曲の作詞を手掛けた奈良橋陽子が担当した。その後、ダルのファンタジーワールド360へ改修された。
アドベンチャーラグーン
設備投資額約36億円（躯体建設費除く）。インドアとアウトドアの双方向に渡る日本初のウォーターライド。パルケエスパーニャでは一番設備投資額が高額なアトラクション。かつて世界の海を制覇した海洋国家スペインの大航海時代の海洋冒険がテーマ。2012年1月29日をもって終了。船など一部はフェリスクルーズに転用されたが、インドア施設は2017年現在も閉鎖されたまま残っている。なお、屋上部に設けられた「ローマの遺跡」（立ち入り不可）は園路から見ることができる。

### 展示施設

#### 稼動中の展示施設

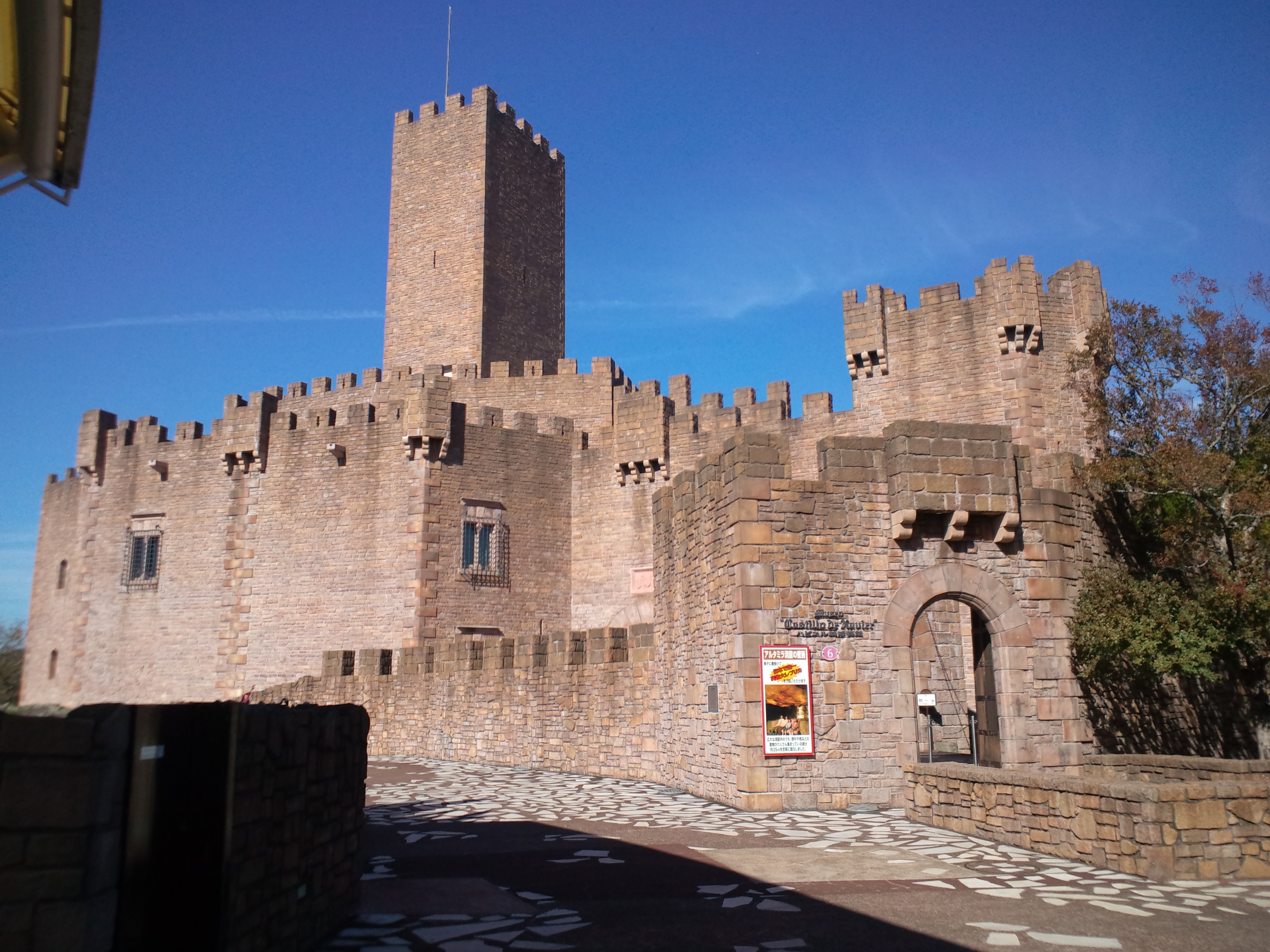
ハビエル城博物館
設備投資額約11億。フランシスコ・ザビエル（ハビエルはザビエルのスペイン語読み）の生家ハビエル城を再現し内部をミュージアムとしている。スペインの歴史をはじめ、独特の文化や生活を知ることができる。また、「アルタミラ洞窟の壁画」の実物大レプリカが展示されているが、これはハビエル城博物館以外ではアルタミラ博物館（スペイン現地）、国立考古学博物館（スペイン・マドリード市）にしかない大変貴重なものである。
映像シアターでは、プラド美術館への招待（約15分）、スペイン絵画の巨匠たち（約15分）常時上映中。
エンバシーホール
設備投資額約7億。外観はスペイン北部に見られる建物がモチーフとされ、内部はイベントホールとして多目的に利用できるスペースになっている。
花とワインのギャラリー
ドンキーズシェリーショップ「ビバ・ドンキー」を改装して作られたワインの産地や醸造工程などの基礎知識を紹介するギャラリーだったが、2004年に行なわれた氷の城の常設工事に伴い展示場所をサンタクルス通りの元スペイン工芸館「アルテ」に移設された。

#### 終了した展示施設
キャラクター館
ドラゴン城の宝探しへ改修。同名の施設は移転・縮小のうえで園内に存続している。

### エンターテイメント施設

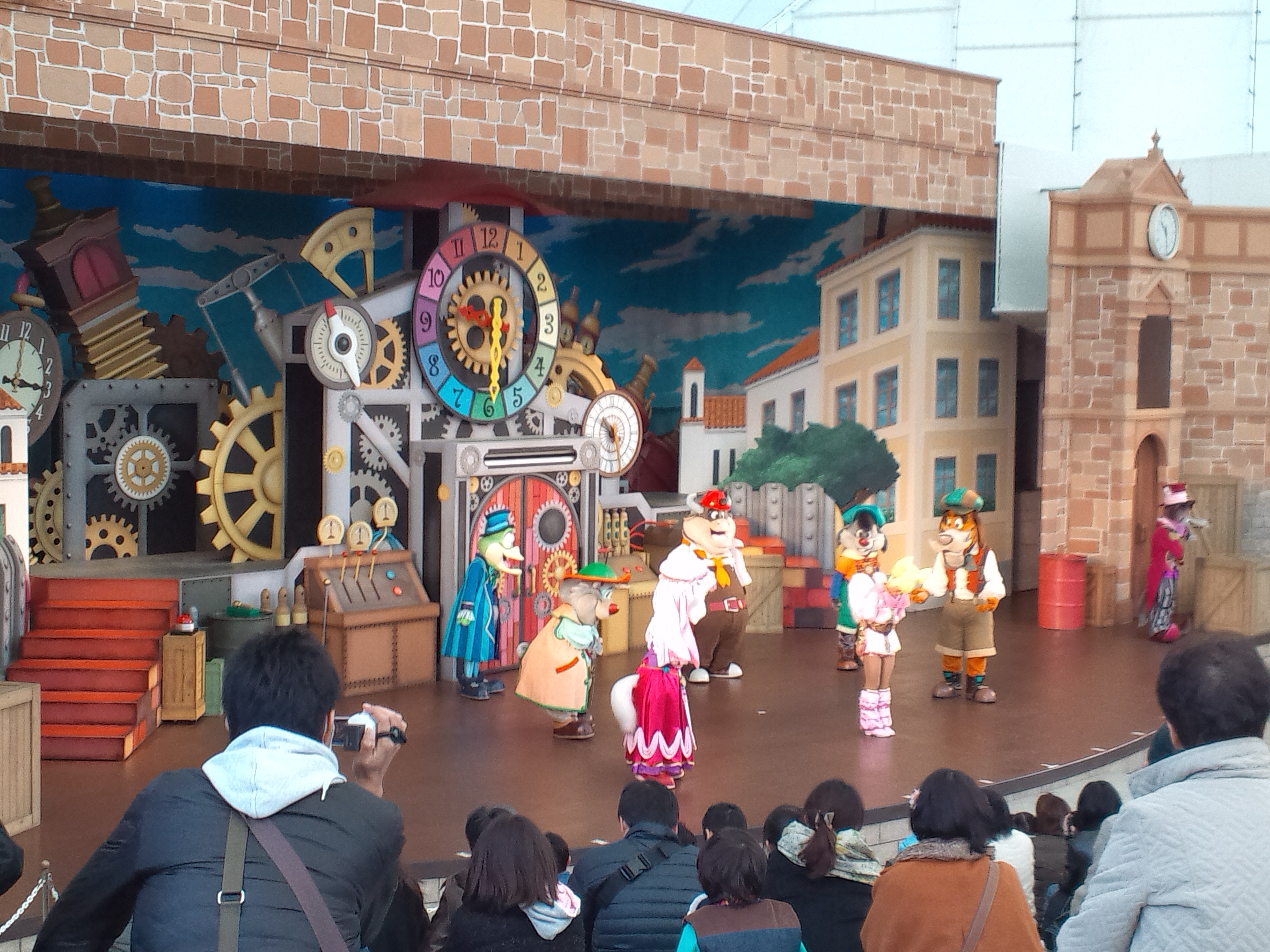
コロシアム
バレンシア郊外のカルデロナ山脈のすそ野サグントに残る古代ローマの円形劇場イメージ。キャラクターショーやスペイン人エンターテイナーによるショーなどを上演。
カルメンホール
カタルーニャ地方タラゴナのバルモル村にある教会をモチーフとしたホールで、フラメンコを上演している。「カルメン」は有名なオペラの題名およびその主人公の名。ホールロビーには、1992年にスペインで開催されたセビリア万博の日本館に展示されていた「日西同時代史当陶板画」が移設され展示されている。
ロストレジェンド広場
炎・洪水・爆発など映画のワンシーンに迷い込んだような臨場感が体験できるスペクタクルショー「ロストレジェンド〜失われた大陸の伝説〜」を上演していたが、廃止後は立ち入り禁止となっており入り口の像のみが残る。2016年にリニューアルされ、「ロストレジェンド～シルコ・デ・ティエラ～」として上演されたが、2018年に上演を終了した。

### エンターテイメント

#### 上演中のエンターテイメント

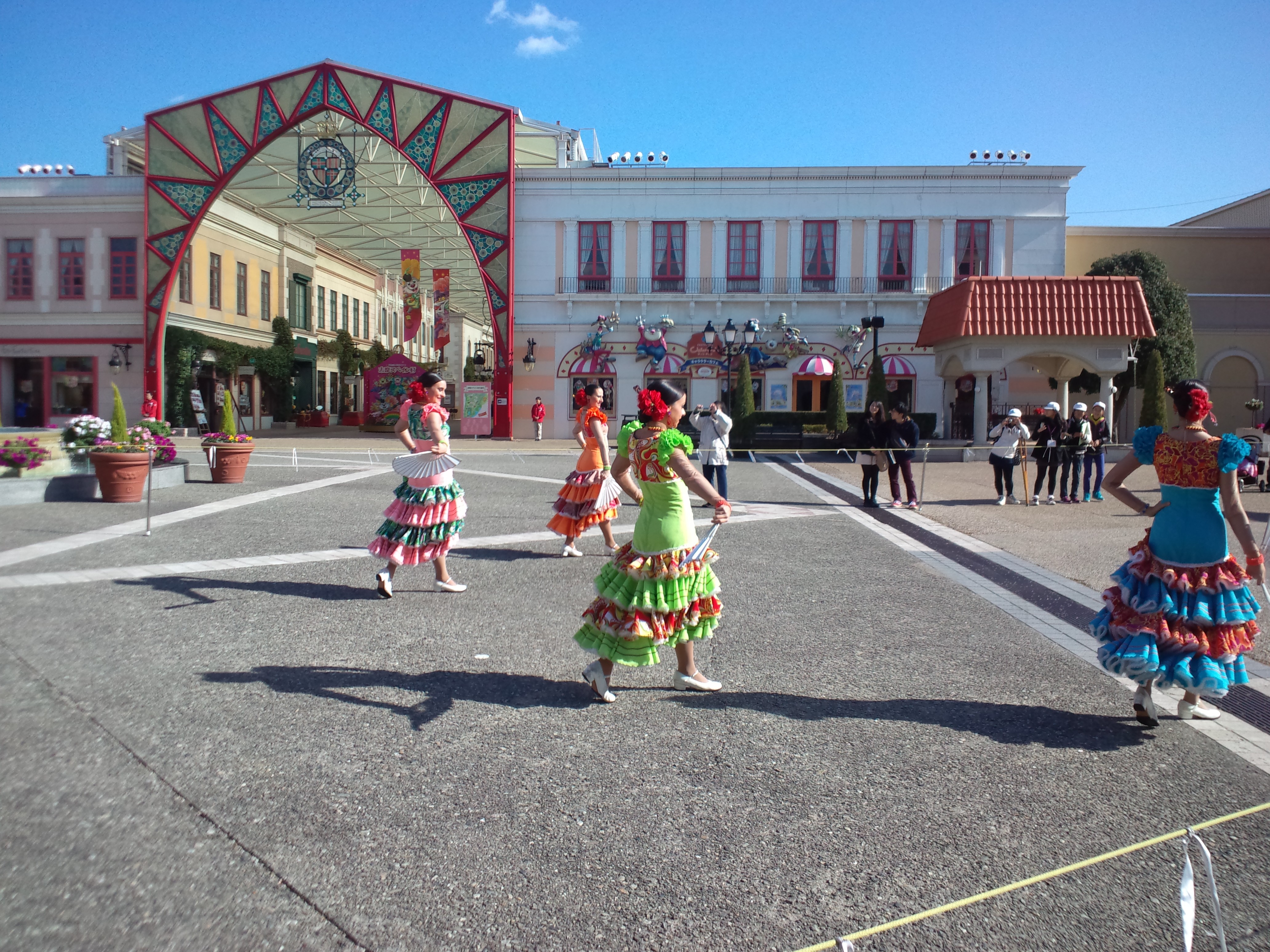
エスパーニャカーニバル

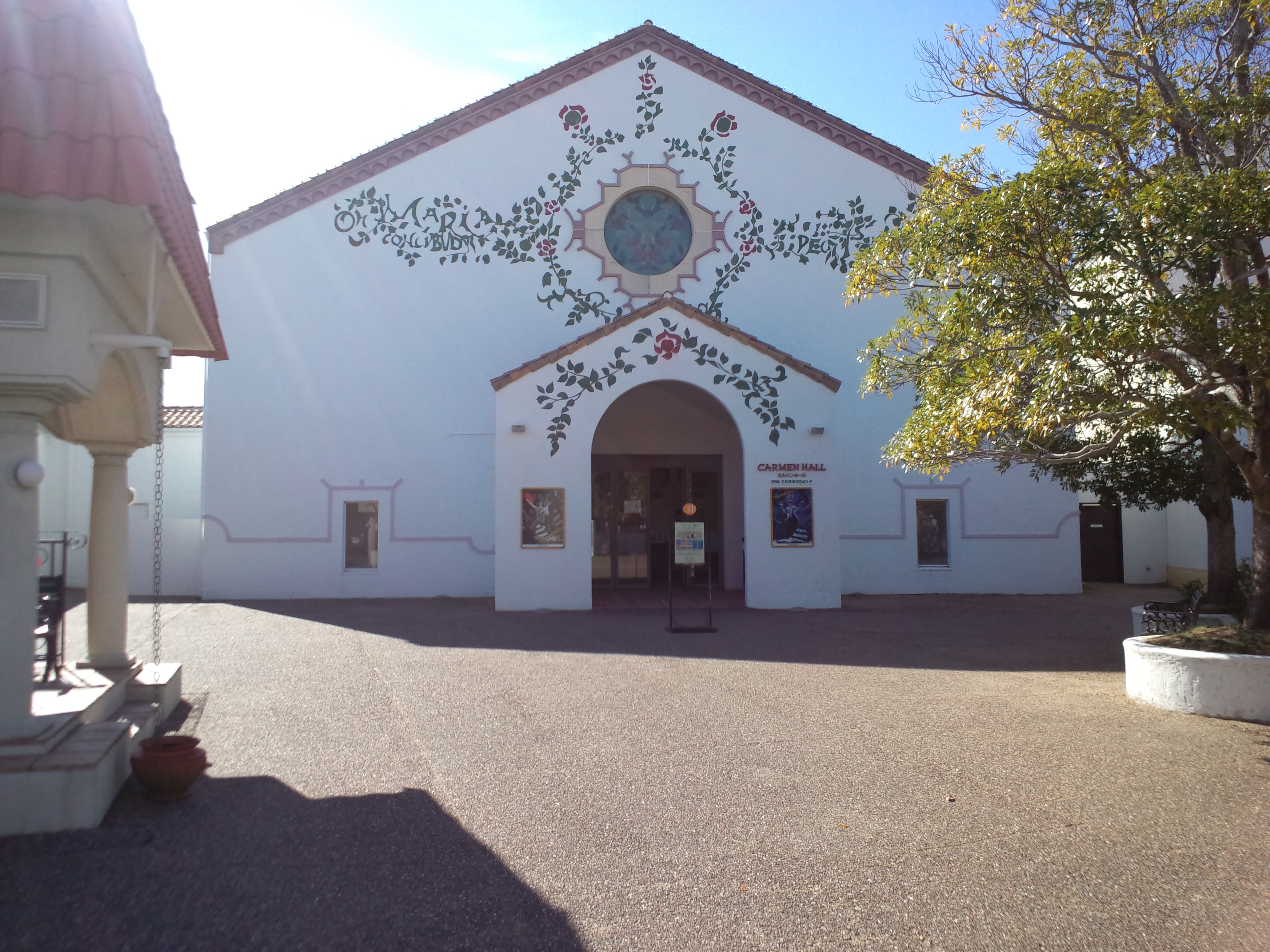
カルメン・ホール

パルケエスパーニャパレード「エスパーニャカーニバル」

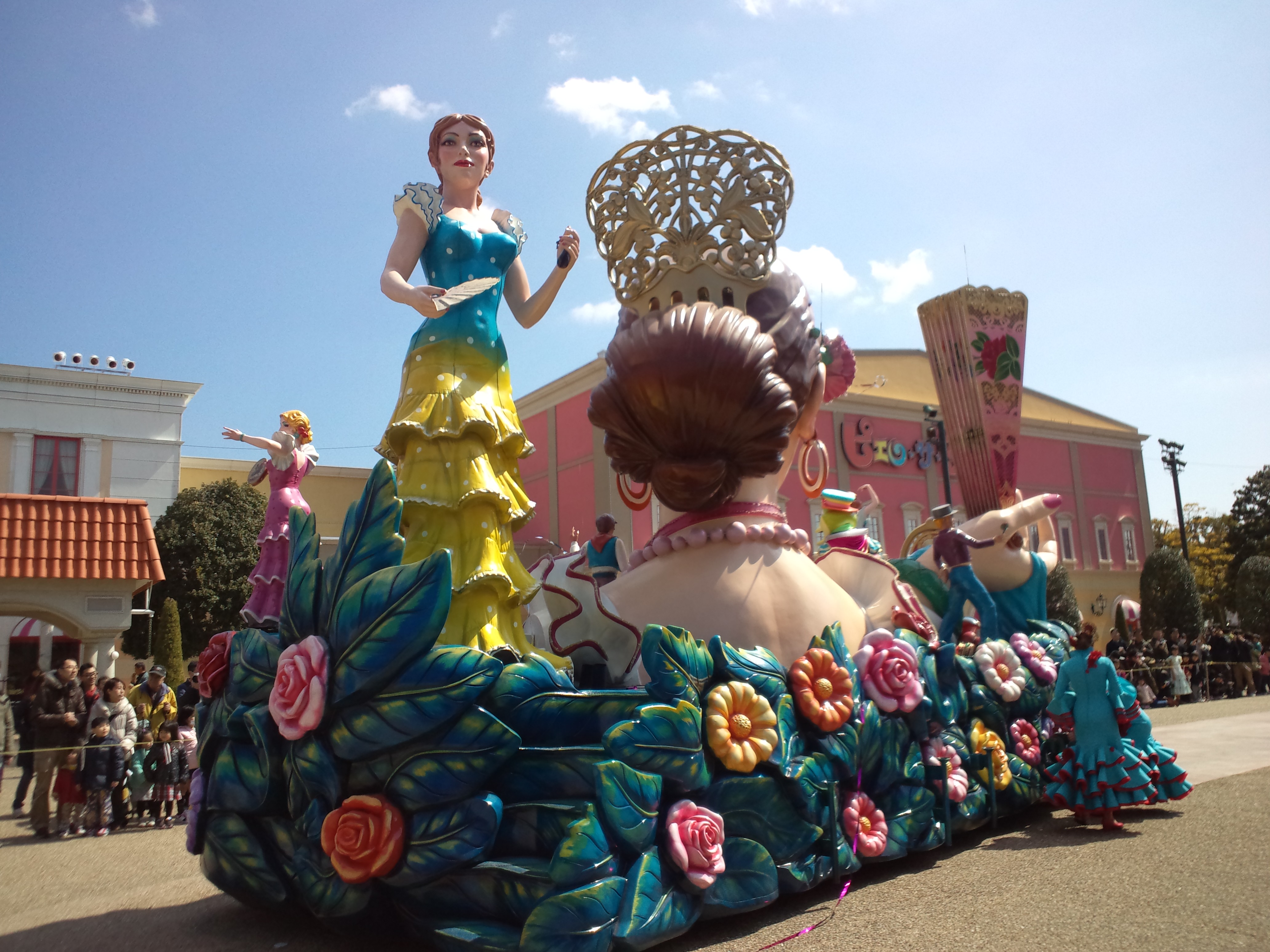
20thアニバサリの「アデランテ」の山車

 スペインの祭りや文化をモチーフにした8つのフロート（山車）を飾るファージャ人形は、バレンシアの火祭りで使用される物と同じでスペインで製作された。また、フロートには仕掛けもあり、見るだけではなく、ゲストも参加できる演出があり、有料でフロートに乗車してパレードに参加することも出来る。※2002年に、オープニング、ルーティーン（行進）、プロダクションナンバーの音楽、およびフロートの並び順などの演出の変更が行われた。また、2006年3月よりアルタミラフロートが廃止され、フロート数が9台から8台に変更された。2006年7月（夏季営業）より、ナイトパレード用に各フロートのイルミネーションがLED（発光ダイオード）照明や光ファイバーなどにより八万個に増強された。2007年3月より一部フロートのカラーリングが変更された。
2014年「エスパーニャカーニバル“アデランテ”」へとリニューアル。2023年11月30日にフィナーレを迎え、「さよならアデランテ」と称した特設ホームページや、記念グッズが販売された。
2024年2月10日パルケエスパーニャパレード「エスパーニャカーニバル "ブエン ビアヘ"」へとリニューアル。「ブエン ビアへ（Buen viaje:西語）」とは「良い旅を」の意。
キャラクターショー「ドンキホーテのグラン・ガラ・デ・オペラ～帰ってきたテアトロ・ラ・マンチャ～」

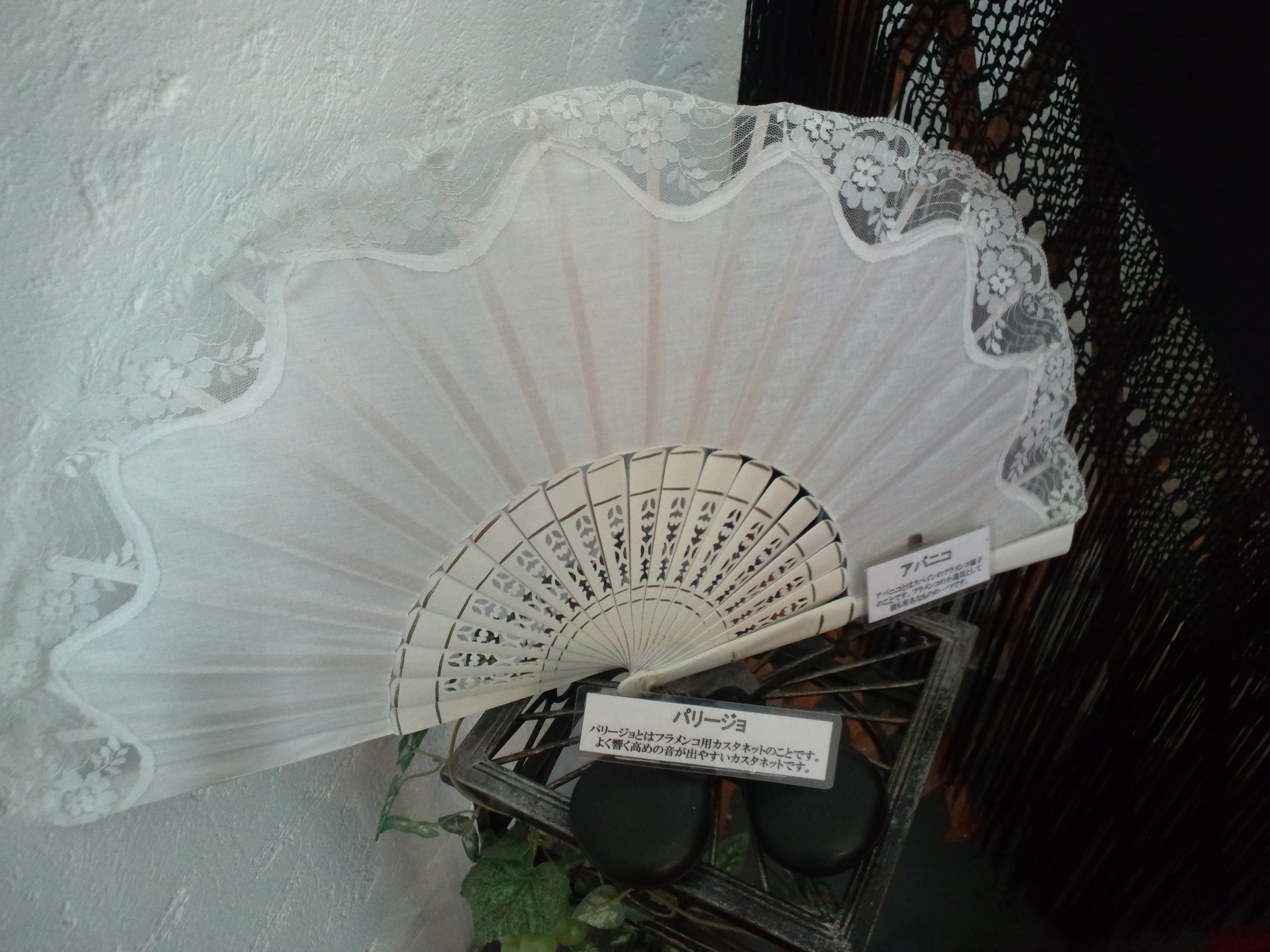
フラメンコを演出するアバニコとパリージョ

2025年2月より園内「コロシアム」で1日2回上演。以下公式紹介文を引用。
　"志摩スペイン村の仲間たちが繰り広げるオペラをテーマにしたミュージカル。ポップにアレンジした名曲の数々やきらびやかな衣裳で、華やかな舞台をお届けします。"

フラメンコショー「カンデラ」
 2025年2月より園内「カルメンホール」にて上演。本場スペインの演出家やダンサーを起用した本格的なショーとなっている。以下公式紹介文を引用。
"ロマの娘カンデラの恋の行く末を描いたバレエ作品「恋は魔術師」から着想を得た情熱的なフラメンコショーです。本場スペイン人ダンサーたちが迫力のステージをお届けします。"
ストリートミュージカル「テソロ・デ・オーロ～真実の宝を探せ!～」
2023年2月より園内「シベレス広場」（雨天時は「エスパーニャ通り」）にて1日2回上演。以下公式紹介文を引用。
"スチームパンクの衣裳に身を包んだ陽気で楽しい仲間たちが、歌や踊り、ジャグリングを通じて、お客様と一緒に「本当の宝とは何なのか」を探し当てます。"
「Winter Party ～ Chao Chaoしちゃお！」
※冬季限定
シベレス広場で1日2回(雨天時エスパーニャ通り)、ダリアの司会でキャラクター同士がゲームやダンスで盛り上げる冬季限定で実施されるショー。
キャラクターはドンキホーテとダルシネアは常時、開催日によりサンチョパンサ、フリオラニャーナ、アレハンドロ、チョッキービビート、トロヴァールのいずれか2体の合計4体が登場する。

#### 上演終了したエンターテイメント
- パルケエスパーニャ・パレード「ストリートパーティー」 - 1994年初演。1995年の夏季のみ、ナイトパレードの変形バージョンとしてスペイン風提灯でフロートを彩った「フェリア・デ・ラ・ノチェ」が上演された。
- ストリートミュージカル「バイレ・デル・カピタン～ダンスフェスタの主役はキミだ！～」(2017年～2021年)
- ミュージカルレビュー「ラダンサ」 - 1994年初演。
- パフォーマンスショー「パルケーニャ・フィエスタ」 - 1994年初演。
- スパニッシュミュージカル「ビバ!エスパーニャ」 - 1999年初演。
- ミュージカルバラエティー「シルコ・デ・ラ・バンバ」 - 2002年初演。
- スパニッシュ・バラエティ「ビバ!パエリア」（2004年初演）
- スパニッシュミュージカル「マルクの恋人」
- ミュージカルショー「フィエスタ・デ・インビエルノ」 - 1994年初演。
- ミュージカルショー「ファンタシア・デ・ラプリマベラ」 - 1995年初演。
- ミュージカルショー「ミステリアス・エポカス」 - 1996年初演。
- セレブレーション「ドンキホーテのフェリアマヒカ」 - 1994年初演。
- キャラクターショー「アモールカンパーナ」 - 1994年初演。
- キャラクターショー「ドンキホーテのダンキー!ファンキー!ドンキー!」 - 1996年初演。
- キャラクターショー「ドンキホーテのゴーゴー!アドベンチャー」 - 1999年初演。
- キャラクターショー「ドンキホーテのバンドdeゴー!」 - 2002年初演。
- キャラクター・ファンタジーショー「アレハンドロの真実の勇気」 - 2005年初演。
- キャラクター・ファンタジーショー「チョッキーとドリームステッキ」 - 2008年初演。
- キャラクター・ファンタジーショー「ドン・キホーテとみんなの大時計」 - 2011年初演。
- キャラクターショー「ドン・キホーテのアーベーセーデーエスパーニャ」 - 2016年初演。
- キャラクターショー「パティオ・デル・カント～ダルシネアのひみつの花園～」 - 2020年初演。
- キャラクターショー・ダルシネアの「みんなで愉快にあ・そ・ぼ・う・ニャン!」 - 2003年初演。
- ウインターステージショー「ドンキホーテのワンダフルドリーム」 - 2006年12月23日から2007年1月3日の期間限定で実施。
- ウインターショー「ドンキホーテのアミーゴdeバラエティー」- 2021年初演。
- タブラオショー「フラメンコファンタジー」 - 1994年初演。
- タブラオショー「コラソンフラメンコ」 - 2000年初演。
- スパニッシュレビュー「ブライト・エンジェル」 - 2002年初演。
- フラメンコレビュー「ブライト・エンジェル」 - 2003年初演。
- フラメンコレビュー「ブライト・エンジェル2004」 - 2004年初演。
- フラメンコショー「クラシコス」（2020年～2021年）
- フラメンコショー「オペラ・プリマ」（2024年）
- パイレーツショー「スペインの大海賊」 - 1994年初演。
- グランテアトロ - 1994年初演。
- シルコマヒコ - 1994年初演。
- トゥナ - 1995年初演。
- ソレア・エン・フロール - 1995年初演。
- ルンバ・カランバ
- エスパーニャコンボ
- 1994年から2001年までは、パレードやショーなどで活躍したマーチングバンドが編成されていた。
- 1994年から2002年までは、レギュラーエンターテイメントショーの出演者としてOSK日本歌劇団から団員が派遣されており、2002年には特別公演ラテン・レビューとして団員だけによる「トロピカル・フェアリー」（7月20日 - 8月31日）もカルメンホール公演された。また、2003年夏季限定のロストレジェンドでは、主役のガーサムとエイゲルを元団員が演じた。

#### 上演終了と再開が繰り返されたエンターテイメント
- スペクタクルショー「ロストレジェンド〜失われた大陸の伝説〜」 - 1999年初演。ユニバーサルスタジオが設計を担当した。日本初の本格的な特殊効果“爆発”“炎上”“大洪水”を最大のポイントとしたスペクタクルショーとして上演が開始され、2002年にはスタントアクション、2004年からはワイヤーアクションも導入されるなど、年を追うごとに改良がなされてきた。2003年より通年上演から夏季限定上演の有料のショーへ変更。BGMはミュージシャンの平沢進が制作し、サウンドトラックも発売された。
  - 2011年の東日本大震災の発生を受け自粛となり、そのまま上演終了となった。その後、公式サイトに掲載されている園内マップからも、ロストレジェンド広場の部分は削除された。
  - 2016年に6年ぶりに「ロストレジェンド～シルコ・デ・ティエラ～」として再開される旨が公式ブログで発表され[広報 5]、それに伴い園内マップも修正された。
  - 2018年の夏をもって最後の公演とアナウンスされ、再び上演終了となった[広報 6]。

### カウントダウンイベント
カウントダウン・フィエスタ'95〜2002
カウントダウンショーは初年度はメイン会場がコロシアムに設けられた特設ステージで実施され、テレビ東京の年越し番組内で生中継も行われた。翌年からはメイン会場をシベレス広場に移し闘牛コースター・マタドール（旧幻のイベリア超特急）前に特設ステージが設けられて実施されていた。カウントダウンショーは基本的にはその年に公演したエンターテイメントショーをオムニバス形式で再構成した物にカウントダウンを盛り込んだもので、新年を迎える際に鐘の音と共に花火が打ちあがる演出となっていた。またこの際、午前零時の鐘の音に合わせ「12粒のブドウを食べて健康を祈る」スペインの新年を迎える風習をまねて、入園時に渡される12粒のチョコレートをゲストは食べる演出となっていた。その他、特別ゲストが参加する年もあり「カウントダウン・フィエスタ'96」にはオルケスタ・デ・ラ・ルス、「カウントダウン・フィエスタ2000」にはディアマンテスが参加した。
カウントダウン・フィエスタ2003〜2006
冬季期間の一部を除くエンターテイメントショーの休演に伴い、カウントダウンショーでエンターテイメントショーをオムニバス形式で上演することが不可能となったため、この年から外部からタレントを招聘したカウントダウンショーに変更され、「カウントダウン・フィエスタ2003〜baseよしもとが占領するでぇ〜」で初めて志摩スペイン村と吉本興業とのコラボレーション企画が始まった。翌年はホリプロダクションとのコラボレーション企画で、「カウントダウン・フィエスタ2004〜ホリプロ祭りだ!全員集合」が行われたが女性アイドルが全面の企画のため、通常のパルケエスパーニャの客層とは大きく異なる10代後半から20代前半の男性が主なターゲットとなったため集客面では非常に苦戦した。このため、開園以来実施してきたカウントダウンイベントは2004年度は中止されてしまった。2005年度は再び吉本興業とのコラボレーションで、「カウントダウン・フィエスタ2006爆笑!!よしもと男祭りin志摩スペイン村」が開催され、人気絶頂期だったレイザーラモンHGを初めbaseよしもとの人気若手お笑い芸人が多数出演したため、カウントダウンイベントとしては最大の集客となった。
カウントダウン・フィエスタ2007
「カウントダウン・フィエスタ2007in志摩スペイン村〜アディオス（さようなら）'06 オラ（こんにちは）'07」として、この年から冬季限定ショーを実施したため年末でもある程度エンターテイナーを確保できたため、外部からタレントを招聘しない形でのカウントダウンショーとなった。しかし内容は、カウントダウン・パレードとシベレス広場時計台前に組んだミニステージでの簡単なカウントダウンショーだけであった。このため、これまでカウントダウンショーは特別営業日として特別パスポートでの入園だったものを、このカウントダウン営業では通常のパスポートで入園可能とし、オフィシャルホテルの2dayパスポートなども利用可能と割安感をアピールしPRしたが、やはりイベント内容が弱く魅力に欠けたため前年のよしもと男祭りには遠く及ばない集客となってしまった。

### キャラクター

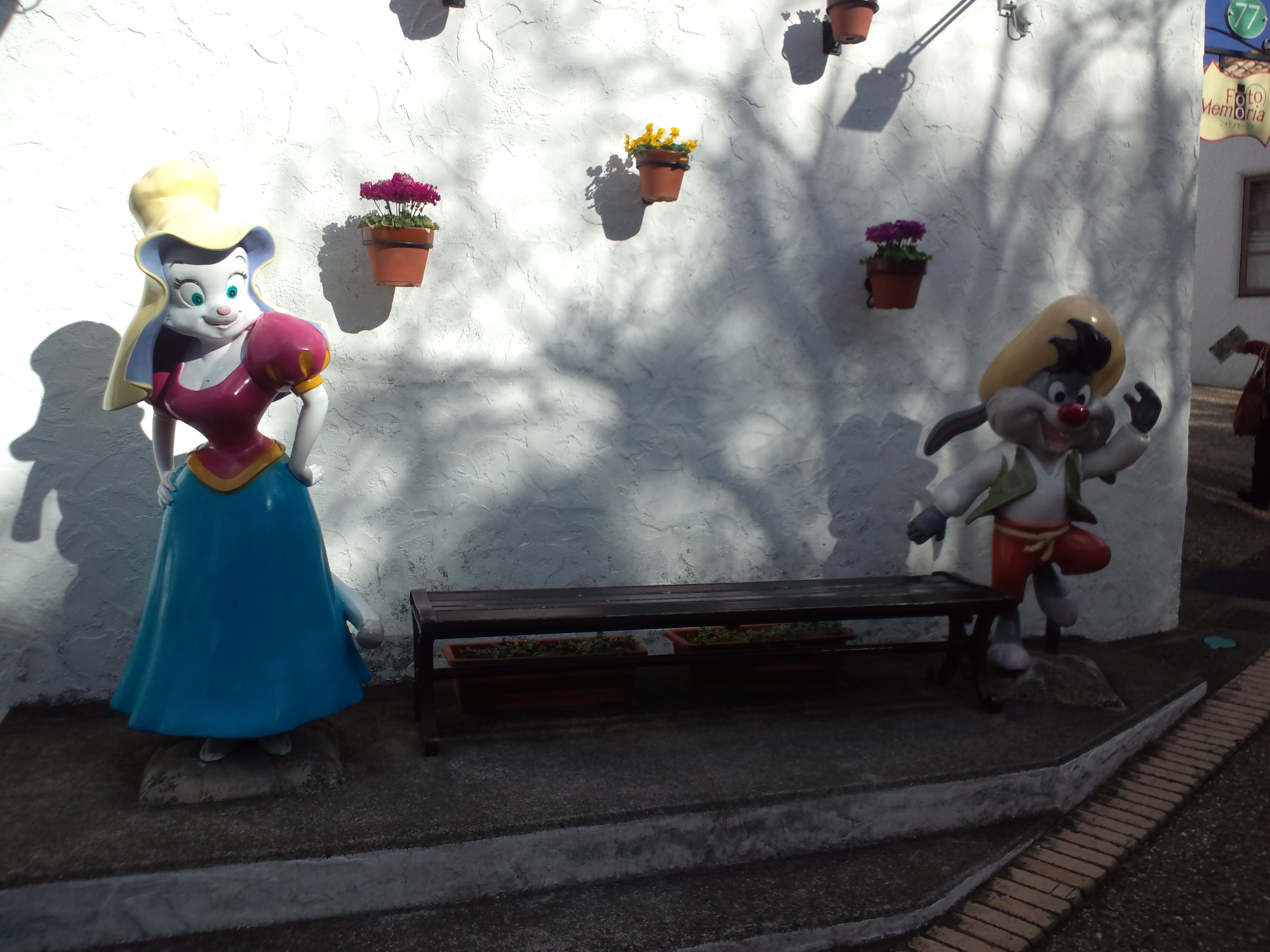
ダルとチョッキー

スペインの代表的な文芸作品『ドン・キホーテ』をベースに、動物達をモチーフにした新しい物語を設定。メインキャラクターは、勇気と冒険心にあふれるドンキホーテとそのパートナーであるサンチョパンサ、その他に5人のファミリーキャラクターが設定されている。製作は当初、バルセロナオリンピックのマスコットキャラクター・コビーをデザインしたスペイン人画家のハビエル・マリスカルを予定していたが、スケジュール面で折り合わず、アメリカ・ロサンジェルス在住のデザイナーのトビー・シェルトンに依頼した。トビー・シェルトンは現在はディズニーのOVA製作にも参加しており、オリジナルDVDアニメ『アラジン〜ジャファーの逆襲〜』では、監督として製作の指揮を取っている。
2024年から、全キャラクターの声優が一新されている。
ドンキホーテ（ドンキー）
声 - 富山敬→山崎たくみ→白石兼斗（2024年の新作アニメ以降）、歌 - 吉田純也
モチーフは犬。10月10日生まれ。村のリーダーである騎士。勇敢で優しいリーダーであるが、少しお調子者。ダルに好意を抱いているがなかなか気づいてもらえず、彼女のことになると周りが見えなくなってしまう。一人称は「我輩」または「ワシ」。
サンチョパンサ（サンチョ）
声 - 桜井敏治→堀総士郎（2024年以降）、歌 - 榛葉薫人
モチーフはハリネズミ&小熊。7月24日生まれ。ドンキーの家来で良きパートナー、彼を「だんな」または「ご主人様」と呼んでいる。いつもダルに思いを寄せる彼には散々振り回されている。一人称は「オイラ」または「僕」。
ヒロイン・ダルシネア（ダル）
声 - 冬馬由美→下屋則子（2024年以降）、歌 - 若井久美子
モチーフは白猫。8月22日生まれ。
ガート村の領主の一人娘であるお姫様。大きな瞳が特徴の美人でドンキーは彼女には目がない。天真爛漫でちょっと子供っぽくわがまま。一人称は「私」。
チョッキービビート（チョッキー）
声 - 冬馬由美→城内由茄子（2024年以降）、歌 - 和田清香
モチーフはロップイヤー兎。5月2日生まれ。一番の最年少。いたずら好きのひょうきん者。トロヴァールと共に村へやってきた。今はドンキーが彼の親代わりであり、トロヴァールのもとで大工見習いとなっている。頭がよくドンキーがピンチの時に救ったこともある。一人称は「僕」。
フリオラニャーナ（フリオ）
声 - 三ツ矢雄二→虎島貴明（2024年以降）、歌 - 榛葉薫人
モチーフは蛙。6月6日生まれ。吟遊詩人でダルの執事のような存在。彼女のそばにいることが多く、いつも彼女のわがままには苦労している。しかし、楽器の演奏や歌が大の得意。一人称は「僕」。
アレハンドロ
声 - 八奈見乗児→置鮎龍太郎→武内駿輔（2024年以降）、歌 - 谷怜由
モチーフは狼。9月12日生まれ。ローボ村出身の魔法使い。ダルのことが大好きで、ドンキーとは恋を争うライバルである。メカや薬などの発明をしていつもドンキーたちの妨害をするが、失敗ばかり。しかし、本当は寂しがりやでドンキーたちとただ仲良くしたいだけであり、何かと彼らに協力したり一緒にいたりしている。一人称は「オレ様」だが、ダルなどの女性の前では「私」。
トロヴァール
声 - 銀河万丈→山下タイキ（2024年以降）、歌 - 結城賢吾
モチーフは牛。11月6日生まれ。元船乗りの大工。一番体が大きく、のんびり屋で力持ち。普段はおとなしいが、怒ると止まらなくなる。時々、自分の馬鹿力が仇になることもある。一人称は「ワシ」。
モックン
ピエロ・ザ・サーカス団長。
なお、1996年から数年の間、親会社・近畿日本鉄道（近鉄バス）の高速バスにもキャラクターが描かれていたが、2000年代に順次塗装変更され使用をやめている。三重交通は開業時に運行開始した東京 - 志摩スペイン村線（現在は鳥羽までに短縮）にキャラクターを描いたバスを運行していた。防長交通や名阪近鉄バスの高速バスにも描かれた。

### シンボルマークおよびロゴタイプ

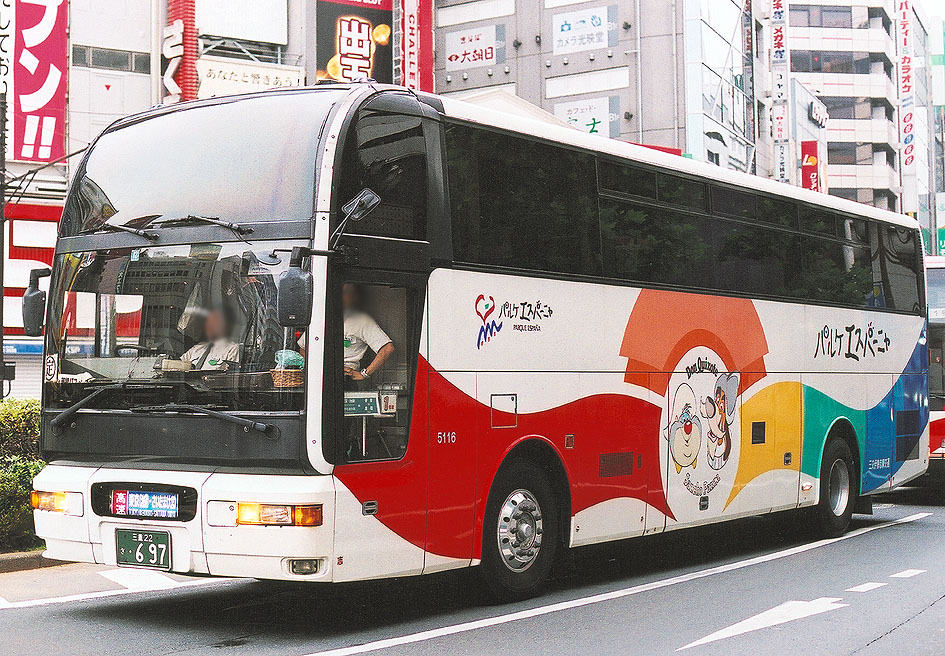
スペイン村のロゴがペイントされたバス

シンボルマークはフラメンコの踊り子をモチーフとしており、躍動感あふれる力強い線で描かれている。パークを構成する4つのエリアを、それぞれのイメージカラーである「シウダート（赤）」「ティエラ（緑）」「マール（青）」「フィエスタ（橙）」で表現している。
日本語ロゴタイプは、様々なスペインのイメージの中から、「太陽」、「海」、「陽気さ」、「人間的」、「躍動感」をイメージし、フリーハンドのシンボルマークに合わせ躍動感ある手書き文字が使用されている。また、スペイン語ロゴタイプは、クラシックで伝統的なスペイン書体が用いられている。
シンボルマークおよびスペイン語ロゴタイプの製作者は、ホセ・マリア・トリアス・フォルク（クォドデザイン・マーケティング社代表。バルセロナ美術工芸学校・芸術学院卒、バルセロナオリンピックのシンボルマークをはじめ、企業のCI、VI（企業デザイン）やパッケージデザインなどを手掛ける、スペインを代表するデザイナー）。また、日本語ロゴタイプは、村禎介（株）デザインマック代表取締役社長。金沢工芸美術大学卒、ニューヨーク・プラットインスティテュート大学卒、独自のパッケージデザイン理論を基に、AGI（国際グラフィック連盟）など数多くのCI、VI、商品開発を手掛けている。

## ホテル志摩スペイン村（都ホテルズ&リゾーツ）

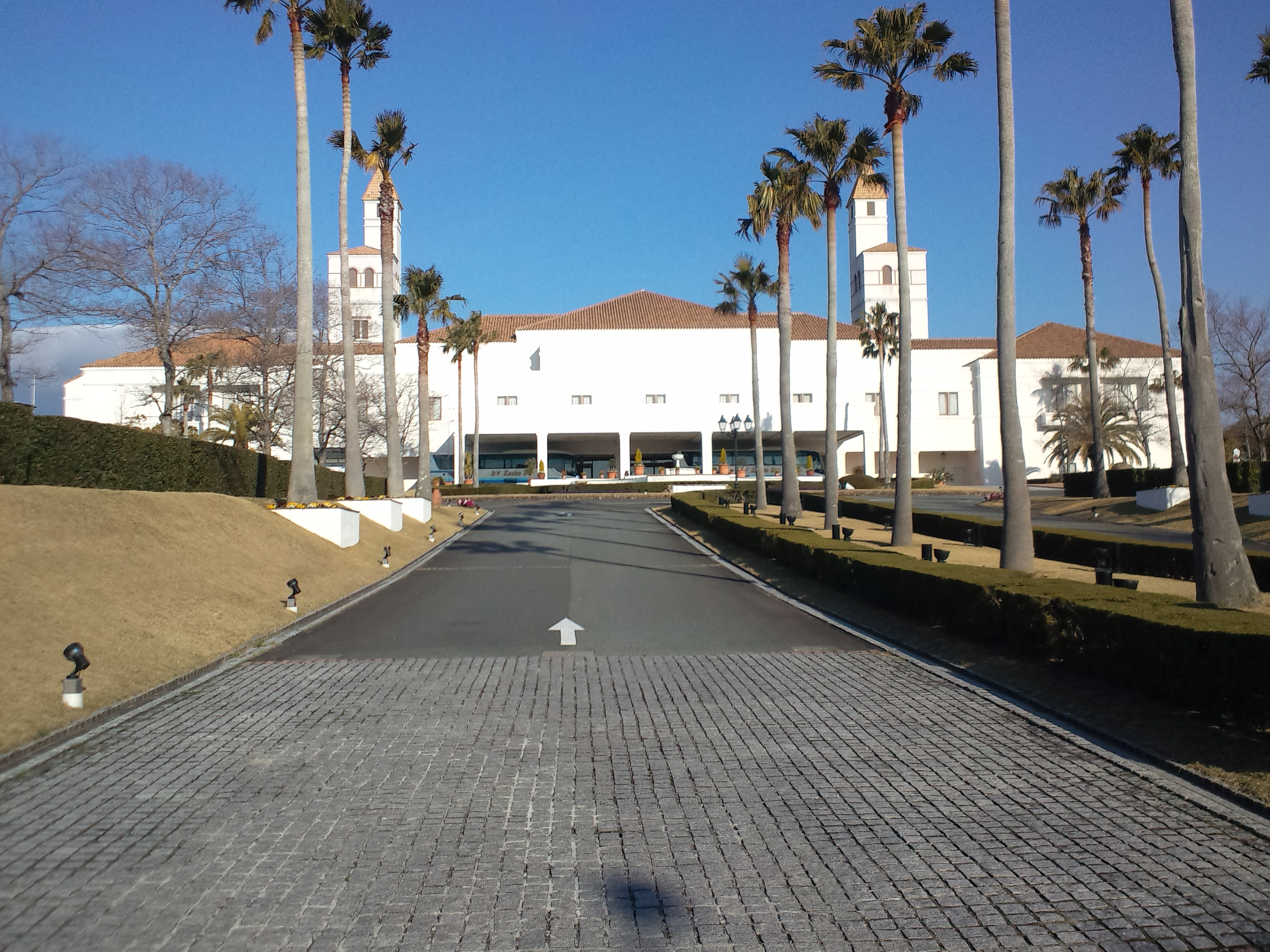
ホテル志摩スペイン村

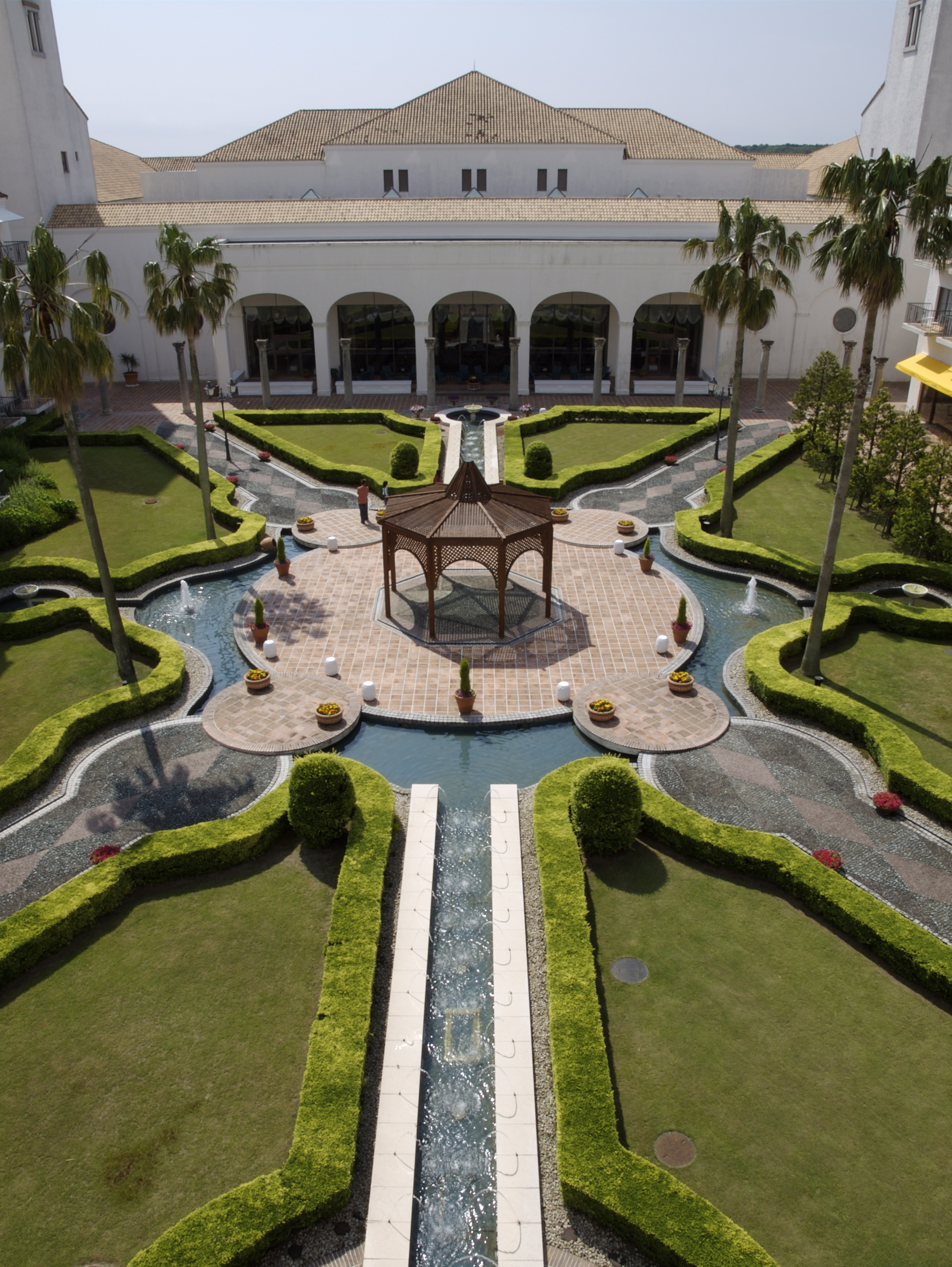
ホテル志摩スペイン村の中庭

白壁・オレンジ色の屋根という、アンダルシア地方をイメージした外観のリゾートホテル。パティオ（中庭）を取り囲み、ロビー・宴会場棟と、3つの客室棟がロの字に建つ。また、コルドバ、セビリア、グラナダと名づけられた各客室棟にもパティオがあり、客室は全て40m2以上で、リゾートホテルにふさわしくゆとりをもった作りとなっている。
開業から1997年3月までは志摩観光ホテル（株）が営業権をもち運営していたが、1997年4月に旧（株）志摩スペイン村に営業権が譲受される。この直営化により、テーマパークとホテル間に直接往来ができる連絡ゲートが開設されるが、2003年に近鉄によるホテル志摩スペイン村の減損処理に伴い、新たに設立された（株）近鉄志摩ホテルリゾートが経営し旧（株）志摩スペイン村が経営受託した。しかし、2006年7月25日に発表された近鉄による志摩スペイン村事業再編により、（株）近鉄志摩ホテルリゾートは2006年10月1日をもって事業を近鉄レジャーサービス（株）に譲渡し11月で解散した。現在のホテル運営は新たに設立された運営会社（株）志摩スペイン村に委託されている。
- 客室：252室（ツインルーム：246室、ツインルーム（テラス付）：3室、スイートルーム：3室）
- 料飲施設：5ヶ所（カフェ&スペイン料理「ヒラソル」、フランス料理「アルカサル」、日本料理「志摩」、バル「カルメン」、ロビーラウンジ「フエンテ」）※中華料理の「四川」もあったが、2003年に営業を中止した。
- 宴会場：5室（大宴会場「エスパーニャ」（700m2/2分割可）：1室、中宴会場「アンダルシア」（176m2/2分割化）、「カディス」（128m2）：2室、小宴会場「マラガ」（70m2）、「ミハス」（40m2）：2室）
- 付帯施設：ガーデンプール（夏季のみ営業）、インドアプール（20m×8m・4コース）、テニスコート2面（ナイター施設付）、ゲームコーナー、スーベニアショップ、カラオケバー&ルーム

## その他の宿泊施設
低料金のB&B形式（Bed and Breakfast）のホテルとして、駐車場そばに「シーズンインアミーゴス」がある。その名のとおり季節営業であり、利用の際は営業カレンダーを確認した方がよい。過去には近鉄志摩磯部駅前に「リゾートイン磯部」があったが、2020年1月に閉館した。両ホテルとも従業員寮として建設された物である。
その他、同じ近鉄グループ（都ホテルズ&リゾーツ）の志摩観光ホテル・賢島宝生苑が、2005年よりオフィシャルホテルに指定される。

## 志摩スペイン村天然温泉「ひまわりの湯」
ボーリングにより地下約1,800mから湧き出す38.6度の温泉で、泉質はアルカリ性単純温泉。1分間に160リットルの湧出量がある。露天風呂やサウナ（女湯は塩サウナ）もある（加温・循環濾過式）。当初は、セルフサービス式のレストランも運営されていたが、現在は閉鎖されている。
2003年からホテル志摩スペイン村と共に、新たに設立された（株）近鉄志摩ホテルリゾートが経営し（株）志摩スペイン村が経営受託していた。2006年7月25日に発表された近鉄による志摩スペイン村事業再編により、（株）近鉄志摩ホテルリゾートは2006年10月1日をもって事業を近鉄レジャーサービス（株）に譲渡し11月で解散した。現在の温泉運営は新たに設立された運営会社（株）志摩スペイン村に委託されている。
- 屋内風呂：男女各約200m2
- 露天風呂：サウナ（男女各約140m2）
- 脱衣所：男女各200人分ロッカー設置
- 売店：和式宴会場兼休憩室（120畳）

## 株式会社志摩スペイン村
再編に伴い、テーマパーク事業、ホテル・温泉事業の運営委託を担う新会社として、近鉄レジャーサービス（株）の完全子会社として設立された。
志摩スペイン村「パルケエスパーニャ」、ホテル志摩スペイン村、伊勢志摩温泉　志摩スペイン村「ひまわりの湯」、シーズンイン　アミーゴスの運営受託を行っている。

### 旧運営会社
株式会社志摩スペイン村が運営を行っていたが、再編に伴い、2006年10月1日に志摩スペイン村土地建物株式会社へ商号変更を行い、近鉄レジャーサービス株式会社へテーマパーク運営事業を譲渡した。2007年10月29日付で解散した。
売上高
| 年度 | 売上高        | 営業利益       | 経常利益       | 当期純利益          |
| ---- | ------------- | -------------- | -------------- | ------------------- |
| 2005 | 48億5,678万円 | △6,757万円     | △3億91万円     | （※1） 3億4,918万円 |
| 2004 | 55億1,130万円 | 3億6,383万円   | 2億3,824万円   | 2億3,444万円        |
| 2003 | 59億8,430万円 | 5億 823万円    | 4億 662万円    | 4億 282万円         |
| 2002 | 86億4,500万円 | △19億1,000万円 | △22億5,300万円 | △109億6,100万円     |

※1 - 投資有価証券の売却益で最収益を計上。
決算
2月
株主
近畿日本鉄道株式会社：86.35％ ほか　近鉄グループ7社：3.65％
※データは、（株）志摩スペイン村広報資料および近畿日本鉄道（株）IR資料、日経テレコン21、帝国データバンクを参照。

## 交通アクセス

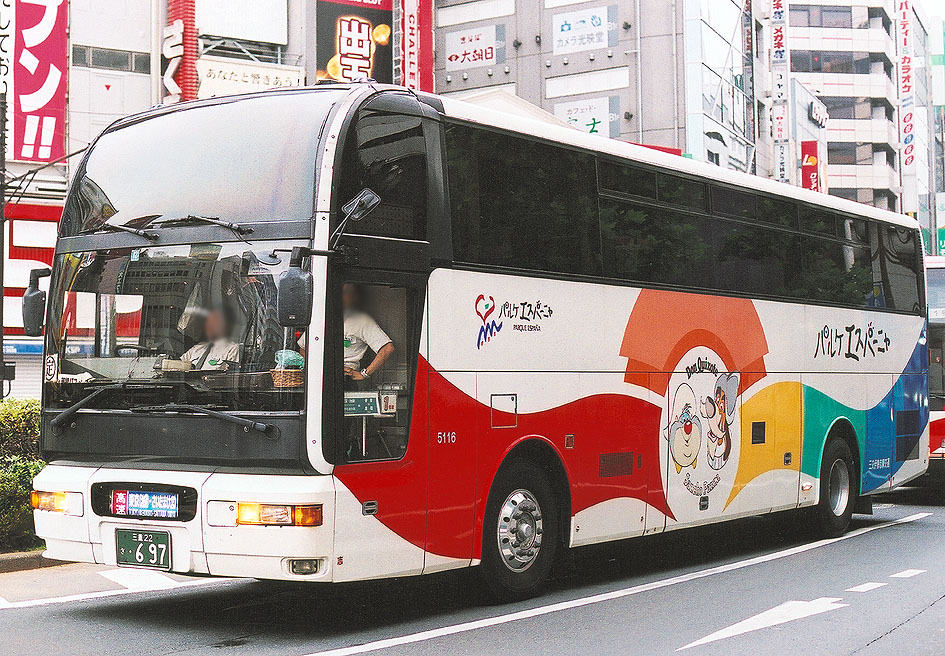
パルケエスパーニャのキャラクターがペイントされた夜行高速バス（廃車済）

- 近鉄志摩線・鵜方駅からバスによるアクセス。三重交通、賢島スペイン線59系統を利用し所要時間約12分[広報 7]。かつては近鉄志摩線・志摩磯部駅からバスによるアクセス。三重交通、磯部スペイン線を利用し所要時間約14分（現在より2分長い）だった。2007年2月限りで志摩磯部駅からの直通バスが廃止、同年3月から鵜方駅からの運行に一本化された[注釈 2][注釈 3]。
- 志摩市内のホテル、旅館などの送迎あり
- 2002年12月16日までは、三重交通と西武バスによる共同運行で東京池袋 - 志摩スペイン村間で高速夜行バスが運行されていた。それ以降は三重県側は鳥羽発着に短縮されたが、2020年6月1日以降は横浜を経由しない便について磯部バスセンターまで延長されている（大宮・池袋・新宿・立川 - 鳥羽・磯部）。

## 広報・広告
- 2000年代前半までは、一般のゲスト向けにはパルケエスパーニャ情報誌『チャチャラ』が、キャスト（従業員）向けには社内報『コモエスタ』が発行されていたが、現在は両誌とも廃刊されている。
- CMなどで使用されているテーマソングは『きっとパルケエスパーニャ』（作詞・作曲 / Don Harper）。近鉄特急(しまかぜ含む)が鵜方駅に到着する前の車内チャイムもこの曲である。三重県民の間では広く知られた曲で、志摩スペイン村に行ったことがなくてもこの曲は歌えるという人が多い[28][29][30]。
  - 2019年の25周年記念CMにはヤバイTシャツ屋さんによる「きっとパルケエスパーニャ」のカバーが使用された。
- 1996年秋季から1997年夏季までの1年間、宣伝イメージキャラクターとして女優の岩下志麻を起用。
  - 平面ビジュアルでは「岩下、志摩へ」、「もうのらへんで」、「ノリノリ」のコピータイトルで3作品が作られた。
  - 志摩スペイン村のCM放送エリアは通常は中部・関西地区だけだが、1997年の夏季期間は関東エリアでも「どないするつもりや」編、「もうのらへんで / お茶室」編、「ノリノリ」編の岩下CM3部作（企画 / 電通、制作 / 電通テック）が極妻のパロディーCMとして放映され、視聴者に強烈なインパクトを与えた。なお、「ノリノリ」編はこの年のACC賞地域CM部門のACC賞（スポットCM）を、「どないするつもりや」編、「もうのらへんで / お茶室」編は地域CM部門の奨励賞（シリーズ）を受賞している。また、1999年にはロストレジェンド「学校」編（企画 / 電通、制作 / 電通テック）、「パルケの一日」（企画 / 大広、制作 / 創造）でも地域CM部門の奨励賞を受賞している。
  - 岩下は「岩下、志摩へ」でフラメンコ衣装を着用しているが、1975年に発売したLPアルバム『炎のごとく』の中に『恋のアランフェス』を収録するほど昔からスペインが好きで、このアルバムのジャケット写真のポーズもフラメンコの振りをイメージさせるものとなっている。
- 三重テレビ・テレビ大阪・テレビ愛知の3局では、志摩スペイン村の様々なキャラクターが登場する子供向け番組『ゴーゴー!!パルケキッズ』が2000年4月から2002年9月まで放送された。番組放送末期に当たる2002年4月以降の放送では、双子のタレントとして有名な三倉茉奈・三倉佳奈が番組の司会を務めていた。
- TBSのテレビ番組『はなまるマーケット』では、1999年の視聴者から寄せられた『気になるおめざ』リクエストベスト10の下期ベスト8に、菓子工房「ポルボロン」のスペイン伝統菓子ポルボロンが選ばれている。なお、はなまるカフェのおめざでポルボロンを紹介したのは、女優の黒田福美である。
- 2000年に公開されたアニメ映画『名探偵コナン 瞳の中の暗殺者』の舞台となっているトロピカルランドは、パルケエスパーニャへの取材をベースにその他の遊園地も取材し描かれている架空のテーマパークで、美術監督が発案したオリジナルアトラクションもいくつか配置して描かれている。このため、エンドクレジットには取材協力・志摩スペイン村と表記されている。また、劇中には当時取材対応をした（株）志摩スペイン村の広報担当者がゲスト出演している[広報 8]。
- 志摩スペイン村初のオフィシャルガイドブック「志摩スペイン村まるごとパルケエスパーニャ」は1995年5月に発売（1999年7月に一度だけ改訂版が発売されている）。
- 1995年12月にパルケエスパーニャ初のオリジナルCD『きっとパルケエスパーニャ』が、1996年7月に『パルケエスパーニャ・ベスト・オブ・エンターテイメント（MAX）』、ドンキホーテの『ダンキ!ファンキー!ドンキー!』が発売された。
- 1996年4月にパルケエスパーニャ初のオリジナル絵本『げんきにごあいさつ』、『みんなでおてつだい』、『じゃぶじゃぶこのきょうりゅう』、『ドンキホーテむらへようこそ!』が発売。
- 2011年2月から映画監督の井筒和幸がCM出演している。
- 2010年代からはブログやソーシャル・ネットワーキング・サービス（YouTube、Facebook、LINE、Instagram、Twitter）を活用している[31]。2019年9月に開設されたTwitterアカウントは後述の周央サンゴとのタイアップのきっかけにもなった[32][33]。

### バーチャルYouTuberとのコラボ
- バーチャルYouTuberの周央サンゴ（ANYCOLOR株式会社が運営するにじさんじ所属）が志摩スペイン村を訪れた体験を語ったことをきっかけに、2022年5月にTwitterを中心としたインターネット上で話題となった[33][34]。この縁から周央サンゴが志摩スペイン村を訪れる様子を収録した動画がタイアップとして製作され、8月に公開された[35]。さらに2023年2月11日から4月2日にかけて周央サンゴとのコラボイベントを開催[35]。体験談で話題に挙がったものを中心に、スタンプラリーや周央の副音声付きアニメーションの上映、コラボフードやコラボグッズの販売が行われた[35]。初日の2月11日には通常の同じ時期の倍以上である約7000人が来園、周央サンゴが話題に挙げたチュロスの販売本数が通常の25倍の1000本以上となったり、Twitterトレンドに関連ワードがランクインしたほか、2月17日時点で地元局・在京キー局合わせてテレビ局8社に取り上げられるなどの反響があり[36][37][38]、近年の志摩スペイン村＝閑散としているというイメージを覆す盛況ぶりが再び話題となった。なお、周央サンゴとはその後もコラボイベントが行われており、同じにじさんじ所属の壱百満天原サロメも参加している[39]。

## 備考
- 1994年度のヒット商品番付（SMBCコンサルティング（当時は住友ビジネスコンサルティング）/三井住友銀行グループ）では、東の前頭6番目に、日経トレンディのヒット商品ベスト30では27位に選ばれている。
- 東京・名古屋・大阪に営業所があったが、2002年末で廃止されている。
- 志摩スペイン村を中心会場に近鉄グループの近鉄百貨店や都ホテルズ&リゾーツでスペイン・17州を紹介する州フェア・イベントを行なっていたが、2000年に開催されたアンダルシア州フェア・スペインフェア2000『アンダルシア!』（1996年にガリシア州フェア、1998年にはマドリード州フェア開催を済み）を最後に開催されていない。
- スペイン国元首相ホセ・マリア・アスナールや元副首相のマヌエル・フラガ・イリバルネをはじめ、スペインが生んだ20世紀後半のもっとも偉大なリリコ・テノール歌手とされているアルフレード・クラウスなど多くのスペイン政府の要人や文化人が来日の際には来園していたが、近年は稀である。
- アナ・ボテーリャ(スペイン国元首相ホセ・マリア・アスナール夫人)がファーストレディ期間だった1997年10月30日に来園記念としてオリーブの樹を植えている。
- 国賓クラスの要人やスポンサー企業が自社の招待者を接待する際などに利用できるVIPルーム（一般のゲストの利用は不可）がマヨール広場の2Fに4部屋用意されている（グレード別にA、B、C、Dと部屋の内装が異なる）。
- 駐日スペイン大使夫人が志摩スペイン村の名誉村長を歴任しており、2006年10月に5代名誉村長にリディア・カルメン・セビリア夫人（ミゲル・アンヘル・カリエド駐日スペイン大使夫人）が就任している。また、名誉村長の権威を表す儀仗（ぎじょう）がホテル志摩スペイン村ロビーに展示されている。

## ギャラリー「ハビエル城博物館の展示物」

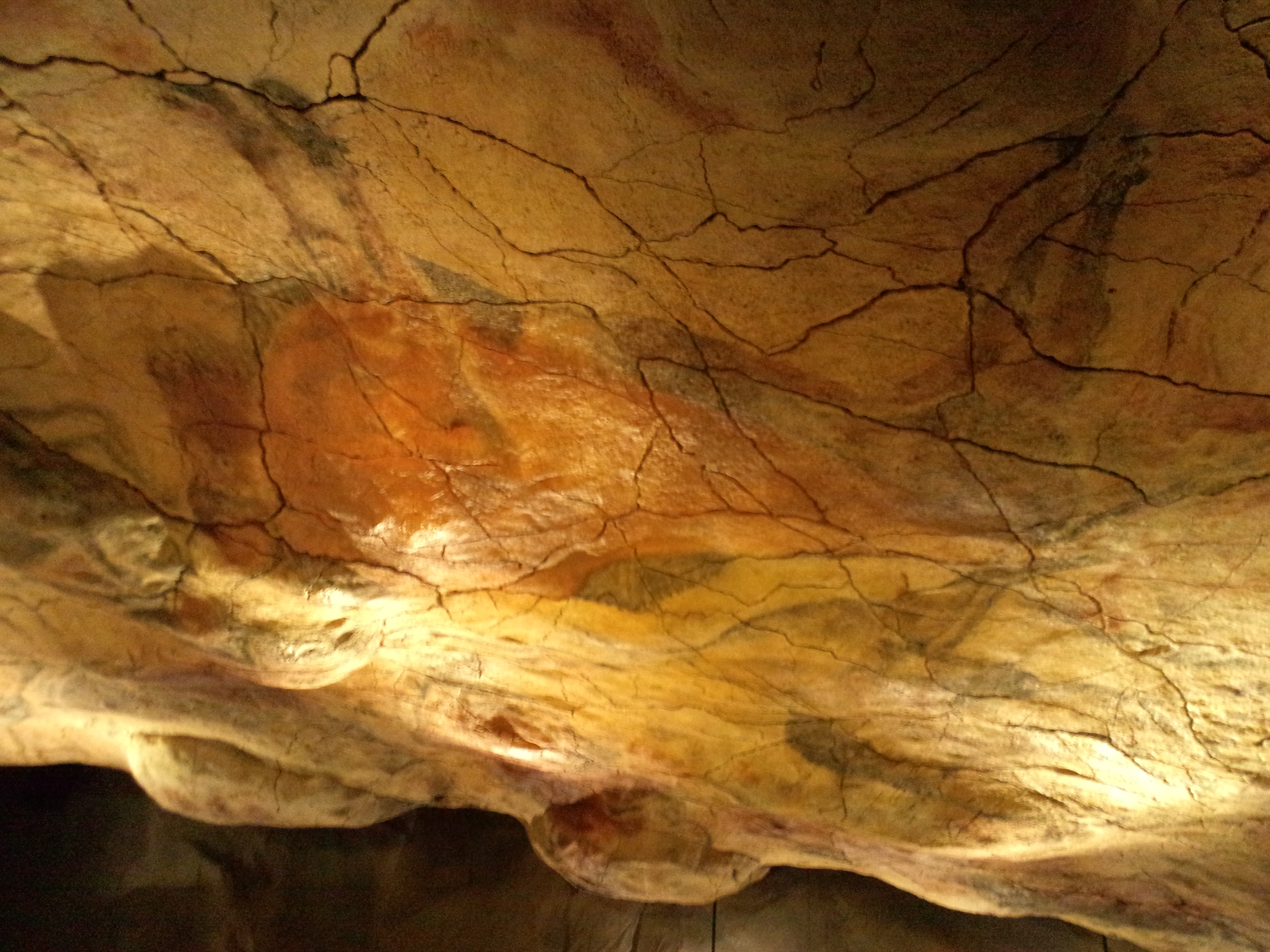
アルタミラ洞窟の壁画（複製）
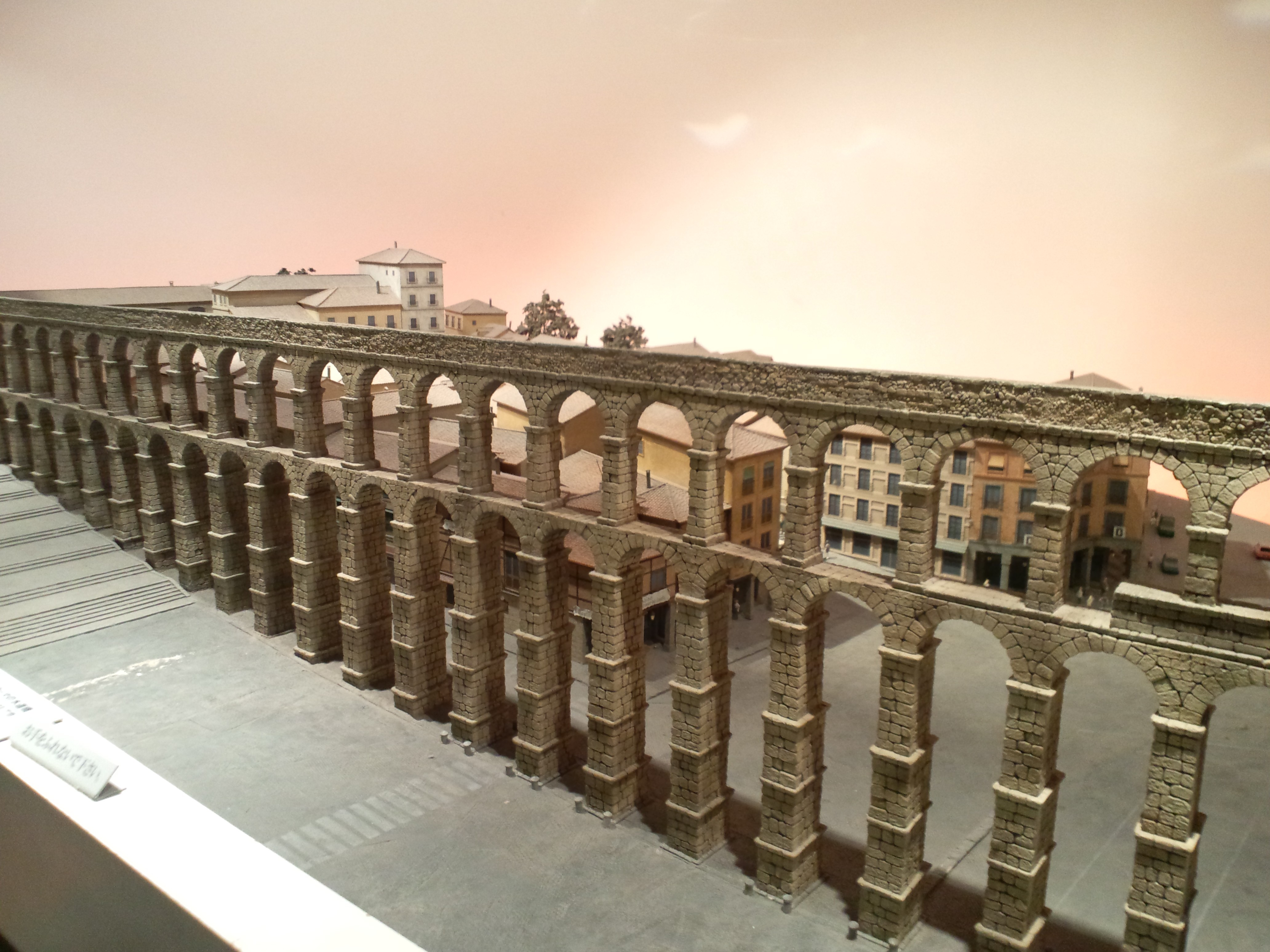
ローマの水道橋（模型・縮尺1:55、セゴビア市）
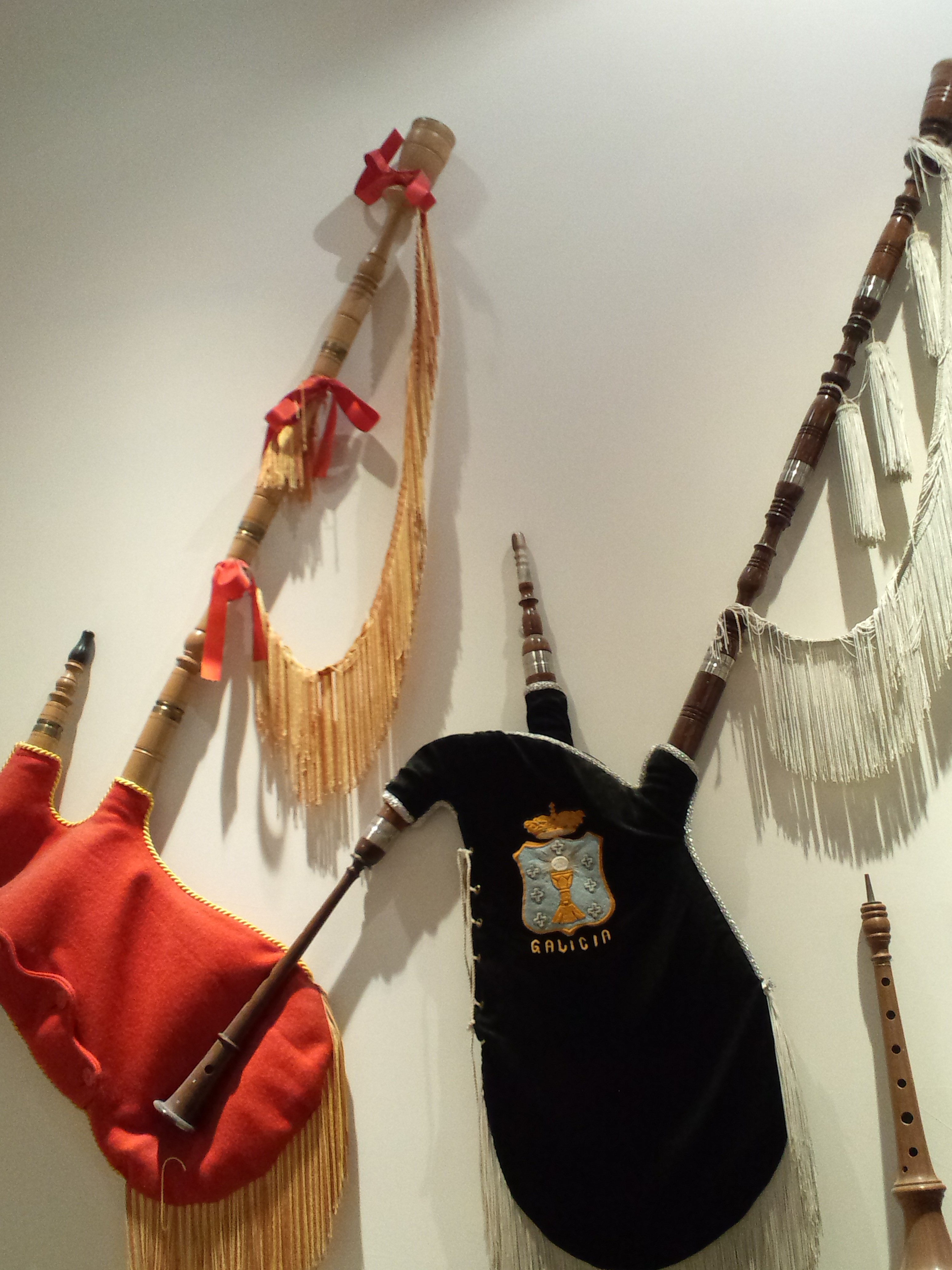
ガイタ
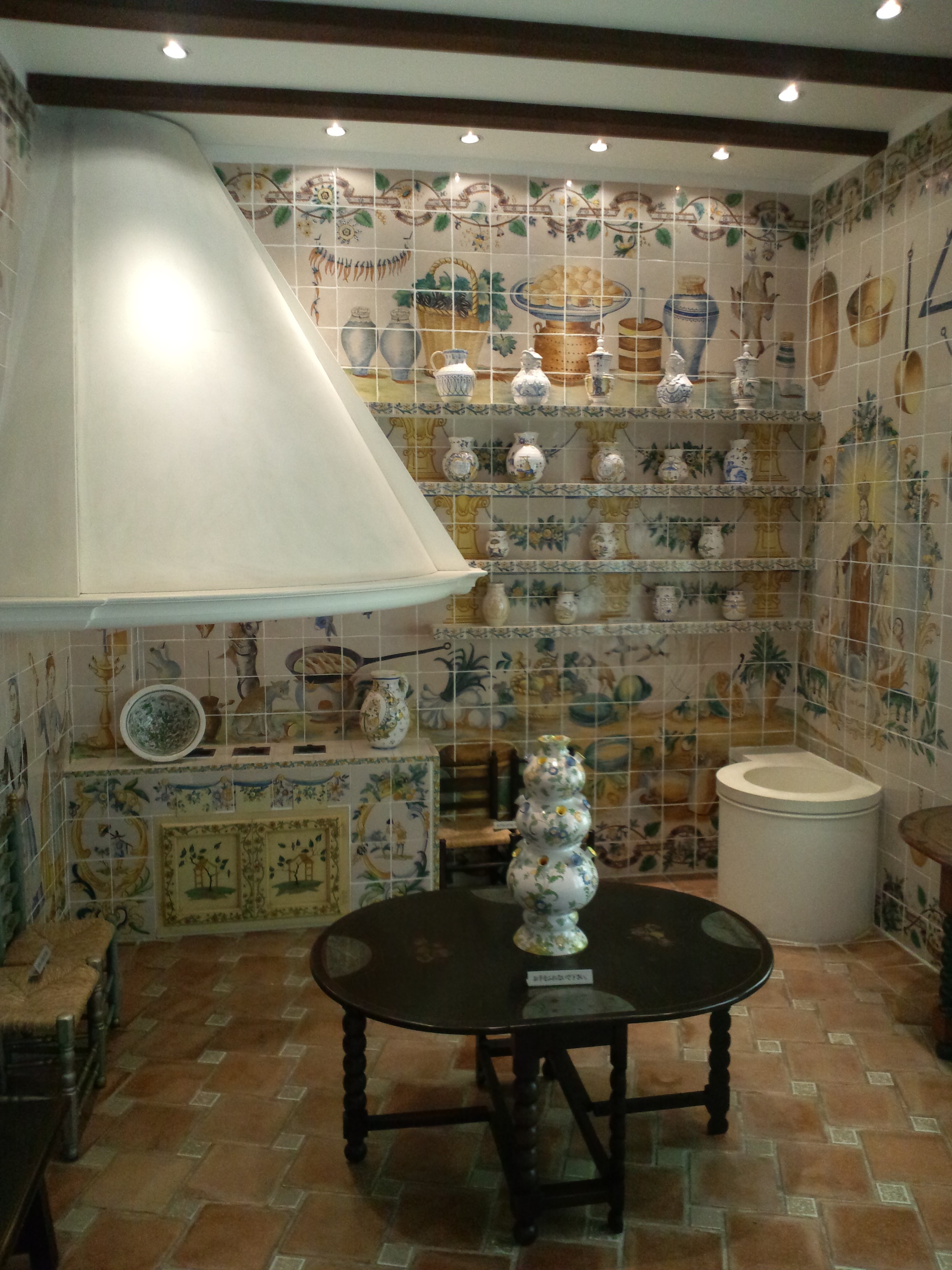
バレンシアの台所
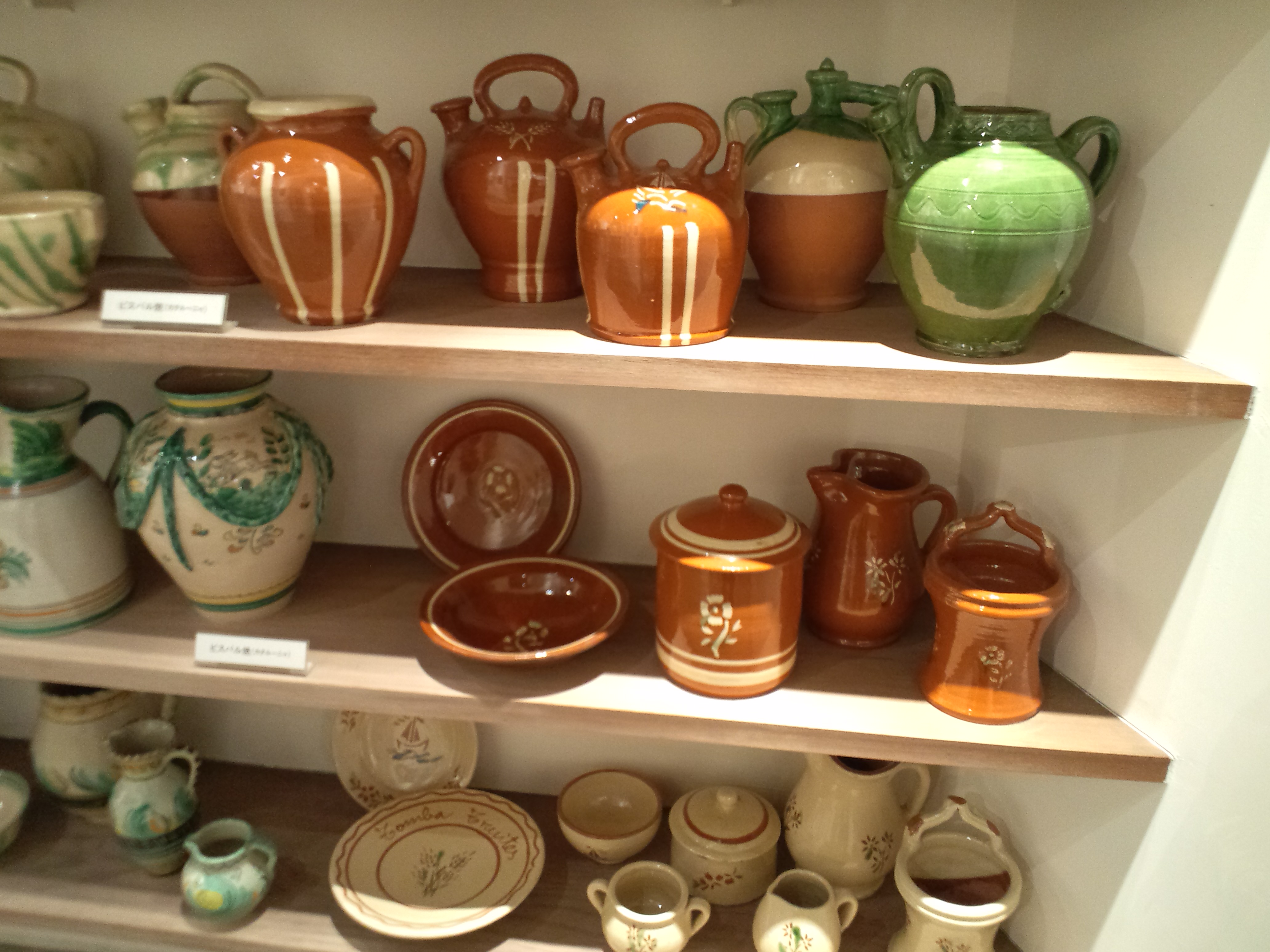
陶器 ビスバル焼（カタルーニャ地方）
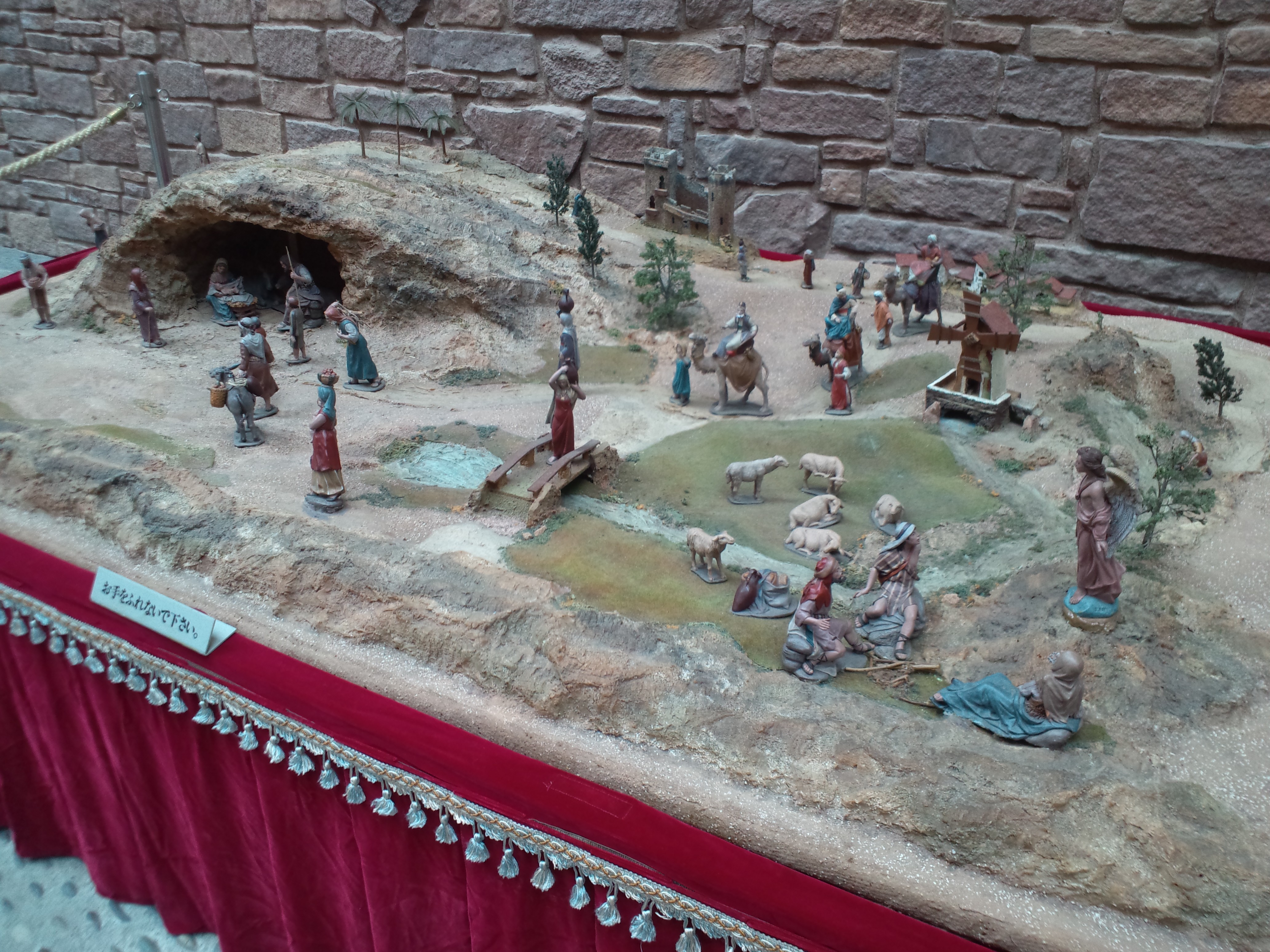
クリスマス飾り『ベレン』
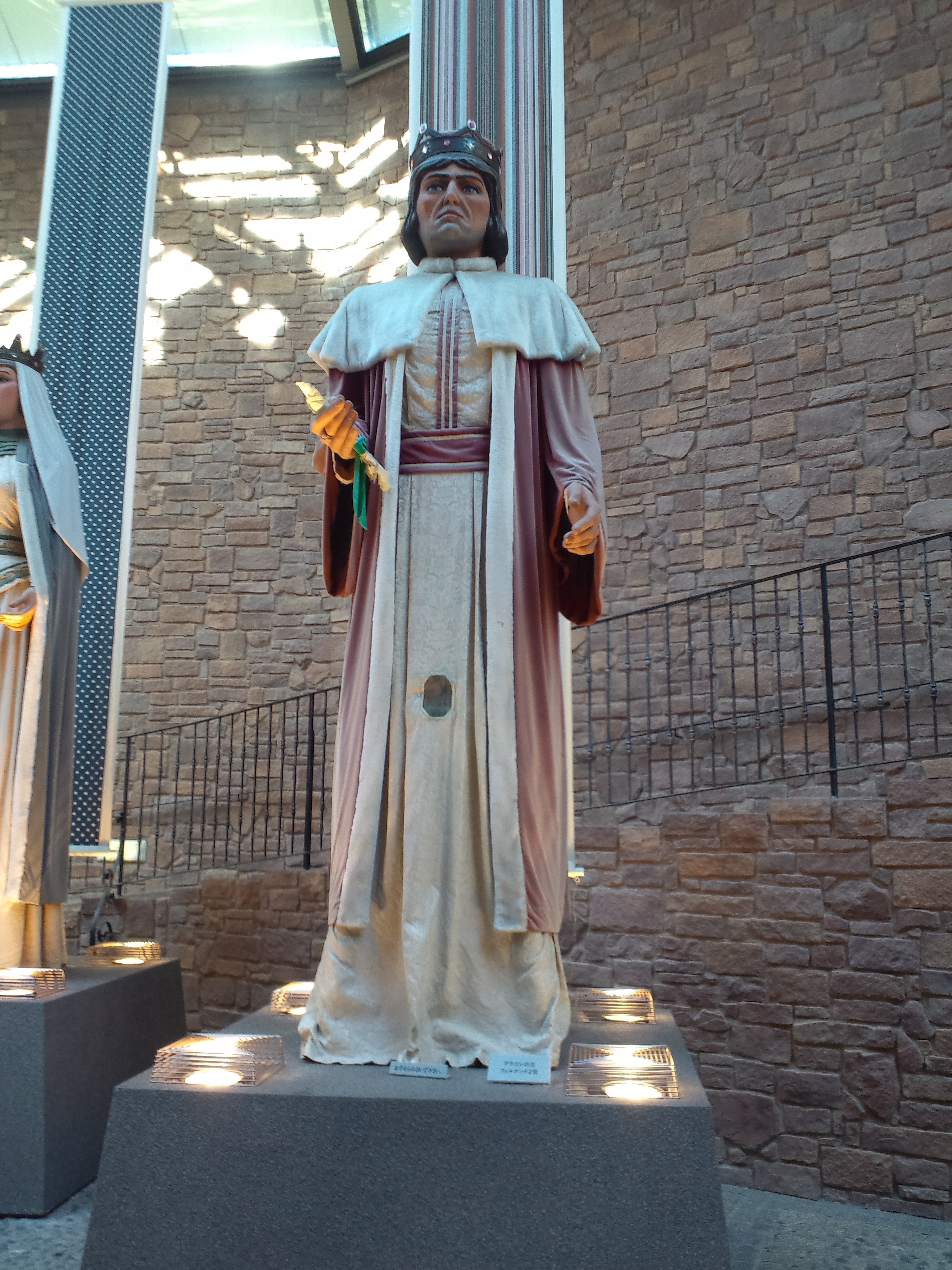
アラゴンの王 フェルナンド2世（ヒガンテス）
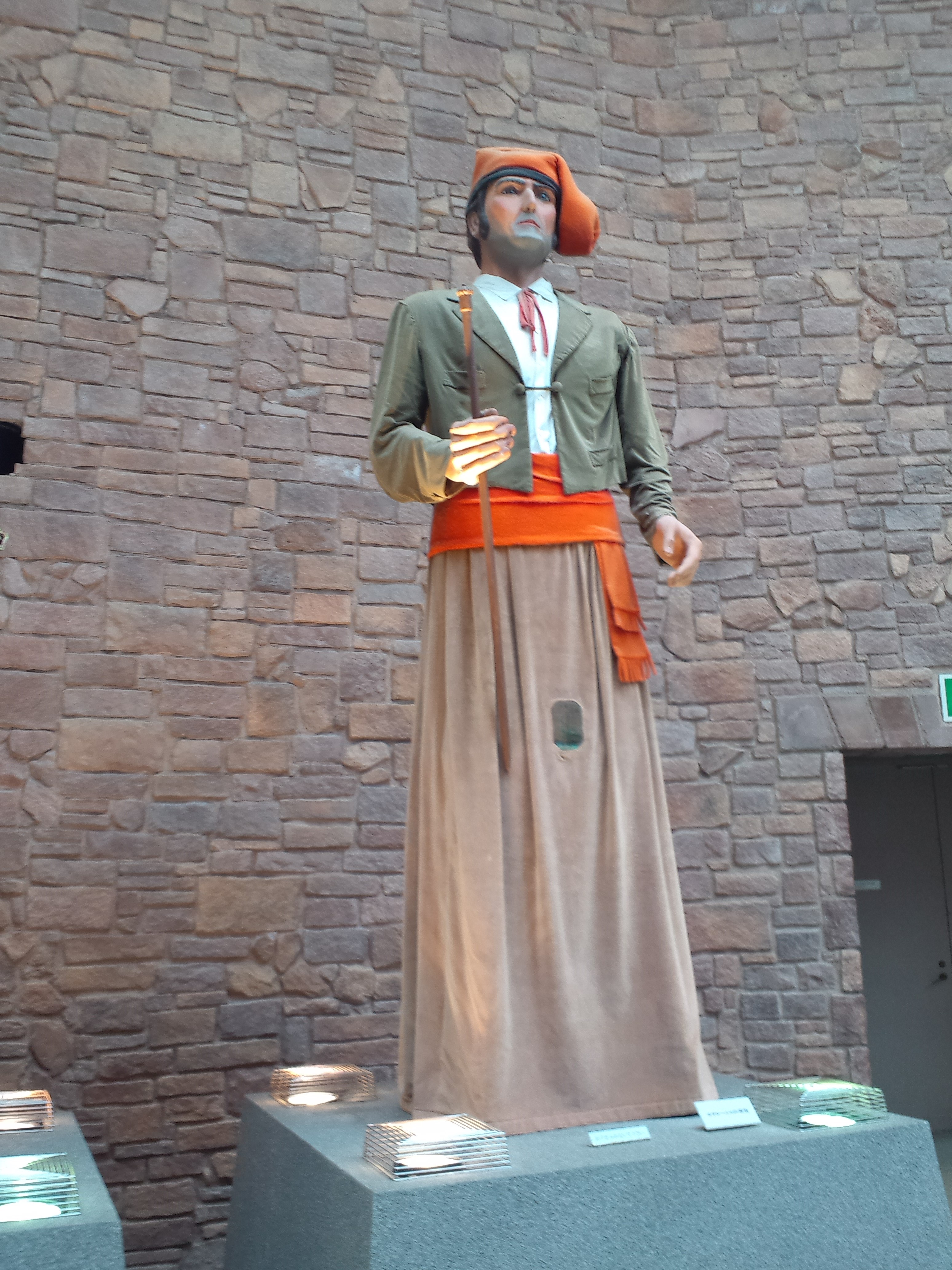
カタルーニャの男性（ヒガンテス）
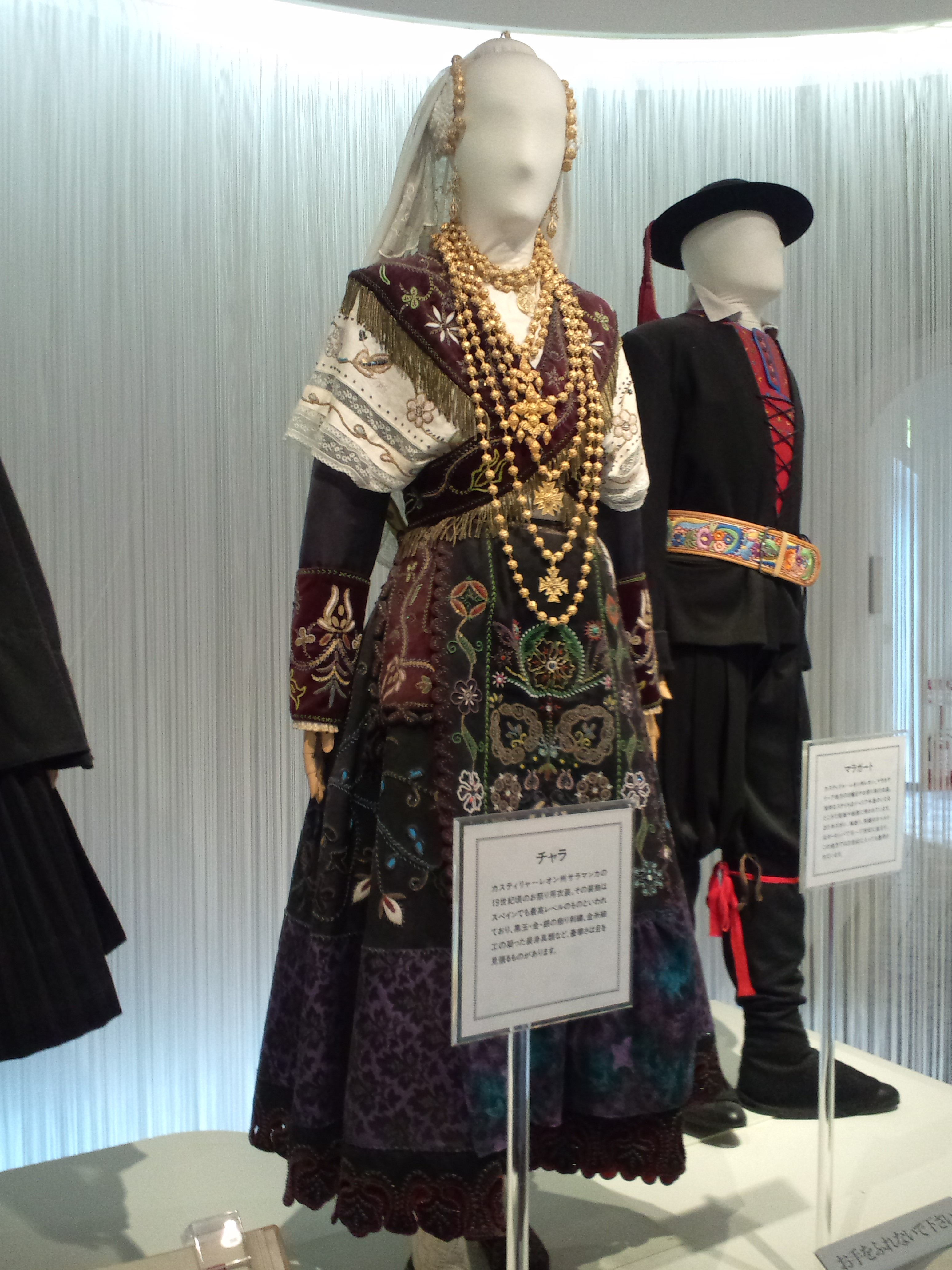
伝統衣装『チャラ』（カスティーリャ・レオン州、サラマンカ）
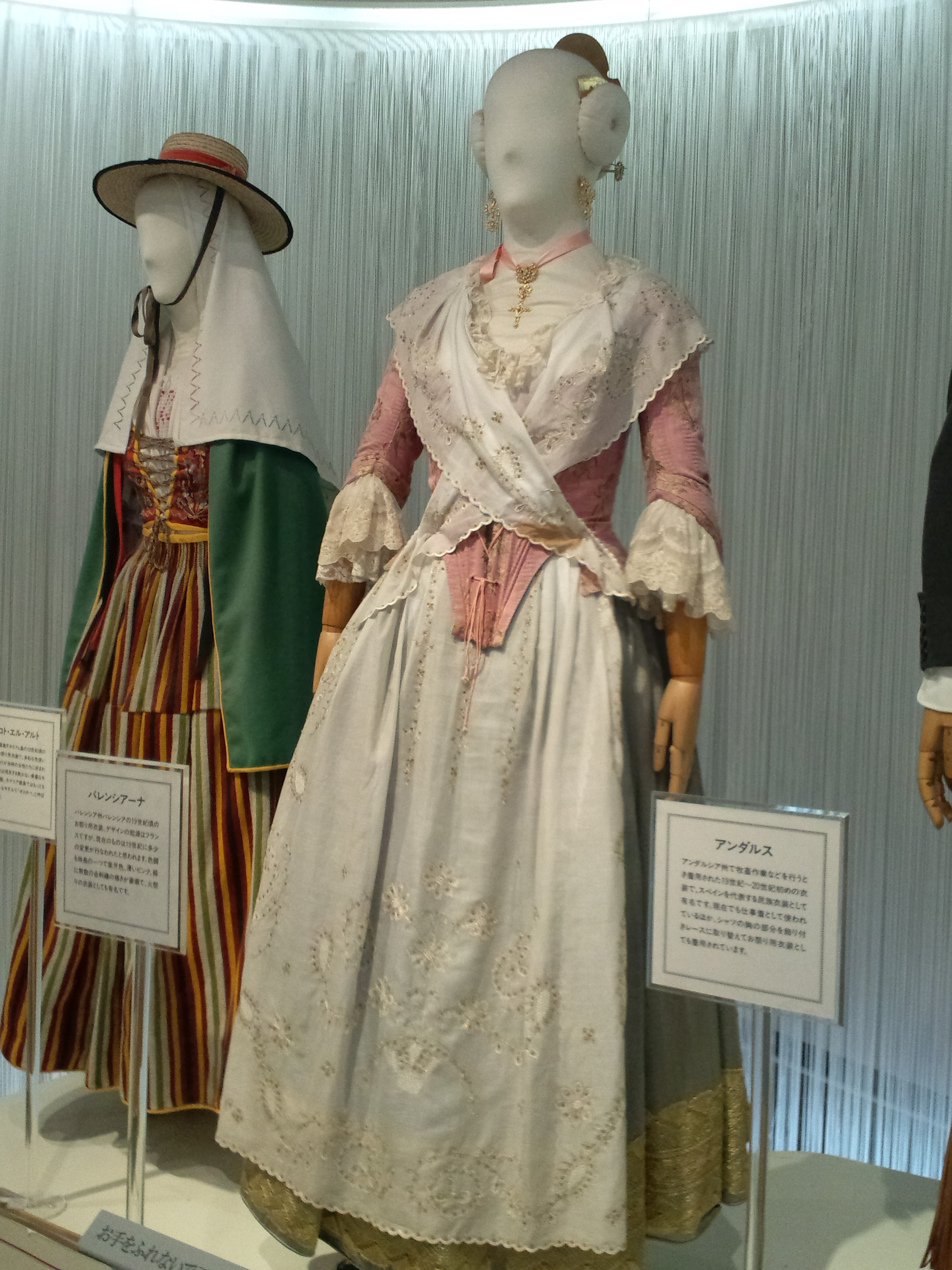
伝統衣装『バレンシアーナ』（バレンシア州、バレンシア）